# Центр (шахи)
|   | a                                                                             | b                                                                             | c                                                                             | d                                                                             | e                                                                             | f                                                                             | g                                                                             | h                                                                             |   |
| 8 | d5 чорний хрестик · e5 чорний хрестик · d4 чорний хрестик · e4 чорний хрестик | d5 чорний хрестик · e5 чорний хрестик · d4 чорний хрестик · e4 чорний хрестик | d5 чорний хрестик · e5 чорний хрестик · d4 чорний хрестик · e4 чорний хрестик | d5 чорний хрестик · e5 чорний хрестик · d4 чорний хрестик · e4 чорний хрестик | d5 чорний хрестик · e5 чорний хрестик · d4 чорний хрестик · e4 чорний хрестик | d5 чорний хрестик · e5 чорний хрестик · d4 чорний хрестик · e4 чорний хрестик | d5 чорний хрестик · e5 чорний хрестик · d4 чорний хрестик · e4 чорний хрестик | d5 чорний хрестик · e5 чорний хрестик · d4 чорний хрестик · e4 чорний хрестик | 8 |
| 7 | d5 чорний хрестик · e5 чорний хрестик · d4 чорний хрестик · e4 чорний хрестик | d5 чорний хрестик · e5 чорний хрестик · d4 чорний хрестик · e4 чорний хрестик | d5 чорний хрестик · e5 чорний хрестик · d4 чорний хрестик · e4 чорний хрестик | d5 чорний хрестик · e5 чорний хрестик · d4 чорний хрестик · e4 чорний хрестик | d5 чорний хрестик · e5 чорний хрестик · d4 чорний хрестик · e4 чорний хрестик | d5 чорний хрестик · e5 чорний хрестик · d4 чорний хрестик · e4 чорний хрестик | d5 чорний хрестик · e5 чорний хрестик · d4 чорний хрестик · e4 чорний хрестик | d5 чорний хрестик · e5 чорний хрестик · d4 чорний хрестик · e4 чорний хрестик | 7 |
| 6 | d5 чорний хрестик · e5 чорний хрестик · d4 чорний хрестик · e4 чорний хрестик | d5 чорний хрестик · e5 чорний хрестик · d4 чорний хрестик · e4 чорний хрестик | d5 чорний хрестик · e5 чорний хрестик · d4 чорний хрестик · e4 чорний хрестик | d5 чорний хрестик · e5 чорний хрестик · d4 чорний хрестик · e4 чорний хрестик | d5 чорний хрестик · e5 чорний хрестик · d4 чорний хрестик · e4 чорний хрестик | d5 чорний хрестик · e5 чорний хрестик · d4 чорний хрестик · e4 чорний хрестик | d5 чорний хрестик · e5 чорний хрестик · d4 чорний хрестик · e4 чорний хрестик | d5 чорний хрестик · e5 чорний хрестик · d4 чорний хрестик · e4 чорний хрестик | 6 |
| 5 | d5 чорний хрестик · e5 чорний хрестик · d4 чорний хрестик · e4 чорний хрестик | d5 чорний хрестик · e5 чорний хрестик · d4 чорний хрестик · e4 чорний хрестик | d5 чорний хрестик · e5 чорний хрестик · d4 чорний хрестик · e4 чорний хрестик | d5 чорний хрестик · e5 чорний хрестик · d4 чорний хрестик · e4 чорний хрестик | d5 чорний хрестик · e5 чорний хрестик · d4 чорний хрестик · e4 чорний хрестик | d5 чорний хрестик · e5 чорний хрестик · d4 чорний хрестик · e4 чорний хрестик | d5 чорний хрестик · e5 чорний хрестик · d4 чорний хрестик · e4 чорний хрестик | d5 чорний хрестик · e5 чорний хрестик · d4 чорний хрестик · e4 чорний хрестик | 5 |
| 4 | d5 чорний хрестик · e5 чорний хрестик · d4 чорний хрестик · e4 чорний хрестик | d5 чорний хрестик · e5 чорний хрестик · d4 чорний хрестик · e4 чорний хрестик | d5 чорний хрестик · e5 чорний хрестик · d4 чорний хрестик · e4 чорний хрестик | d5 чорний хрестик · e5 чорний хрестик · d4 чорний хрестик · e4 чорний хрестик | d5 чорний хрестик · e5 чорний хрестик · d4 чорний хрестик · e4 чорний хрестик | d5 чорний хрестик · e5 чорний хрестик · d4 чорний хрестик · e4 чорний хрестик | d5 чорний хрестик · e5 чорний хрестик · d4 чорний хрестик · e4 чорний хрестик | d5 чорний хрестик · e5 чорний хрестик · d4 чорний хрестик · e4 чорний хрестик | 4 |
| 3 | d5 чорний хрестик · e5 чорний хрестик · d4 чорний хрестик · e4 чорний хрестик | d5 чорний хрестик · e5 чорний хрестик · d4 чорний хрестик · e4 чорний хрестик | d5 чорний хрестик · e5 чорний хрестик · d4 чорний хрестик · e4 чорний хрестик | d5 чорний хрестик · e5 чорний хрестик · d4 чорний хрестик · e4 чорний хрестик | d5 чорний хрестик · e5 чорний хрестик · d4 чорний хрестик · e4 чорний хрестик | d5 чорний хрестик · e5 чорний хрестик · d4 чорний хрестик · e4 чорний хрестик | d5 чорний хрестик · e5 чорний хрестик · d4 чорний хрестик · e4 чорний хрестик | d5 чорний хрестик · e5 чорний хрестик · d4 чорний хрестик · e4 чорний хрестик | 3 |
| 2 | d5 чорний хрестик · e5 чорний хрестик · d4 чорний хрестик · e4 чорний хрестик | d5 чорний хрестик · e5 чорний хрестик · d4 чорний хрестик · e4 чорний хрестик | d5 чорний хрестик · e5 чорний хрестик · d4 чорний хрестик · e4 чорний хрестик | d5 чорний хрестик · e5 чорний хрестик · d4 чорний хрестик · e4 чорний хрестик | d5 чорний хрестик · e5 чорний хрестик · d4 чорний хрестик · e4 чорний хрестик | d5 чорний хрестик · e5 чорний хрестик · d4 чорний хрестик · e4 чорний хрестик | d5 чорний хрестик · e5 чорний хрестик · d4 чорний хрестик · e4 чорний хрестик | d5 чорний хрестик · e5 чорний хрестик · d4 чорний хрестик · e4 чорний хрестик | 2 |
| 1 | d5 чорний хрестик · e5 чорний хрестик · d4 чорний хрестик · e4 чорний хрестик | d5 чорний хрестик · e5 чорний хрестик · d4 чорний хрестик · e4 чорний хрестик | d5 чорний хрестик · e5 чорний хрестик · d4 чорний хрестик · e4 чорний хрестик | d5 чорний хрестик · e5 чорний хрестик · d4 чорний хрестик · e4 чорний хрестик | d5 чорний хрестик · e5 чорний хрестик · d4 чорний хрестик · e4 чорний хрестик | d5 чорний хрестик · e5 чорний хрестик · d4 чорний хрестик · e4 чорний хрестик | d5 чорний хрестик · e5 чорний хрестик · d4 чорний хрестик · e4 чорний хрестик | d5 чорний хрестик · e5 чорний хрестик · d4 чорний хрестик · e4 чорний хрестик | 1 |
|   | a                                                                             | b                                                                             | c                                                                             | d                                                                             | e                                                                             | f                                                                             | g                                                                             | h                                                                             |   |

 Центр в шахах — центральні поля шахівниці: e4, d4, e5, d5. Існує поняття розширеного центру, до якого крім згаданих полів належать суміжні c3-c6 — f6-f3.
З давніх часів рахувалось, що той хто захватить центр пішаками, повинен шукати шляхи до перемоги. Саме головне в дебюті — центр (дебютний принцип). тому потрібно захвачувати центр пішаками і розвивати фігури в напрямку до центру. Побудова пішаків у центрі визначає загальний характер всієї битви.
Шахова теорія знає такі види центра:
1. Пішаковий[3];[2]
2. Фіксуючий;
3. Відкритий;
4. Закритий;
5. Напружений[2]
6. Фігурний[3][2]

- відкритий центр— коли центральні поля вільні від пішаків[2]
- фіксований центр— в центрі по одному фіксованому пішаку, коли в центрі нема руху[2]
- закритий центр— пішаковий ланцюг в центрі позбавлений рухливості, закриваючи всі вертикалі та діагоналі.[2]
- рухливий центр— одна зі сторін використовує свою пішакову перевагу в центрі, починаючи рух своїх пішаків
- напружений центр — називають деколи не виясненим. він може перетворитися на відкритий, закритий[2]…
- фігурний центр — коли кожна сторона хоче захватити центр фігурами.[3]

В залежності від фігур або пішаків шаховий центр може виконувати такі функції:
1. служить надійним щитом при підготовці атаки або забезпечує просторову перевагу;
2. зміцнювати фігури;
3. об'єднувати силу рухомих пішаків;
4. виконувати руйнівну роботу з метою вскриття гри.[4]

## Відкритий центр
|   | a | b | c | d | e | f | g | h |   |
| 8 | a8 чорна тура · e8 чорна тура · f8 чорний кінь · g8 чорний король · d7 чорний кінь · f7 чорний пішак · b6 чорний пішак · d6 біла тура · g6 чорний пішак · h6 чорний пішак · a5 чорний пішак · b5 білий пішак · c5 чорний ферзь · e4 чорний слон · a3 білий пішак · f3 білий кінь · g3 білий пішак · b2 білий ферзь · f2 білий пішак · g2 білий слон · h2 білий пішак · a1 біла тура · f1 білий кінь · g1 білий король | a8 чорна тура · e8 чорна тура · f8 чорний кінь · g8 чорний король · d7 чорний кінь · f7 чорний пішак · b6 чорний пішак · d6 біла тура · g6 чорний пішак · h6 чорний пішак · a5 чорний пішак · b5 білий пішак · c5 чорний ферзь · e4 чорний слон · a3 білий пішак · f3 білий кінь · g3 білий пішак · b2 білий ферзь · f2 білий пішак · g2 білий слон · h2 білий пішак · a1 біла тура · f1 білий кінь · g1 білий король | a8 чорна тура · e8 чорна тура · f8 чорний кінь · g8 чорний король · d7 чорний кінь · f7 чорний пішак · b6 чорний пішак · d6 біла тура · g6 чорний пішак · h6 чорний пішак · a5 чорний пішак · b5 білий пішак · c5 чорний ферзь · e4 чорний слон · a3 білий пішак · f3 білий кінь · g3 білий пішак · b2 білий ферзь · f2 білий пішак · g2 білий слон · h2 білий пішак · a1 біла тура · f1 білий кінь · g1 білий король | a8 чорна тура · e8 чорна тура · f8 чорний кінь · g8 чорний король · d7 чорний кінь · f7 чорний пішак · b6 чорний пішак · d6 біла тура · g6 чорний пішак · h6 чорний пішак · a5 чорний пішак · b5 білий пішак · c5 чорний ферзь · e4 чорний слон · a3 білий пішак · f3 білий кінь · g3 білий пішак · b2 білий ферзь · f2 білий пішак · g2 білий слон · h2 білий пішак · a1 біла тура · f1 білий кінь · g1 білий король | a8 чорна тура · e8 чорна тура · f8 чорний кінь · g8 чорний король · d7 чорний кінь · f7 чорний пішак · b6 чорний пішак · d6 біла тура · g6 чорний пішак · h6 чорний пішак · a5 чорний пішак · b5 білий пішак · c5 чорний ферзь · e4 чорний слон · a3 білий пішак · f3 білий кінь · g3 білий пішак · b2 білий ферзь · f2 білий пішак · g2 білий слон · h2 білий пішак · a1 біла тура · f1 білий кінь · g1 білий король | a8 чорна тура · e8 чорна тура · f8 чорний кінь · g8 чорний король · d7 чорний кінь · f7 чорний пішак · b6 чорний пішак · d6 біла тура · g6 чорний пішак · h6 чорний пішак · a5 чорний пішак · b5 білий пішак · c5 чорний ферзь · e4 чорний слон · a3 білий пішак · f3 білий кінь · g3 білий пішак · b2 білий ферзь · f2 білий пішак · g2 білий слон · h2 білий пішак · a1 біла тура · f1 білий кінь · g1 білий король | a8 чорна тура · e8 чорна тура · f8 чорний кінь · g8 чорний король · d7 чорний кінь · f7 чорний пішак · b6 чорний пішак · d6 біла тура · g6 чорний пішак · h6 чорний пішак · a5 чорний пішак · b5 білий пішак · c5 чорний ферзь · e4 чорний слон · a3 білий пішак · f3 білий кінь · g3 білий пішак · b2 білий ферзь · f2 білий пішак · g2 білий слон · h2 білий пішак · a1 біла тура · f1 білий кінь · g1 білий король | a8 чорна тура · e8 чорна тура · f8 чорний кінь · g8 чорний король · d7 чорний кінь · f7 чорний пішак · b6 чорний пішак · d6 біла тура · g6 чорний пішак · h6 чорний пішак · a5 чорний пішак · b5 білий пішак · c5 чорний ферзь · e4 чорний слон · a3 білий пішак · f3 білий кінь · g3 білий пішак · b2 білий ферзь · f2 білий пішак · g2 білий слон · h2 білий пішак · a1 біла тура · f1 білий кінь · g1 білий король | 8 |
| 7 | a8 чорна тура · e8 чорна тура · f8 чорний кінь · g8 чорний король · d7 чорний кінь · f7 чорний пішак · b6 чорний пішак · d6 біла тура · g6 чорний пішак · h6 чорний пішак · a5 чорний пішак · b5 білий пішак · c5 чорний ферзь · e4 чорний слон · a3 білий пішак · f3 білий кінь · g3 білий пішак · b2 білий ферзь · f2 білий пішак · g2 білий слон · h2 білий пішак · a1 біла тура · f1 білий кінь · g1 білий король | a8 чорна тура · e8 чорна тура · f8 чорний кінь · g8 чорний король · d7 чорний кінь · f7 чорний пішак · b6 чорний пішак · d6 біла тура · g6 чорний пішак · h6 чорний пішак · a5 чорний пішак · b5 білий пішак · c5 чорний ферзь · e4 чорний слон · a3 білий пішак · f3 білий кінь · g3 білий пішак · b2 білий ферзь · f2 білий пішак · g2 білий слон · h2 білий пішак · a1 біла тура · f1 білий кінь · g1 білий король | a8 чорна тура · e8 чорна тура · f8 чорний кінь · g8 чорний король · d7 чорний кінь · f7 чорний пішак · b6 чорний пішак · d6 біла тура · g6 чорний пішак · h6 чорний пішак · a5 чорний пішак · b5 білий пішак · c5 чорний ферзь · e4 чорний слон · a3 білий пішак · f3 білий кінь · g3 білий пішак · b2 білий ферзь · f2 білий пішак · g2 білий слон · h2 білий пішак · a1 біла тура · f1 білий кінь · g1 білий король | a8 чорна тура · e8 чорна тура · f8 чорний кінь · g8 чорний король · d7 чорний кінь · f7 чорний пішак · b6 чорний пішак · d6 біла тура · g6 чорний пішак · h6 чорний пішак · a5 чорний пішак · b5 білий пішак · c5 чорний ферзь · e4 чорний слон · a3 білий пішак · f3 білий кінь · g3 білий пішак · b2 білий ферзь · f2 білий пішак · g2 білий слон · h2 білий пішак · a1 біла тура · f1 білий кінь · g1 білий король | a8 чорна тура · e8 чорна тура · f8 чорний кінь · g8 чорний король · d7 чорний кінь · f7 чорний пішак · b6 чорний пішак · d6 біла тура · g6 чорний пішак · h6 чорний пішак · a5 чорний пішак · b5 білий пішак · c5 чорний ферзь · e4 чорний слон · a3 білий пішак · f3 білий кінь · g3 білий пішак · b2 білий ферзь · f2 білий пішак · g2 білий слон · h2 білий пішак · a1 біла тура · f1 білий кінь · g1 білий король | a8 чорна тура · e8 чорна тура · f8 чорний кінь · g8 чорний король · d7 чорний кінь · f7 чорний пішак · b6 чорний пішак · d6 біла тура · g6 чорний пішак · h6 чорний пішак · a5 чорний пішак · b5 білий пішак · c5 чорний ферзь · e4 чорний слон · a3 білий пішак · f3 білий кінь · g3 білий пішак · b2 білий ферзь · f2 білий пішак · g2 білий слон · h2 білий пішак · a1 біла тура · f1 білий кінь · g1 білий король | a8 чорна тура · e8 чорна тура · f8 чорний кінь · g8 чорний король · d7 чорний кінь · f7 чорний пішак · b6 чорний пішак · d6 біла тура · g6 чорний пішак · h6 чорний пішак · a5 чорний пішак · b5 білий пішак · c5 чорний ферзь · e4 чорний слон · a3 білий пішак · f3 білий кінь · g3 білий пішак · b2 білий ферзь · f2 білий пішак · g2 білий слон · h2 білий пішак · a1 біла тура · f1 білий кінь · g1 білий король | a8 чорна тура · e8 чорна тура · f8 чорний кінь · g8 чорний король · d7 чорний кінь · f7 чорний пішак · b6 чорний пішак · d6 біла тура · g6 чорний пішак · h6 чорний пішак · a5 чорний пішак · b5 білий пішак · c5 чорний ферзь · e4 чорний слон · a3 білий пішак · f3 білий кінь · g3 білий пішак · b2 білий ферзь · f2 білий пішак · g2 білий слон · h2 білий пішак · a1 біла тура · f1 білий кінь · g1 білий король | 7 |
| 6 | a8 чорна тура · e8 чорна тура · f8 чорний кінь · g8 чорний король · d7 чорний кінь · f7 чорний пішак · b6 чорний пішак · d6 біла тура · g6 чорний пішак · h6 чорний пішак · a5 чорний пішак · b5 білий пішак · c5 чорний ферзь · e4 чорний слон · a3 білий пішак · f3 білий кінь · g3 білий пішак · b2 білий ферзь · f2 білий пішак · g2 білий слон · h2 білий пішак · a1 біла тура · f1 білий кінь · g1 білий король | a8 чорна тура · e8 чорна тура · f8 чорний кінь · g8 чорний король · d7 чорний кінь · f7 чорний пішак · b6 чорний пішак · d6 біла тура · g6 чорний пішак · h6 чорний пішак · a5 чорний пішак · b5 білий пішак · c5 чорний ферзь · e4 чорний слон · a3 білий пішак · f3 білий кінь · g3 білий пішак · b2 білий ферзь · f2 білий пішак · g2 білий слон · h2 білий пішак · a1 біла тура · f1 білий кінь · g1 білий король | a8 чорна тура · e8 чорна тура · f8 чорний кінь · g8 чорний король · d7 чорний кінь · f7 чорний пішак · b6 чорний пішак · d6 біла тура · g6 чорний пішак · h6 чорний пішак · a5 чорний пішак · b5 білий пішак · c5 чорний ферзь · e4 чорний слон · a3 білий пішак · f3 білий кінь · g3 білий пішак · b2 білий ферзь · f2 білий пішак · g2 білий слон · h2 білий пішак · a1 біла тура · f1 білий кінь · g1 білий король | a8 чорна тура · e8 чорна тура · f8 чорний кінь · g8 чорний король · d7 чорний кінь · f7 чорний пішак · b6 чорний пішак · d6 біла тура · g6 чорний пішак · h6 чорний пішак · a5 чорний пішак · b5 білий пішак · c5 чорний ферзь · e4 чорний слон · a3 білий пішак · f3 білий кінь · g3 білий пішак · b2 білий ферзь · f2 білий пішак · g2 білий слон · h2 білий пішак · a1 біла тура · f1 білий кінь · g1 білий король | a8 чорна тура · e8 чорна тура · f8 чорний кінь · g8 чорний король · d7 чорний кінь · f7 чорний пішак · b6 чорний пішак · d6 біла тура · g6 чорний пішак · h6 чорний пішак · a5 чорний пішак · b5 білий пішак · c5 чорний ферзь · e4 чорний слон · a3 білий пішак · f3 білий кінь · g3 білий пішак · b2 білий ферзь · f2 білий пішак · g2 білий слон · h2 білий пішак · a1 біла тура · f1 білий кінь · g1 білий король | a8 чорна тура · e8 чорна тура · f8 чорний кінь · g8 чорний король · d7 чорний кінь · f7 чорний пішак · b6 чорний пішак · d6 біла тура · g6 чорний пішак · h6 чорний пішак · a5 чорний пішак · b5 білий пішак · c5 чорний ферзь · e4 чорний слон · a3 білий пішак · f3 білий кінь · g3 білий пішак · b2 білий ферзь · f2 білий пішак · g2 білий слон · h2 білий пішак · a1 біла тура · f1 білий кінь · g1 білий король | a8 чорна тура · e8 чорна тура · f8 чорний кінь · g8 чорний король · d7 чорний кінь · f7 чорний пішак · b6 чорний пішак · d6 біла тура · g6 чорний пішак · h6 чорний пішак · a5 чорний пішак · b5 білий пішак · c5 чорний ферзь · e4 чорний слон · a3 білий пішак · f3 білий кінь · g3 білий пішак · b2 білий ферзь · f2 білий пішак · g2 білий слон · h2 білий пішак · a1 біла тура · f1 білий кінь · g1 білий король | a8 чорна тура · e8 чорна тура · f8 чорний кінь · g8 чорний король · d7 чорний кінь · f7 чорний пішак · b6 чорний пішак · d6 біла тура · g6 чорний пішак · h6 чорний пішак · a5 чорний пішак · b5 білий пішак · c5 чорний ферзь · e4 чорний слон · a3 білий пішак · f3 білий кінь · g3 білий пішак · b2 білий ферзь · f2 білий пішак · g2 білий слон · h2 білий пішак · a1 біла тура · f1 білий кінь · g1 білий король | 6 |
| 5 | a8 чорна тура · e8 чорна тура · f8 чорний кінь · g8 чорний король · d7 чорний кінь · f7 чорний пішак · b6 чорний пішак · d6 біла тура · g6 чорний пішак · h6 чорний пішак · a5 чорний пішак · b5 білий пішак · c5 чорний ферзь · e4 чорний слон · a3 білий пішак · f3 білий кінь · g3 білий пішак · b2 білий ферзь · f2 білий пішак · g2 білий слон · h2 білий пішак · a1 біла тура · f1 білий кінь · g1 білий король | a8 чорна тура · e8 чорна тура · f8 чорний кінь · g8 чорний король · d7 чорний кінь · f7 чорний пішак · b6 чорний пішак · d6 біла тура · g6 чорний пішак · h6 чорний пішак · a5 чорний пішак · b5 білий пішак · c5 чорний ферзь · e4 чорний слон · a3 білий пішак · f3 білий кінь · g3 білий пішак · b2 білий ферзь · f2 білий пішак · g2 білий слон · h2 білий пішак · a1 біла тура · f1 білий кінь · g1 білий король | a8 чорна тура · e8 чорна тура · f8 чорний кінь · g8 чорний король · d7 чорний кінь · f7 чорний пішак · b6 чорний пішак · d6 біла тура · g6 чорний пішак · h6 чорний пішак · a5 чорний пішак · b5 білий пішак · c5 чорний ферзь · e4 чорний слон · a3 білий пішак · f3 білий кінь · g3 білий пішак · b2 білий ферзь · f2 білий пішак · g2 білий слон · h2 білий пішак · a1 біла тура · f1 білий кінь · g1 білий король | a8 чорна тура · e8 чорна тура · f8 чорний кінь · g8 чорний король · d7 чорний кінь · f7 чорний пішак · b6 чорний пішак · d6 біла тура · g6 чорний пішак · h6 чорний пішак · a5 чорний пішак · b5 білий пішак · c5 чорний ферзь · e4 чорний слон · a3 білий пішак · f3 білий кінь · g3 білий пішак · b2 білий ферзь · f2 білий пішак · g2 білий слон · h2 білий пішак · a1 біла тура · f1 білий кінь · g1 білий король | a8 чорна тура · e8 чорна тура · f8 чорний кінь · g8 чорний король · d7 чорний кінь · f7 чорний пішак · b6 чорний пішак · d6 біла тура · g6 чорний пішак · h6 чорний пішак · a5 чорний пішак · b5 білий пішак · c5 чорний ферзь · e4 чорний слон · a3 білий пішак · f3 білий кінь · g3 білий пішак · b2 білий ферзь · f2 білий пішак · g2 білий слон · h2 білий пішак · a1 біла тура · f1 білий кінь · g1 білий король | a8 чорна тура · e8 чорна тура · f8 чорний кінь · g8 чорний король · d7 чорний кінь · f7 чорний пішак · b6 чорний пішак · d6 біла тура · g6 чорний пішак · h6 чорний пішак · a5 чорний пішак · b5 білий пішак · c5 чорний ферзь · e4 чорний слон · a3 білий пішак · f3 білий кінь · g3 білий пішак · b2 білий ферзь · f2 білий пішак · g2 білий слон · h2 білий пішак · a1 біла тура · f1 білий кінь · g1 білий король | a8 чорна тура · e8 чорна тура · f8 чорний кінь · g8 чорний король · d7 чорний кінь · f7 чорний пішак · b6 чорний пішак · d6 біла тура · g6 чорний пішак · h6 чорний пішак · a5 чорний пішак · b5 білий пішак · c5 чорний ферзь · e4 чорний слон · a3 білий пішак · f3 білий кінь · g3 білий пішак · b2 білий ферзь · f2 білий пішак · g2 білий слон · h2 білий пішак · a1 біла тура · f1 білий кінь · g1 білий король | a8 чорна тура · e8 чорна тура · f8 чорний кінь · g8 чорний король · d7 чорний кінь · f7 чорний пішак · b6 чорний пішак · d6 біла тура · g6 чорний пішак · h6 чорний пішак · a5 чорний пішак · b5 білий пішак · c5 чорний ферзь · e4 чорний слон · a3 білий пішак · f3 білий кінь · g3 білий пішак · b2 білий ферзь · f2 білий пішак · g2 білий слон · h2 білий пішак · a1 біла тура · f1 білий кінь · g1 білий король | 5 |
| 4 | a8 чорна тура · e8 чорна тура · f8 чорний кінь · g8 чорний король · d7 чорний кінь · f7 чорний пішак · b6 чорний пішак · d6 біла тура · g6 чорний пішак · h6 чорний пішак · a5 чорний пішак · b5 білий пішак · c5 чорний ферзь · e4 чорний слон · a3 білий пішак · f3 білий кінь · g3 білий пішак · b2 білий ферзь · f2 білий пішак · g2 білий слон · h2 білий пішак · a1 біла тура · f1 білий кінь · g1 білий король | a8 чорна тура · e8 чорна тура · f8 чорний кінь · g8 чорний король · d7 чорний кінь · f7 чорний пішак · b6 чорний пішак · d6 біла тура · g6 чорний пішак · h6 чорний пішак · a5 чорний пішак · b5 білий пішак · c5 чорний ферзь · e4 чорний слон · a3 білий пішак · f3 білий кінь · g3 білий пішак · b2 білий ферзь · f2 білий пішак · g2 білий слон · h2 білий пішак · a1 біла тура · f1 білий кінь · g1 білий король | a8 чорна тура · e8 чорна тура · f8 чорний кінь · g8 чорний король · d7 чорний кінь · f7 чорний пішак · b6 чорний пішак · d6 біла тура · g6 чорний пішак · h6 чорний пішак · a5 чорний пішак · b5 білий пішак · c5 чорний ферзь · e4 чорний слон · a3 білий пішак · f3 білий кінь · g3 білий пішак · b2 білий ферзь · f2 білий пішак · g2 білий слон · h2 білий пішак · a1 біла тура · f1 білий кінь · g1 білий король | a8 чорна тура · e8 чорна тура · f8 чорний кінь · g8 чорний король · d7 чорний кінь · f7 чорний пішак · b6 чорний пішак · d6 біла тура · g6 чорний пішак · h6 чорний пішак · a5 чорний пішак · b5 білий пішак · c5 чорний ферзь · e4 чорний слон · a3 білий пішак · f3 білий кінь · g3 білий пішак · b2 білий ферзь · f2 білий пішак · g2 білий слон · h2 білий пішак · a1 біла тура · f1 білий кінь · g1 білий король | a8 чорна тура · e8 чорна тура · f8 чорний кінь · g8 чорний король · d7 чорний кінь · f7 чорний пішак · b6 чорний пішак · d6 біла тура · g6 чорний пішак · h6 чорний пішак · a5 чорний пішак · b5 білий пішак · c5 чорний ферзь · e4 чорний слон · a3 білий пішак · f3 білий кінь · g3 білий пішак · b2 білий ферзь · f2 білий пішак · g2 білий слон · h2 білий пішак · a1 біла тура · f1 білий кінь · g1 білий король | a8 чорна тура · e8 чорна тура · f8 чорний кінь · g8 чорний король · d7 чорний кінь · f7 чорний пішак · b6 чорний пішак · d6 біла тура · g6 чорний пішак · h6 чорний пішак · a5 чорний пішак · b5 білий пішак · c5 чорний ферзь · e4 чорний слон · a3 білий пішак · f3 білий кінь · g3 білий пішак · b2 білий ферзь · f2 білий пішак · g2 білий слон · h2 білий пішак · a1 біла тура · f1 білий кінь · g1 білий король | a8 чорна тура · e8 чорна тура · f8 чорний кінь · g8 чорний король · d7 чорний кінь · f7 чорний пішак · b6 чорний пішак · d6 біла тура · g6 чорний пішак · h6 чорний пішак · a5 чорний пішак · b5 білий пішак · c5 чорний ферзь · e4 чорний слон · a3 білий пішак · f3 білий кінь · g3 білий пішак · b2 білий ферзь · f2 білий пішак · g2 білий слон · h2 білий пішак · a1 біла тура · f1 білий кінь · g1 білий король | a8 чорна тура · e8 чорна тура · f8 чорний кінь · g8 чорний король · d7 чорний кінь · f7 чорний пішак · b6 чорний пішак · d6 біла тура · g6 чорний пішак · h6 чорний пішак · a5 чорний пішак · b5 білий пішак · c5 чорний ферзь · e4 чорний слон · a3 білий пішак · f3 білий кінь · g3 білий пішак · b2 білий ферзь · f2 білий пішак · g2 білий слон · h2 білий пішак · a1 біла тура · f1 білий кінь · g1 білий король | 4 |
| 3 | a8 чорна тура · e8 чорна тура · f8 чорний кінь · g8 чорний король · d7 чорний кінь · f7 чорний пішак · b6 чорний пішак · d6 біла тура · g6 чорний пішак · h6 чорний пішак · a5 чорний пішак · b5 білий пішак · c5 чорний ферзь · e4 чорний слон · a3 білий пішак · f3 білий кінь · g3 білий пішак · b2 білий ферзь · f2 білий пішак · g2 білий слон · h2 білий пішак · a1 біла тура · f1 білий кінь · g1 білий король | a8 чорна тура · e8 чорна тура · f8 чорний кінь · g8 чорний король · d7 чорний кінь · f7 чорний пішак · b6 чорний пішак · d6 біла тура · g6 чорний пішак · h6 чорний пішак · a5 чорний пішак · b5 білий пішак · c5 чорний ферзь · e4 чорний слон · a3 білий пішак · f3 білий кінь · g3 білий пішак · b2 білий ферзь · f2 білий пішак · g2 білий слон · h2 білий пішак · a1 біла тура · f1 білий кінь · g1 білий король | a8 чорна тура · e8 чорна тура · f8 чорний кінь · g8 чорний король · d7 чорний кінь · f7 чорний пішак · b6 чорний пішак · d6 біла тура · g6 чорний пішак · h6 чорний пішак · a5 чорний пішак · b5 білий пішак · c5 чорний ферзь · e4 чорний слон · a3 білий пішак · f3 білий кінь · g3 білий пішак · b2 білий ферзь · f2 білий пішак · g2 білий слон · h2 білий пішак · a1 біла тура · f1 білий кінь · g1 білий король | a8 чорна тура · e8 чорна тура · f8 чорний кінь · g8 чорний король · d7 чорний кінь · f7 чорний пішак · b6 чорний пішак · d6 біла тура · g6 чорний пішак · h6 чорний пішак · a5 чорний пішак · b5 білий пішак · c5 чорний ферзь · e4 чорний слон · a3 білий пішак · f3 білий кінь · g3 білий пішак · b2 білий ферзь · f2 білий пішак · g2 білий слон · h2 білий пішак · a1 біла тура · f1 білий кінь · g1 білий король | a8 чорна тура · e8 чорна тура · f8 чорний кінь · g8 чорний король · d7 чорний кінь · f7 чорний пішак · b6 чорний пішак · d6 біла тура · g6 чорний пішак · h6 чорний пішак · a5 чорний пішак · b5 білий пішак · c5 чорний ферзь · e4 чорний слон · a3 білий пішак · f3 білий кінь · g3 білий пішак · b2 білий ферзь · f2 білий пішак · g2 білий слон · h2 білий пішак · a1 біла тура · f1 білий кінь · g1 білий король | a8 чорна тура · e8 чорна тура · f8 чорний кінь · g8 чорний король · d7 чорний кінь · f7 чорний пішак · b6 чорний пішак · d6 біла тура · g6 чорний пішак · h6 чорний пішак · a5 чорний пішак · b5 білий пішак · c5 чорний ферзь · e4 чорний слон · a3 білий пішак · f3 білий кінь · g3 білий пішак · b2 білий ферзь · f2 білий пішак · g2 білий слон · h2 білий пішак · a1 біла тура · f1 білий кінь · g1 білий король | a8 чорна тура · e8 чорна тура · f8 чорний кінь · g8 чорний король · d7 чорний кінь · f7 чорний пішак · b6 чорний пішак · d6 біла тура · g6 чорний пішак · h6 чорний пішак · a5 чорний пішак · b5 білий пішак · c5 чорний ферзь · e4 чорний слон · a3 білий пішак · f3 білий кінь · g3 білий пішак · b2 білий ферзь · f2 білий пішак · g2 білий слон · h2 білий пішак · a1 біла тура · f1 білий кінь · g1 білий король | a8 чорна тура · e8 чорна тура · f8 чорний кінь · g8 чорний король · d7 чорний кінь · f7 чорний пішак · b6 чорний пішак · d6 біла тура · g6 чорний пішак · h6 чорний пішак · a5 чорний пішак · b5 білий пішак · c5 чорний ферзь · e4 чорний слон · a3 білий пішак · f3 білий кінь · g3 білий пішак · b2 білий ферзь · f2 білий пішак · g2 білий слон · h2 білий пішак · a1 біла тура · f1 білий кінь · g1 білий король | 3 |
| 2 | a8 чорна тура · e8 чорна тура · f8 чорний кінь · g8 чорний король · d7 чорний кінь · f7 чорний пішак · b6 чорний пішак · d6 біла тура · g6 чорний пішак · h6 чорний пішак · a5 чорний пішак · b5 білий пішак · c5 чорний ферзь · e4 чорний слон · a3 білий пішак · f3 білий кінь · g3 білий пішак · b2 білий ферзь · f2 білий пішак · g2 білий слон · h2 білий пішак · a1 біла тура · f1 білий кінь · g1 білий король | a8 чорна тура · e8 чорна тура · f8 чорний кінь · g8 чорний король · d7 чорний кінь · f7 чорний пішак · b6 чорний пішак · d6 біла тура · g6 чорний пішак · h6 чорний пішак · a5 чорний пішак · b5 білий пішак · c5 чорний ферзь · e4 чорний слон · a3 білий пішак · f3 білий кінь · g3 білий пішак · b2 білий ферзь · f2 білий пішак · g2 білий слон · h2 білий пішак · a1 біла тура · f1 білий кінь · g1 білий король | a8 чорна тура · e8 чорна тура · f8 чорний кінь · g8 чорний король · d7 чорний кінь · f7 чорний пішак · b6 чорний пішак · d6 біла тура · g6 чорний пішак · h6 чорний пішак · a5 чорний пішак · b5 білий пішак · c5 чорний ферзь · e4 чорний слон · a3 білий пішак · f3 білий кінь · g3 білий пішак · b2 білий ферзь · f2 білий пішак · g2 білий слон · h2 білий пішак · a1 біла тура · f1 білий кінь · g1 білий король | a8 чорна тура · e8 чорна тура · f8 чорний кінь · g8 чорний король · d7 чорний кінь · f7 чорний пішак · b6 чорний пішак · d6 біла тура · g6 чорний пішак · h6 чорний пішак · a5 чорний пішак · b5 білий пішак · c5 чорний ферзь · e4 чорний слон · a3 білий пішак · f3 білий кінь · g3 білий пішак · b2 білий ферзь · f2 білий пішак · g2 білий слон · h2 білий пішак · a1 біла тура · f1 білий кінь · g1 білий король | a8 чорна тура · e8 чорна тура · f8 чорний кінь · g8 чорний король · d7 чорний кінь · f7 чорний пішак · b6 чорний пішак · d6 біла тура · g6 чорний пішак · h6 чорний пішак · a5 чорний пішак · b5 білий пішак · c5 чорний ферзь · e4 чорний слон · a3 білий пішак · f3 білий кінь · g3 білий пішак · b2 білий ферзь · f2 білий пішак · g2 білий слон · h2 білий пішак · a1 біла тура · f1 білий кінь · g1 білий король | a8 чорна тура · e8 чорна тура · f8 чорний кінь · g8 чорний король · d7 чорний кінь · f7 чорний пішак · b6 чорний пішак · d6 біла тура · g6 чорний пішак · h6 чорний пішак · a5 чорний пішак · b5 білий пішак · c5 чорний ферзь · e4 чорний слон · a3 білий пішак · f3 білий кінь · g3 білий пішак · b2 білий ферзь · f2 білий пішак · g2 білий слон · h2 білий пішак · a1 біла тура · f1 білий кінь · g1 білий король | a8 чорна тура · e8 чорна тура · f8 чорний кінь · g8 чорний король · d7 чорний кінь · f7 чорний пішак · b6 чорний пішак · d6 біла тура · g6 чорний пішак · h6 чорний пішак · a5 чорний пішак · b5 білий пішак · c5 чорний ферзь · e4 чорний слон · a3 білий пішак · f3 білий кінь · g3 білий пішак · b2 білий ферзь · f2 білий пішак · g2 білий слон · h2 білий пішак · a1 біла тура · f1 білий кінь · g1 білий король | a8 чорна тура · e8 чорна тура · f8 чорний кінь · g8 чорний король · d7 чорний кінь · f7 чорний пішак · b6 чорний пішак · d6 біла тура · g6 чорний пішак · h6 чорний пішак · a5 чорний пішак · b5 білий пішак · c5 чорний ферзь · e4 чорний слон · a3 білий пішак · f3 білий кінь · g3 білий пішак · b2 білий ферзь · f2 білий пішак · g2 білий слон · h2 білий пішак · a1 біла тура · f1 білий кінь · g1 білий король | 2 |
| 1 | a8 чорна тура · e8 чорна тура · f8 чорний кінь · g8 чорний король · d7 чорний кінь · f7 чорний пішак · b6 чорний пішак · d6 біла тура · g6 чорний пішак · h6 чорний пішак · a5 чорний пішак · b5 білий пішак · c5 чорний ферзь · e4 чорний слон · a3 білий пішак · f3 білий кінь · g3 білий пішак · b2 білий ферзь · f2 білий пішак · g2 білий слон · h2 білий пішак · a1 біла тура · f1 білий кінь · g1 білий король | a8 чорна тура · e8 чорна тура · f8 чорний кінь · g8 чорний король · d7 чорний кінь · f7 чорний пішак · b6 чорний пішак · d6 біла тура · g6 чорний пішак · h6 чорний пішак · a5 чорний пішак · b5 білий пішак · c5 чорний ферзь · e4 чорний слон · a3 білий пішак · f3 білий кінь · g3 білий пішак · b2 білий ферзь · f2 білий пішак · g2 білий слон · h2 білий пішак · a1 біла тура · f1 білий кінь · g1 білий король | a8 чорна тура · e8 чорна тура · f8 чорний кінь · g8 чорний король · d7 чорний кінь · f7 чорний пішак · b6 чорний пішак · d6 біла тура · g6 чорний пішак · h6 чорний пішак · a5 чорний пішак · b5 білий пішак · c5 чорний ферзь · e4 чорний слон · a3 білий пішак · f3 білий кінь · g3 білий пішак · b2 білий ферзь · f2 білий пішак · g2 білий слон · h2 білий пішак · a1 біла тура · f1 білий кінь · g1 білий король | a8 чорна тура · e8 чорна тура · f8 чорний кінь · g8 чорний король · d7 чорний кінь · f7 чорний пішак · b6 чорний пішак · d6 біла тура · g6 чорний пішак · h6 чорний пішак · a5 чорний пішак · b5 білий пішак · c5 чорний ферзь · e4 чорний слон · a3 білий пішак · f3 білий кінь · g3 білий пішак · b2 білий ферзь · f2 білий пішак · g2 білий слон · h2 білий пішак · a1 біла тура · f1 білий кінь · g1 білий король | a8 чорна тура · e8 чорна тура · f8 чорний кінь · g8 чорний король · d7 чорний кінь · f7 чорний пішак · b6 чорний пішак · d6 біла тура · g6 чорний пішак · h6 чорний пішак · a5 чорний пішак · b5 білий пішак · c5 чорний ферзь · e4 чорний слон · a3 білий пішак · f3 білий кінь · g3 білий пішак · b2 білий ферзь · f2 білий пішак · g2 білий слон · h2 білий пішак · a1 біла тура · f1 білий кінь · g1 білий король | a8 чорна тура · e8 чорна тура · f8 чорний кінь · g8 чорний король · d7 чорний кінь · f7 чорний пішак · b6 чорний пішак · d6 біла тура · g6 чорний пішак · h6 чорний пішак · a5 чорний пішак · b5 білий пішак · c5 чорний ферзь · e4 чорний слон · a3 білий пішак · f3 білий кінь · g3 білий пішак · b2 білий ферзь · f2 білий пішак · g2 білий слон · h2 білий пішак · a1 біла тура · f1 білий кінь · g1 білий король | a8 чорна тура · e8 чорна тура · f8 чорний кінь · g8 чорний король · d7 чорний кінь · f7 чорний пішак · b6 чорний пішак · d6 біла тура · g6 чорний пішак · h6 чорний пішак · a5 чорний пішак · b5 білий пішак · c5 чорний ферзь · e4 чорний слон · a3 білий пішак · f3 білий кінь · g3 білий пішак · b2 білий ферзь · f2 білий пішак · g2 білий слон · h2 білий пішак · a1 біла тура · f1 білий кінь · g1 білий король | a8 чорна тура · e8 чорна тура · f8 чорний кінь · g8 чорний король · d7 чорний кінь · f7 чорний пішак · b6 чорний пішак · d6 біла тура · g6 чорний пішак · h6 чорний пішак · a5 чорний пішак · b5 білий пішак · c5 чорний ферзь · e4 чорний слон · a3 білий пішак · f3 білий кінь · g3 білий пішак · b2 білий ферзь · f2 білий пішак · g2 білий слон · h2 білий пішак · a1 біла тура · f1 білий кінь · g1 білий король | 1 |
|   | a | b | c | d | e | f | g | h |   |

1. Tad1 Ta7
2. Кe3 Фh5 (грозитло Ke3 — g4)
3. Kd4 C: g2
4. Kp: g2 Фe5
5. Kc4 Фc5
6. Kc6 Tc7
7. Ke3 Ke5
8. T1d5! Ферзь спійманий. Чорні здались.

## Закритий центр
|   | a | b | c | d | e | f | g | h |   |
| 8 | b8 чорна тура · f8 чорна тура · a7 чорний пішак · b7 чорний пішак · d7 чорний ферзь · f7 чорний пішак · h7 чорний пішак · c6 чорний кінь · d6 чорний пішак · f6 чорний король · g6 чорний пішак · c5 чорний пішак · e5 чорний пішак · c4 білий пішак · e4 білий пішак · c3 білий ферзь · d3 білий пішак · g3 білий пішак · a2 білий пішак · b2 білий пішак · e2 білий кінь · f2 білий пішак · g2 білий король · h2 білий пішак · a1 біла тура · f1 біла тура | b8 чорна тура · f8 чорна тура · a7 чорний пішак · b7 чорний пішак · d7 чорний ферзь · f7 чорний пішак · h7 чорний пішак · c6 чорний кінь · d6 чорний пішак · f6 чорний король · g6 чорний пішак · c5 чорний пішак · e5 чорний пішак · c4 білий пішак · e4 білий пішак · c3 білий ферзь · d3 білий пішак · g3 білий пішак · a2 білий пішак · b2 білий пішак · e2 білий кінь · f2 білий пішак · g2 білий король · h2 білий пішак · a1 біла тура · f1 біла тура | b8 чорна тура · f8 чорна тура · a7 чорний пішак · b7 чорний пішак · d7 чорний ферзь · f7 чорний пішак · h7 чорний пішак · c6 чорний кінь · d6 чорний пішак · f6 чорний король · g6 чорний пішак · c5 чорний пішак · e5 чорний пішак · c4 білий пішак · e4 білий пішак · c3 білий ферзь · d3 білий пішак · g3 білий пішак · a2 білий пішак · b2 білий пішак · e2 білий кінь · f2 білий пішак · g2 білий король · h2 білий пішак · a1 біла тура · f1 біла тура | b8 чорна тура · f8 чорна тура · a7 чорний пішак · b7 чорний пішак · d7 чорний ферзь · f7 чорний пішак · h7 чорний пішак · c6 чорний кінь · d6 чорний пішак · f6 чорний король · g6 чорний пішак · c5 чорний пішак · e5 чорний пішак · c4 білий пішак · e4 білий пішак · c3 білий ферзь · d3 білий пішак · g3 білий пішак · a2 білий пішак · b2 білий пішак · e2 білий кінь · f2 білий пішак · g2 білий король · h2 білий пішак · a1 біла тура · f1 біла тура | b8 чорна тура · f8 чорна тура · a7 чорний пішак · b7 чорний пішак · d7 чорний ферзь · f7 чорний пішак · h7 чорний пішак · c6 чорний кінь · d6 чорний пішак · f6 чорний король · g6 чорний пішак · c5 чорний пішак · e5 чорний пішак · c4 білий пішак · e4 білий пішак · c3 білий ферзь · d3 білий пішак · g3 білий пішак · a2 білий пішак · b2 білий пішак · e2 білий кінь · f2 білий пішак · g2 білий король · h2 білий пішак · a1 біла тура · f1 біла тура | b8 чорна тура · f8 чорна тура · a7 чорний пішак · b7 чорний пішак · d7 чорний ферзь · f7 чорний пішак · h7 чорний пішак · c6 чорний кінь · d6 чорний пішак · f6 чорний король · g6 чорний пішак · c5 чорний пішак · e5 чорний пішак · c4 білий пішак · e4 білий пішак · c3 білий ферзь · d3 білий пішак · g3 білий пішак · a2 білий пішак · b2 білий пішак · e2 білий кінь · f2 білий пішак · g2 білий король · h2 білий пішак · a1 біла тура · f1 біла тура | b8 чорна тура · f8 чорна тура · a7 чорний пішак · b7 чорний пішак · d7 чорний ферзь · f7 чорний пішак · h7 чорний пішак · c6 чорний кінь · d6 чорний пішак · f6 чорний король · g6 чорний пішак · c5 чорний пішак · e5 чорний пішак · c4 білий пішак · e4 білий пішак · c3 білий ферзь · d3 білий пішак · g3 білий пішак · a2 білий пішак · b2 білий пішак · e2 білий кінь · f2 білий пішак · g2 білий король · h2 білий пішак · a1 біла тура · f1 біла тура | b8 чорна тура · f8 чорна тура · a7 чорний пішак · b7 чорний пішак · d7 чорний ферзь · f7 чорний пішак · h7 чорний пішак · c6 чорний кінь · d6 чорний пішак · f6 чорний король · g6 чорний пішак · c5 чорний пішак · e5 чорний пішак · c4 білий пішак · e4 білий пішак · c3 білий ферзь · d3 білий пішак · g3 білий пішак · a2 білий пішак · b2 білий пішак · e2 білий кінь · f2 білий пішак · g2 білий король · h2 білий пішак · a1 біла тура · f1 біла тура | 8 |
| 7 | b8 чорна тура · f8 чорна тура · a7 чорний пішак · b7 чорний пішак · d7 чорний ферзь · f7 чорний пішак · h7 чорний пішак · c6 чорний кінь · d6 чорний пішак · f6 чорний король · g6 чорний пішак · c5 чорний пішак · e5 чорний пішак · c4 білий пішак · e4 білий пішак · c3 білий ферзь · d3 білий пішак · g3 білий пішак · a2 білий пішак · b2 білий пішак · e2 білий кінь · f2 білий пішак · g2 білий король · h2 білий пішак · a1 біла тура · f1 біла тура | b8 чорна тура · f8 чорна тура · a7 чорний пішак · b7 чорний пішак · d7 чорний ферзь · f7 чорний пішак · h7 чорний пішак · c6 чорний кінь · d6 чорний пішак · f6 чорний король · g6 чорний пішак · c5 чорний пішак · e5 чорний пішак · c4 білий пішак · e4 білий пішак · c3 білий ферзь · d3 білий пішак · g3 білий пішак · a2 білий пішак · b2 білий пішак · e2 білий кінь · f2 білий пішак · g2 білий король · h2 білий пішак · a1 біла тура · f1 біла тура | b8 чорна тура · f8 чорна тура · a7 чорний пішак · b7 чорний пішак · d7 чорний ферзь · f7 чорний пішак · h7 чорний пішак · c6 чорний кінь · d6 чорний пішак · f6 чорний король · g6 чорний пішак · c5 чорний пішак · e5 чорний пішак · c4 білий пішак · e4 білий пішак · c3 білий ферзь · d3 білий пішак · g3 білий пішак · a2 білий пішак · b2 білий пішак · e2 білий кінь · f2 білий пішак · g2 білий король · h2 білий пішак · a1 біла тура · f1 біла тура | b8 чорна тура · f8 чорна тура · a7 чорний пішак · b7 чорний пішак · d7 чорний ферзь · f7 чорний пішак · h7 чорний пішак · c6 чорний кінь · d6 чорний пішак · f6 чорний король · g6 чорний пішак · c5 чорний пішак · e5 чорний пішак · c4 білий пішак · e4 білий пішак · c3 білий ферзь · d3 білий пішак · g3 білий пішак · a2 білий пішак · b2 білий пішак · e2 білий кінь · f2 білий пішак · g2 білий король · h2 білий пішак · a1 біла тура · f1 біла тура | b8 чорна тура · f8 чорна тура · a7 чорний пішак · b7 чорний пішак · d7 чорний ферзь · f7 чорний пішак · h7 чорний пішак · c6 чорний кінь · d6 чорний пішак · f6 чорний король · g6 чорний пішак · c5 чорний пішак · e5 чорний пішак · c4 білий пішак · e4 білий пішак · c3 білий ферзь · d3 білий пішак · g3 білий пішак · a2 білий пішак · b2 білий пішак · e2 білий кінь · f2 білий пішак · g2 білий король · h2 білий пішак · a1 біла тура · f1 біла тура | b8 чорна тура · f8 чорна тура · a7 чорний пішак · b7 чорний пішак · d7 чорний ферзь · f7 чорний пішак · h7 чорний пішак · c6 чорний кінь · d6 чорний пішак · f6 чорний король · g6 чорний пішак · c5 чорний пішак · e5 чорний пішак · c4 білий пішак · e4 білий пішак · c3 білий ферзь · d3 білий пішак · g3 білий пішак · a2 білий пішак · b2 білий пішак · e2 білий кінь · f2 білий пішак · g2 білий король · h2 білий пішак · a1 біла тура · f1 біла тура | b8 чорна тура · f8 чорна тура · a7 чорний пішак · b7 чорний пішак · d7 чорний ферзь · f7 чорний пішак · h7 чорний пішак · c6 чорний кінь · d6 чорний пішак · f6 чорний король · g6 чорний пішак · c5 чорний пішак · e5 чорний пішак · c4 білий пішак · e4 білий пішак · c3 білий ферзь · d3 білий пішак · g3 білий пішак · a2 білий пішак · b2 білий пішак · e2 білий кінь · f2 білий пішак · g2 білий король · h2 білий пішак · a1 біла тура · f1 біла тура | b8 чорна тура · f8 чорна тура · a7 чорний пішак · b7 чорний пішак · d7 чорний ферзь · f7 чорний пішак · h7 чорний пішак · c6 чорний кінь · d6 чорний пішак · f6 чорний король · g6 чорний пішак · c5 чорний пішак · e5 чорний пішак · c4 білий пішак · e4 білий пішак · c3 білий ферзь · d3 білий пішак · g3 білий пішак · a2 білий пішак · b2 білий пішак · e2 білий кінь · f2 білий пішак · g2 білий король · h2 білий пішак · a1 біла тура · f1 біла тура | 7 |
| 6 | b8 чорна тура · f8 чорна тура · a7 чорний пішак · b7 чорний пішак · d7 чорний ферзь · f7 чорний пішак · h7 чорний пішак · c6 чорний кінь · d6 чорний пішак · f6 чорний король · g6 чорний пішак · c5 чорний пішак · e5 чорний пішак · c4 білий пішак · e4 білий пішак · c3 білий ферзь · d3 білий пішак · g3 білий пішак · a2 білий пішак · b2 білий пішак · e2 білий кінь · f2 білий пішак · g2 білий король · h2 білий пішак · a1 біла тура · f1 біла тура | b8 чорна тура · f8 чорна тура · a7 чорний пішак · b7 чорний пішак · d7 чорний ферзь · f7 чорний пішак · h7 чорний пішак · c6 чорний кінь · d6 чорний пішак · f6 чорний король · g6 чорний пішак · c5 чорний пішак · e5 чорний пішак · c4 білий пішак · e4 білий пішак · c3 білий ферзь · d3 білий пішак · g3 білий пішак · a2 білий пішак · b2 білий пішак · e2 білий кінь · f2 білий пішак · g2 білий король · h2 білий пішак · a1 біла тура · f1 біла тура | b8 чорна тура · f8 чорна тура · a7 чорний пішак · b7 чорний пішак · d7 чорний ферзь · f7 чорний пішак · h7 чорний пішак · c6 чорний кінь · d6 чорний пішак · f6 чорний король · g6 чорний пішак · c5 чорний пішак · e5 чорний пішак · c4 білий пішак · e4 білий пішак · c3 білий ферзь · d3 білий пішак · g3 білий пішак · a2 білий пішак · b2 білий пішак · e2 білий кінь · f2 білий пішак · g2 білий король · h2 білий пішак · a1 біла тура · f1 біла тура | b8 чорна тура · f8 чорна тура · a7 чорний пішак · b7 чорний пішак · d7 чорний ферзь · f7 чорний пішак · h7 чорний пішак · c6 чорний кінь · d6 чорний пішак · f6 чорний король · g6 чорний пішак · c5 чорний пішак · e5 чорний пішак · c4 білий пішак · e4 білий пішак · c3 білий ферзь · d3 білий пішак · g3 білий пішак · a2 білий пішак · b2 білий пішак · e2 білий кінь · f2 білий пішак · g2 білий король · h2 білий пішак · a1 біла тура · f1 біла тура | b8 чорна тура · f8 чорна тура · a7 чорний пішак · b7 чорний пішак · d7 чорний ферзь · f7 чорний пішак · h7 чорний пішак · c6 чорний кінь · d6 чорний пішак · f6 чорний король · g6 чорний пішак · c5 чорний пішак · e5 чорний пішак · c4 білий пішак · e4 білий пішак · c3 білий ферзь · d3 білий пішак · g3 білий пішак · a2 білий пішак · b2 білий пішак · e2 білий кінь · f2 білий пішак · g2 білий король · h2 білий пішак · a1 біла тура · f1 біла тура | b8 чорна тура · f8 чорна тура · a7 чорний пішак · b7 чорний пішак · d7 чорний ферзь · f7 чорний пішак · h7 чорний пішак · c6 чорний кінь · d6 чорний пішак · f6 чорний король · g6 чорний пішак · c5 чорний пішак · e5 чорний пішак · c4 білий пішак · e4 білий пішак · c3 білий ферзь · d3 білий пішак · g3 білий пішак · a2 білий пішак · b2 білий пішак · e2 білий кінь · f2 білий пішак · g2 білий король · h2 білий пішак · a1 біла тура · f1 біла тура | b8 чорна тура · f8 чорна тура · a7 чорний пішак · b7 чорний пішак · d7 чорний ферзь · f7 чорний пішак · h7 чорний пішак · c6 чорний кінь · d6 чорний пішак · f6 чорний король · g6 чорний пішак · c5 чорний пішак · e5 чорний пішак · c4 білий пішак · e4 білий пішак · c3 білий ферзь · d3 білий пішак · g3 білий пішак · a2 білий пішак · b2 білий пішак · e2 білий кінь · f2 білий пішак · g2 білий король · h2 білий пішак · a1 біла тура · f1 біла тура | b8 чорна тура · f8 чорна тура · a7 чорний пішак · b7 чорний пішак · d7 чорний ферзь · f7 чорний пішак · h7 чорний пішак · c6 чорний кінь · d6 чорний пішак · f6 чорний король · g6 чорний пішак · c5 чорний пішак · e5 чорний пішак · c4 білий пішак · e4 білий пішак · c3 білий ферзь · d3 білий пішак · g3 білий пішак · a2 білий пішак · b2 білий пішак · e2 білий кінь · f2 білий пішак · g2 білий король · h2 білий пішак · a1 біла тура · f1 біла тура | 6 |
| 5 | b8 чорна тура · f8 чорна тура · a7 чорний пішак · b7 чорний пішак · d7 чорний ферзь · f7 чорний пішак · h7 чорний пішак · c6 чорний кінь · d6 чорний пішак · f6 чорний король · g6 чорний пішак · c5 чорний пішак · e5 чорний пішак · c4 білий пішак · e4 білий пішак · c3 білий ферзь · d3 білий пішак · g3 білий пішак · a2 білий пішак · b2 білий пішак · e2 білий кінь · f2 білий пішак · g2 білий король · h2 білий пішак · a1 біла тура · f1 біла тура | b8 чорна тура · f8 чорна тура · a7 чорний пішак · b7 чорний пішак · d7 чорний ферзь · f7 чорний пішак · h7 чорний пішак · c6 чорний кінь · d6 чорний пішак · f6 чорний король · g6 чорний пішак · c5 чорний пішак · e5 чорний пішак · c4 білий пішак · e4 білий пішак · c3 білий ферзь · d3 білий пішак · g3 білий пішак · a2 білий пішак · b2 білий пішак · e2 білий кінь · f2 білий пішак · g2 білий король · h2 білий пішак · a1 біла тура · f1 біла тура | b8 чорна тура · f8 чорна тура · a7 чорний пішак · b7 чорний пішак · d7 чорний ферзь · f7 чорний пішак · h7 чорний пішак · c6 чорний кінь · d6 чорний пішак · f6 чорний король · g6 чорний пішак · c5 чорний пішак · e5 чорний пішак · c4 білий пішак · e4 білий пішак · c3 білий ферзь · d3 білий пішак · g3 білий пішак · a2 білий пішак · b2 білий пішак · e2 білий кінь · f2 білий пішак · g2 білий король · h2 білий пішак · a1 біла тура · f1 біла тура | b8 чорна тура · f8 чорна тура · a7 чорний пішак · b7 чорний пішак · d7 чорний ферзь · f7 чорний пішак · h7 чорний пішак · c6 чорний кінь · d6 чорний пішак · f6 чорний король · g6 чорний пішак · c5 чорний пішак · e5 чорний пішак · c4 білий пішак · e4 білий пішак · c3 білий ферзь · d3 білий пішак · g3 білий пішак · a2 білий пішак · b2 білий пішак · e2 білий кінь · f2 білий пішак · g2 білий король · h2 білий пішак · a1 біла тура · f1 біла тура | b8 чорна тура · f8 чорна тура · a7 чорний пішак · b7 чорний пішак · d7 чорний ферзь · f7 чорний пішак · h7 чорний пішак · c6 чорний кінь · d6 чорний пішак · f6 чорний король · g6 чорний пішак · c5 чорний пішак · e5 чорний пішак · c4 білий пішак · e4 білий пішак · c3 білий ферзь · d3 білий пішак · g3 білий пішак · a2 білий пішак · b2 білий пішак · e2 білий кінь · f2 білий пішак · g2 білий король · h2 білий пішак · a1 біла тура · f1 біла тура | b8 чорна тура · f8 чорна тура · a7 чорний пішак · b7 чорний пішак · d7 чорний ферзь · f7 чорний пішак · h7 чорний пішак · c6 чорний кінь · d6 чорний пішак · f6 чорний король · g6 чорний пішак · c5 чорний пішак · e5 чорний пішак · c4 білий пішак · e4 білий пішак · c3 білий ферзь · d3 білий пішак · g3 білий пішак · a2 білий пішак · b2 білий пішак · e2 білий кінь · f2 білий пішак · g2 білий король · h2 білий пішак · a1 біла тура · f1 біла тура | b8 чорна тура · f8 чорна тура · a7 чорний пішак · b7 чорний пішак · d7 чорний ферзь · f7 чорний пішак · h7 чорний пішак · c6 чорний кінь · d6 чорний пішак · f6 чорний король · g6 чорний пішак · c5 чорний пішак · e5 чорний пішак · c4 білий пішак · e4 білий пішак · c3 білий ферзь · d3 білий пішак · g3 білий пішак · a2 білий пішак · b2 білий пішак · e2 білий кінь · f2 білий пішак · g2 білий король · h2 білий пішак · a1 біла тура · f1 біла тура | b8 чорна тура · f8 чорна тура · a7 чорний пішак · b7 чорний пішак · d7 чорний ферзь · f7 чорний пішак · h7 чорний пішак · c6 чорний кінь · d6 чорний пішак · f6 чорний король · g6 чорний пішак · c5 чорний пішак · e5 чорний пішак · c4 білий пішак · e4 білий пішак · c3 білий ферзь · d3 білий пішак · g3 білий пішак · a2 білий пішак · b2 білий пішак · e2 білий кінь · f2 білий пішак · g2 білий король · h2 білий пішак · a1 біла тура · f1 біла тура | 5 |
| 4 | b8 чорна тура · f8 чорна тура · a7 чорний пішак · b7 чорний пішак · d7 чорний ферзь · f7 чорний пішак · h7 чорний пішак · c6 чорний кінь · d6 чорний пішак · f6 чорний король · g6 чорний пішак · c5 чорний пішак · e5 чорний пішак · c4 білий пішак · e4 білий пішак · c3 білий ферзь · d3 білий пішак · g3 білий пішак · a2 білий пішак · b2 білий пішак · e2 білий кінь · f2 білий пішак · g2 білий король · h2 білий пішак · a1 біла тура · f1 біла тура | b8 чорна тура · f8 чорна тура · a7 чорний пішак · b7 чорний пішак · d7 чорний ферзь · f7 чорний пішак · h7 чорний пішак · c6 чорний кінь · d6 чорний пішак · f6 чорний король · g6 чорний пішак · c5 чорний пішак · e5 чорний пішак · c4 білий пішак · e4 білий пішак · c3 білий ферзь · d3 білий пішак · g3 білий пішак · a2 білий пішак · b2 білий пішак · e2 білий кінь · f2 білий пішак · g2 білий король · h2 білий пішак · a1 біла тура · f1 біла тура | b8 чорна тура · f8 чорна тура · a7 чорний пішак · b7 чорний пішак · d7 чорний ферзь · f7 чорний пішак · h7 чорний пішак · c6 чорний кінь · d6 чорний пішак · f6 чорний король · g6 чорний пішак · c5 чорний пішак · e5 чорний пішак · c4 білий пішак · e4 білий пішак · c3 білий ферзь · d3 білий пішак · g3 білий пішак · a2 білий пішак · b2 білий пішак · e2 білий кінь · f2 білий пішак · g2 білий король · h2 білий пішак · a1 біла тура · f1 біла тура | b8 чорна тура · f8 чорна тура · a7 чорний пішак · b7 чорний пішак · d7 чорний ферзь · f7 чорний пішак · h7 чорний пішак · c6 чорний кінь · d6 чорний пішак · f6 чорний король · g6 чорний пішак · c5 чорний пішак · e5 чорний пішак · c4 білий пішак · e4 білий пішак · c3 білий ферзь · d3 білий пішак · g3 білий пішак · a2 білий пішак · b2 білий пішак · e2 білий кінь · f2 білий пішак · g2 білий король · h2 білий пішак · a1 біла тура · f1 біла тура | b8 чорна тура · f8 чорна тура · a7 чорний пішак · b7 чорний пішак · d7 чорний ферзь · f7 чорний пішак · h7 чорний пішак · c6 чорний кінь · d6 чорний пішак · f6 чорний король · g6 чорний пішак · c5 чорний пішак · e5 чорний пішак · c4 білий пішак · e4 білий пішак · c3 білий ферзь · d3 білий пішак · g3 білий пішак · a2 білий пішак · b2 білий пішак · e2 білий кінь · f2 білий пішак · g2 білий король · h2 білий пішак · a1 біла тура · f1 біла тура | b8 чорна тура · f8 чорна тура · a7 чорний пішак · b7 чорний пішак · d7 чорний ферзь · f7 чорний пішак · h7 чорний пішак · c6 чорний кінь · d6 чорний пішак · f6 чорний король · g6 чорний пішак · c5 чорний пішак · e5 чорний пішак · c4 білий пішак · e4 білий пішак · c3 білий ферзь · d3 білий пішак · g3 білий пішак · a2 білий пішак · b2 білий пішак · e2 білий кінь · f2 білий пішак · g2 білий король · h2 білий пішак · a1 біла тура · f1 біла тура | b8 чорна тура · f8 чорна тура · a7 чорний пішак · b7 чорний пішак · d7 чорний ферзь · f7 чорний пішак · h7 чорний пішак · c6 чорний кінь · d6 чорний пішак · f6 чорний король · g6 чорний пішак · c5 чорний пішак · e5 чорний пішак · c4 білий пішак · e4 білий пішак · c3 білий ферзь · d3 білий пішак · g3 білий пішак · a2 білий пішак · b2 білий пішак · e2 білий кінь · f2 білий пішак · g2 білий король · h2 білий пішак · a1 біла тура · f1 біла тура | b8 чорна тура · f8 чорна тура · a7 чорний пішак · b7 чорний пішак · d7 чорний ферзь · f7 чорний пішак · h7 чорний пішак · c6 чорний кінь · d6 чорний пішак · f6 чорний король · g6 чорний пішак · c5 чорний пішак · e5 чорний пішак · c4 білий пішак · e4 білий пішак · c3 білий ферзь · d3 білий пішак · g3 білий пішак · a2 білий пішак · b2 білий пішак · e2 білий кінь · f2 білий пішак · g2 білий король · h2 білий пішак · a1 біла тура · f1 біла тура | 4 |
| 3 | b8 чорна тура · f8 чорна тура · a7 чорний пішак · b7 чорний пішак · d7 чорний ферзь · f7 чорний пішак · h7 чорний пішак · c6 чорний кінь · d6 чорний пішак · f6 чорний король · g6 чорний пішак · c5 чорний пішак · e5 чорний пішак · c4 білий пішак · e4 білий пішак · c3 білий ферзь · d3 білий пішак · g3 білий пішак · a2 білий пішак · b2 білий пішак · e2 білий кінь · f2 білий пішак · g2 білий король · h2 білий пішак · a1 біла тура · f1 біла тура | b8 чорна тура · f8 чорна тура · a7 чорний пішак · b7 чорний пішак · d7 чорний ферзь · f7 чорний пішак · h7 чорний пішак · c6 чорний кінь · d6 чорний пішак · f6 чорний король · g6 чорний пішак · c5 чорний пішак · e5 чорний пішак · c4 білий пішак · e4 білий пішак · c3 білий ферзь · d3 білий пішак · g3 білий пішак · a2 білий пішак · b2 білий пішак · e2 білий кінь · f2 білий пішак · g2 білий король · h2 білий пішак · a1 біла тура · f1 біла тура | b8 чорна тура · f8 чорна тура · a7 чорний пішак · b7 чорний пішак · d7 чорний ферзь · f7 чорний пішак · h7 чорний пішак · c6 чорний кінь · d6 чорний пішак · f6 чорний король · g6 чорний пішак · c5 чорний пішак · e5 чорний пішак · c4 білий пішак · e4 білий пішак · c3 білий ферзь · d3 білий пішак · g3 білий пішак · a2 білий пішак · b2 білий пішак · e2 білий кінь · f2 білий пішак · g2 білий король · h2 білий пішак · a1 біла тура · f1 біла тура | b8 чорна тура · f8 чорна тура · a7 чорний пішак · b7 чорний пішак · d7 чорний ферзь · f7 чорний пішак · h7 чорний пішак · c6 чорний кінь · d6 чорний пішак · f6 чорний король · g6 чорний пішак · c5 чорний пішак · e5 чорний пішак · c4 білий пішак · e4 білий пішак · c3 білий ферзь · d3 білий пішак · g3 білий пішак · a2 білий пішак · b2 білий пішак · e2 білий кінь · f2 білий пішак · g2 білий король · h2 білий пішак · a1 біла тура · f1 біла тура | b8 чорна тура · f8 чорна тура · a7 чорний пішак · b7 чорний пішак · d7 чорний ферзь · f7 чорний пішак · h7 чорний пішак · c6 чорний кінь · d6 чорний пішак · f6 чорний король · g6 чорний пішак · c5 чорний пішак · e5 чорний пішак · c4 білий пішак · e4 білий пішак · c3 білий ферзь · d3 білий пішак · g3 білий пішак · a2 білий пішак · b2 білий пішак · e2 білий кінь · f2 білий пішак · g2 білий король · h2 білий пішак · a1 біла тура · f1 біла тура | b8 чорна тура · f8 чорна тура · a7 чорний пішак · b7 чорний пішак · d7 чорний ферзь · f7 чорний пішак · h7 чорний пішак · c6 чорний кінь · d6 чорний пішак · f6 чорний король · g6 чорний пішак · c5 чорний пішак · e5 чорний пішак · c4 білий пішак · e4 білий пішак · c3 білий ферзь · d3 білий пішак · g3 білий пішак · a2 білий пішак · b2 білий пішак · e2 білий кінь · f2 білий пішак · g2 білий король · h2 білий пішак · a1 біла тура · f1 біла тура | b8 чорна тура · f8 чорна тура · a7 чорний пішак · b7 чорний пішак · d7 чорний ферзь · f7 чорний пішак · h7 чорний пішак · c6 чорний кінь · d6 чорний пішак · f6 чорний король · g6 чорний пішак · c5 чорний пішак · e5 чорний пішак · c4 білий пішак · e4 білий пішак · c3 білий ферзь · d3 білий пішак · g3 білий пішак · a2 білий пішак · b2 білий пішак · e2 білий кінь · f2 білий пішак · g2 білий король · h2 білий пішак · a1 біла тура · f1 біла тура | b8 чорна тура · f8 чорна тура · a7 чорний пішак · b7 чорний пішак · d7 чорний ферзь · f7 чорний пішак · h7 чорний пішак · c6 чорний кінь · d6 чорний пішак · f6 чорний король · g6 чорний пішак · c5 чорний пішак · e5 чорний пішак · c4 білий пішак · e4 білий пішак · c3 білий ферзь · d3 білий пішак · g3 білий пішак · a2 білий пішак · b2 білий пішак · e2 білий кінь · f2 білий пішак · g2 білий король · h2 білий пішак · a1 біла тура · f1 біла тура | 3 |
| 2 | b8 чорна тура · f8 чорна тура · a7 чорний пішак · b7 чорний пішак · d7 чорний ферзь · f7 чорний пішак · h7 чорний пішак · c6 чорний кінь · d6 чорний пішак · f6 чорний король · g6 чорний пішак · c5 чорний пішак · e5 чорний пішак · c4 білий пішак · e4 білий пішак · c3 білий ферзь · d3 білий пішак · g3 білий пішак · a2 білий пішак · b2 білий пішак · e2 білий кінь · f2 білий пішак · g2 білий король · h2 білий пішак · a1 біла тура · f1 біла тура | b8 чорна тура · f8 чорна тура · a7 чорний пішак · b7 чорний пішак · d7 чорний ферзь · f7 чорний пішак · h7 чорний пішак · c6 чорний кінь · d6 чорний пішак · f6 чорний король · g6 чорний пішак · c5 чорний пішак · e5 чорний пішак · c4 білий пішак · e4 білий пішак · c3 білий ферзь · d3 білий пішак · g3 білий пішак · a2 білий пішак · b2 білий пішак · e2 білий кінь · f2 білий пішак · g2 білий король · h2 білий пішак · a1 біла тура · f1 біла тура | b8 чорна тура · f8 чорна тура · a7 чорний пішак · b7 чорний пішак · d7 чорний ферзь · f7 чорний пішак · h7 чорний пішак · c6 чорний кінь · d6 чорний пішак · f6 чорний король · g6 чорний пішак · c5 чорний пішак · e5 чорний пішак · c4 білий пішак · e4 білий пішак · c3 білий ферзь · d3 білий пішак · g3 білий пішак · a2 білий пішак · b2 білий пішак · e2 білий кінь · f2 білий пішак · g2 білий король · h2 білий пішак · a1 біла тура · f1 біла тура | b8 чорна тура · f8 чорна тура · a7 чорний пішак · b7 чорний пішак · d7 чорний ферзь · f7 чорний пішак · h7 чорний пішак · c6 чорний кінь · d6 чорний пішак · f6 чорний король · g6 чорний пішак · c5 чорний пішак · e5 чорний пішак · c4 білий пішак · e4 білий пішак · c3 білий ферзь · d3 білий пішак · g3 білий пішак · a2 білий пішак · b2 білий пішак · e2 білий кінь · f2 білий пішак · g2 білий король · h2 білий пішак · a1 біла тура · f1 біла тура | b8 чорна тура · f8 чорна тура · a7 чорний пішак · b7 чорний пішак · d7 чорний ферзь · f7 чорний пішак · h7 чорний пішак · c6 чорний кінь · d6 чорний пішак · f6 чорний король · g6 чорний пішак · c5 чорний пішак · e5 чорний пішак · c4 білий пішак · e4 білий пішак · c3 білий ферзь · d3 білий пішак · g3 білий пішак · a2 білий пішак · b2 білий пішак · e2 білий кінь · f2 білий пішак · g2 білий король · h2 білий пішак · a1 біла тура · f1 біла тура | b8 чорна тура · f8 чорна тура · a7 чорний пішак · b7 чорний пішак · d7 чорний ферзь · f7 чорний пішак · h7 чорний пішак · c6 чорний кінь · d6 чорний пішак · f6 чорний король · g6 чорний пішак · c5 чорний пішак · e5 чорний пішак · c4 білий пішак · e4 білий пішак · c3 білий ферзь · d3 білий пішак · g3 білий пішак · a2 білий пішак · b2 білий пішак · e2 білий кінь · f2 білий пішак · g2 білий король · h2 білий пішак · a1 біла тура · f1 біла тура | b8 чорна тура · f8 чорна тура · a7 чорний пішак · b7 чорний пішак · d7 чорний ферзь · f7 чорний пішак · h7 чорний пішак · c6 чорний кінь · d6 чорний пішак · f6 чорний король · g6 чорний пішак · c5 чорний пішак · e5 чорний пішак · c4 білий пішак · e4 білий пішак · c3 білий ферзь · d3 білий пішак · g3 білий пішак · a2 білий пішак · b2 білий пішак · e2 білий кінь · f2 білий пішак · g2 білий король · h2 білий пішак · a1 біла тура · f1 біла тура | b8 чорна тура · f8 чорна тура · a7 чорний пішак · b7 чорний пішак · d7 чорний ферзь · f7 чорний пішак · h7 чорний пішак · c6 чорний кінь · d6 чорний пішак · f6 чорний король · g6 чорний пішак · c5 чорний пішак · e5 чорний пішак · c4 білий пішак · e4 білий пішак · c3 білий ферзь · d3 білий пішак · g3 білий пішак · a2 білий пішак · b2 білий пішак · e2 білий кінь · f2 білий пішак · g2 білий король · h2 білий пішак · a1 біла тура · f1 біла тура | 2 |
| 1 | b8 чорна тура · f8 чорна тура · a7 чорний пішак · b7 чорний пішак · d7 чорний ферзь · f7 чорний пішак · h7 чорний пішак · c6 чорний кінь · d6 чорний пішак · f6 чорний король · g6 чорний пішак · c5 чорний пішак · e5 чорний пішак · c4 білий пішак · e4 білий пішак · c3 білий ферзь · d3 білий пішак · g3 білий пішак · a2 білий пішак · b2 білий пішак · e2 білий кінь · f2 білий пішак · g2 білий король · h2 білий пішак · a1 біла тура · f1 біла тура | b8 чорна тура · f8 чорна тура · a7 чорний пішак · b7 чорний пішак · d7 чорний ферзь · f7 чорний пішак · h7 чорний пішак · c6 чорний кінь · d6 чорний пішак · f6 чорний король · g6 чорний пішак · c5 чорний пішак · e5 чорний пішак · c4 білий пішак · e4 білий пішак · c3 білий ферзь · d3 білий пішак · g3 білий пішак · a2 білий пішак · b2 білий пішак · e2 білий кінь · f2 білий пішак · g2 білий король · h2 білий пішак · a1 біла тура · f1 біла тура | b8 чорна тура · f8 чорна тура · a7 чорний пішак · b7 чорний пішак · d7 чорний ферзь · f7 чорний пішак · h7 чорний пішак · c6 чорний кінь · d6 чорний пішак · f6 чорний король · g6 чорний пішак · c5 чорний пішак · e5 чорний пішак · c4 білий пішак · e4 білий пішак · c3 білий ферзь · d3 білий пішак · g3 білий пішак · a2 білий пішак · b2 білий пішак · e2 білий кінь · f2 білий пішак · g2 білий король · h2 білий пішак · a1 біла тура · f1 біла тура | b8 чорна тура · f8 чорна тура · a7 чорний пішак · b7 чорний пішак · d7 чорний ферзь · f7 чорний пішак · h7 чорний пішак · c6 чорний кінь · d6 чорний пішак · f6 чорний король · g6 чорний пішак · c5 чорний пішак · e5 чорний пішак · c4 білий пішак · e4 білий пішак · c3 білий ферзь · d3 білий пішак · g3 білий пішак · a2 білий пішак · b2 білий пішак · e2 білий кінь · f2 білий пішак · g2 білий король · h2 білий пішак · a1 біла тура · f1 біла тура | b8 чорна тура · f8 чорна тура · a7 чорний пішак · b7 чорний пішак · d7 чорний ферзь · f7 чорний пішак · h7 чорний пішак · c6 чорний кінь · d6 чорний пішак · f6 чорний король · g6 чорний пішак · c5 чорний пішак · e5 чорний пішак · c4 білий пішак · e4 білий пішак · c3 білий ферзь · d3 білий пішак · g3 білий пішак · a2 білий пішак · b2 білий пішак · e2 білий кінь · f2 білий пішак · g2 білий король · h2 білий пішак · a1 біла тура · f1 біла тура | b8 чорна тура · f8 чорна тура · a7 чорний пішак · b7 чорний пішак · d7 чорний ферзь · f7 чорний пішак · h7 чорний пішак · c6 чорний кінь · d6 чорний пішак · f6 чорний король · g6 чорний пішак · c5 чорний пішак · e5 чорний пішак · c4 білий пішак · e4 білий пішак · c3 білий ферзь · d3 білий пішак · g3 білий пішак · a2 білий пішак · b2 білий пішак · e2 білий кінь · f2 білий пішак · g2 білий король · h2 білий пішак · a1 біла тура · f1 біла тура | b8 чорна тура · f8 чорна тура · a7 чорний пішак · b7 чорний пішак · d7 чорний ферзь · f7 чорний пішак · h7 чорний пішак · c6 чорний кінь · d6 чорний пішак · f6 чорний король · g6 чорний пішак · c5 чорний пішак · e5 чорний пішак · c4 білий пішак · e4 білий пішак · c3 білий ферзь · d3 білий пішак · g3 білий пішак · a2 білий пішак · b2 білий пішак · e2 білий кінь · f2 білий пішак · g2 білий король · h2 білий пішак · a1 біла тура · f1 біла тура | b8 чорна тура · f8 чорна тура · a7 чорний пішак · b7 чорний пішак · d7 чорний ферзь · f7 чорний пішак · h7 чорний пішак · c6 чорний кінь · d6 чорний пішак · f6 чорний король · g6 чорний пішак · c5 чорний пішак · e5 чорний пішак · c4 білий пішак · e4 білий пішак · c3 білий ферзь · d3 білий пішак · g3 білий пішак · a2 білий пішак · b2 білий пішак · e2 білий кінь · f2 білий пішак · g2 білий король · h2 білий пішак · a1 біла тура · f1 біла тура | 1 |
|   | a | b | c | d | e | f | g | h |   |

Рети — Карльс, Баден-Баден, 1925
20. f4 Kpg7
21.f5 f6
22.Фd2 g5?
23. g4 b5
24. h4! h6
25.Th1 bc
26. dc Kd4
27. Kc3 Th8
28.Th3 Tbg8
29.Th1 Фd8
30. Kd5 gh
31.T: h4 Kpf7
32.Kpf2 Фf8
33.T: h6 T: h6
34.Th6 Фg7
35.Фa5! Чорні здались.

## Напружений центр
|   | a | b | c | d | e | f | g | h |   |
| 8 | a8 чорна тура · c8 чорний слон · f8 чорна тура · g8 чорний король · e7 чорний слон · f7 чорний пішак · g7 чорний пішак · h7 чорний пішак · a6 чорний пішак · d6 чорний пішак · f6 чорний кінь · a5 чорний кінь · b5 чорний пішак · c5 чорний пішак · e5 чорний пішак · d4 білий пішак · e4 білий пішак · c3 білий пішак · f3 білий кінь · h3 білий пішак · a2 білий пішак · b2 білий пішак · c2 білий слон · d2 білий кінь · f2 білий пішак · g2 білий пішак · a1 біла тура · c1 білий слон · d1 білий ферзь · e1 біла тура · g1 білий король | a8 чорна тура · c8 чорний слон · f8 чорна тура · g8 чорний король · e7 чорний слон · f7 чорний пішак · g7 чорний пішак · h7 чорний пішак · a6 чорний пішак · d6 чорний пішак · f6 чорний кінь · a5 чорний кінь · b5 чорний пішак · c5 чорний пішак · e5 чорний пішак · d4 білий пішак · e4 білий пішак · c3 білий пішак · f3 білий кінь · h3 білий пішак · a2 білий пішак · b2 білий пішак · c2 білий слон · d2 білий кінь · f2 білий пішак · g2 білий пішак · a1 біла тура · c1 білий слон · d1 білий ферзь · e1 біла тура · g1 білий король | a8 чорна тура · c8 чорний слон · f8 чорна тура · g8 чорний король · e7 чорний слон · f7 чорний пішак · g7 чорний пішак · h7 чорний пішак · a6 чорний пішак · d6 чорний пішак · f6 чорний кінь · a5 чорний кінь · b5 чорний пішак · c5 чорний пішак · e5 чорний пішак · d4 білий пішак · e4 білий пішак · c3 білий пішак · f3 білий кінь · h3 білий пішак · a2 білий пішак · b2 білий пішак · c2 білий слон · d2 білий кінь · f2 білий пішак · g2 білий пішак · a1 біла тура · c1 білий слон · d1 білий ферзь · e1 біла тура · g1 білий король | a8 чорна тура · c8 чорний слон · f8 чорна тура · g8 чорний король · e7 чорний слон · f7 чорний пішак · g7 чорний пішак · h7 чорний пішак · a6 чорний пішак · d6 чорний пішак · f6 чорний кінь · a5 чорний кінь · b5 чорний пішак · c5 чорний пішак · e5 чорний пішак · d4 білий пішак · e4 білий пішак · c3 білий пішак · f3 білий кінь · h3 білий пішак · a2 білий пішак · b2 білий пішак · c2 білий слон · d2 білий кінь · f2 білий пішак · g2 білий пішак · a1 біла тура · c1 білий слон · d1 білий ферзь · e1 біла тура · g1 білий король | a8 чорна тура · c8 чорний слон · f8 чорна тура · g8 чорний король · e7 чорний слон · f7 чорний пішак · g7 чорний пішак · h7 чорний пішак · a6 чорний пішак · d6 чорний пішак · f6 чорний кінь · a5 чорний кінь · b5 чорний пішак · c5 чорний пішак · e5 чорний пішак · d4 білий пішак · e4 білий пішак · c3 білий пішак · f3 білий кінь · h3 білий пішак · a2 білий пішак · b2 білий пішак · c2 білий слон · d2 білий кінь · f2 білий пішак · g2 білий пішак · a1 біла тура · c1 білий слон · d1 білий ферзь · e1 біла тура · g1 білий король | a8 чорна тура · c8 чорний слон · f8 чорна тура · g8 чорний король · e7 чорний слон · f7 чорний пішак · g7 чорний пішак · h7 чорний пішак · a6 чорний пішак · d6 чорний пішак · f6 чорний кінь · a5 чорний кінь · b5 чорний пішак · c5 чорний пішак · e5 чорний пішак · d4 білий пішак · e4 білий пішак · c3 білий пішак · f3 білий кінь · h3 білий пішак · a2 білий пішак · b2 білий пішак · c2 білий слон · d2 білий кінь · f2 білий пішак · g2 білий пішак · a1 біла тура · c1 білий слон · d1 білий ферзь · e1 біла тура · g1 білий король | a8 чорна тура · c8 чорний слон · f8 чорна тура · g8 чорний король · e7 чорний слон · f7 чорний пішак · g7 чорний пішак · h7 чорний пішак · a6 чорний пішак · d6 чорний пішак · f6 чорний кінь · a5 чорний кінь · b5 чорний пішак · c5 чорний пішак · e5 чорний пішак · d4 білий пішак · e4 білий пішак · c3 білий пішак · f3 білий кінь · h3 білий пішак · a2 білий пішак · b2 білий пішак · c2 білий слон · d2 білий кінь · f2 білий пішак · g2 білий пішак · a1 біла тура · c1 білий слон · d1 білий ферзь · e1 біла тура · g1 білий король | a8 чорна тура · c8 чорний слон · f8 чорна тура · g8 чорний король · e7 чорний слон · f7 чорний пішак · g7 чорний пішак · h7 чорний пішак · a6 чорний пішак · d6 чорний пішак · f6 чорний кінь · a5 чорний кінь · b5 чорний пішак · c5 чорний пішак · e5 чорний пішак · d4 білий пішак · e4 білий пішак · c3 білий пішак · f3 білий кінь · h3 білий пішак · a2 білий пішак · b2 білий пішак · c2 білий слон · d2 білий кінь · f2 білий пішак · g2 білий пішак · a1 біла тура · c1 білий слон · d1 білий ферзь · e1 біла тура · g1 білий король | 8 |
| 7 | a8 чорна тура · c8 чорний слон · f8 чорна тура · g8 чорний король · e7 чорний слон · f7 чорний пішак · g7 чорний пішак · h7 чорний пішак · a6 чорний пішак · d6 чорний пішак · f6 чорний кінь · a5 чорний кінь · b5 чорний пішак · c5 чорний пішак · e5 чорний пішак · d4 білий пішак · e4 білий пішак · c3 білий пішак · f3 білий кінь · h3 білий пішак · a2 білий пішак · b2 білий пішак · c2 білий слон · d2 білий кінь · f2 білий пішак · g2 білий пішак · a1 біла тура · c1 білий слон · d1 білий ферзь · e1 біла тура · g1 білий король | a8 чорна тура · c8 чорний слон · f8 чорна тура · g8 чорний король · e7 чорний слон · f7 чорний пішак · g7 чорний пішак · h7 чорний пішак · a6 чорний пішак · d6 чорний пішак · f6 чорний кінь · a5 чорний кінь · b5 чорний пішак · c5 чорний пішак · e5 чорний пішак · d4 білий пішак · e4 білий пішак · c3 білий пішак · f3 білий кінь · h3 білий пішак · a2 білий пішак · b2 білий пішак · c2 білий слон · d2 білий кінь · f2 білий пішак · g2 білий пішак · a1 біла тура · c1 білий слон · d1 білий ферзь · e1 біла тура · g1 білий король | a8 чорна тура · c8 чорний слон · f8 чорна тура · g8 чорний король · e7 чорний слон · f7 чорний пішак · g7 чорний пішак · h7 чорний пішак · a6 чорний пішак · d6 чорний пішак · f6 чорний кінь · a5 чорний кінь · b5 чорний пішак · c5 чорний пішак · e5 чорний пішак · d4 білий пішак · e4 білий пішак · c3 білий пішак · f3 білий кінь · h3 білий пішак · a2 білий пішак · b2 білий пішак · c2 білий слон · d2 білий кінь · f2 білий пішак · g2 білий пішак · a1 біла тура · c1 білий слон · d1 білий ферзь · e1 біла тура · g1 білий король | a8 чорна тура · c8 чорний слон · f8 чорна тура · g8 чорний король · e7 чорний слон · f7 чорний пішак · g7 чорний пішак · h7 чорний пішак · a6 чорний пішак · d6 чорний пішак · f6 чорний кінь · a5 чорний кінь · b5 чорний пішак · c5 чорний пішак · e5 чорний пішак · d4 білий пішак · e4 білий пішак · c3 білий пішак · f3 білий кінь · h3 білий пішак · a2 білий пішак · b2 білий пішак · c2 білий слон · d2 білий кінь · f2 білий пішак · g2 білий пішак · a1 біла тура · c1 білий слон · d1 білий ферзь · e1 біла тура · g1 білий король | a8 чорна тура · c8 чорний слон · f8 чорна тура · g8 чорний король · e7 чорний слон · f7 чорний пішак · g7 чорний пішак · h7 чорний пішак · a6 чорний пішак · d6 чорний пішак · f6 чорний кінь · a5 чорний кінь · b5 чорний пішак · c5 чорний пішак · e5 чорний пішак · d4 білий пішак · e4 білий пішак · c3 білий пішак · f3 білий кінь · h3 білий пішак · a2 білий пішак · b2 білий пішак · c2 білий слон · d2 білий кінь · f2 білий пішак · g2 білий пішак · a1 біла тура · c1 білий слон · d1 білий ферзь · e1 біла тура · g1 білий король | a8 чорна тура · c8 чорний слон · f8 чорна тура · g8 чорний король · e7 чорний слон · f7 чорний пішак · g7 чорний пішак · h7 чорний пішак · a6 чорний пішак · d6 чорний пішак · f6 чорний кінь · a5 чорний кінь · b5 чорний пішак · c5 чорний пішак · e5 чорний пішак · d4 білий пішак · e4 білий пішак · c3 білий пішак · f3 білий кінь · h3 білий пішак · a2 білий пішак · b2 білий пішак · c2 білий слон · d2 білий кінь · f2 білий пішак · g2 білий пішак · a1 біла тура · c1 білий слон · d1 білий ферзь · e1 біла тура · g1 білий король | a8 чорна тура · c8 чорний слон · f8 чорна тура · g8 чорний король · e7 чорний слон · f7 чорний пішак · g7 чорний пішак · h7 чорний пішак · a6 чорний пішак · d6 чорний пішак · f6 чорний кінь · a5 чорний кінь · b5 чорний пішак · c5 чорний пішак · e5 чорний пішак · d4 білий пішак · e4 білий пішак · c3 білий пішак · f3 білий кінь · h3 білий пішак · a2 білий пішак · b2 білий пішак · c2 білий слон · d2 білий кінь · f2 білий пішак · g2 білий пішак · a1 біла тура · c1 білий слон · d1 білий ферзь · e1 біла тура · g1 білий король | a8 чорна тура · c8 чорний слон · f8 чорна тура · g8 чорний король · e7 чорний слон · f7 чорний пішак · g7 чорний пішак · h7 чорний пішак · a6 чорний пішак · d6 чорний пішак · f6 чорний кінь · a5 чорний кінь · b5 чорний пішак · c5 чорний пішак · e5 чорний пішак · d4 білий пішак · e4 білий пішак · c3 білий пішак · f3 білий кінь · h3 білий пішак · a2 білий пішак · b2 білий пішак · c2 білий слон · d2 білий кінь · f2 білий пішак · g2 білий пішак · a1 біла тура · c1 білий слон · d1 білий ферзь · e1 біла тура · g1 білий король | 7 |
| 6 | a8 чорна тура · c8 чорний слон · f8 чорна тура · g8 чорний король · e7 чорний слон · f7 чорний пішак · g7 чорний пішак · h7 чорний пішак · a6 чорний пішак · d6 чорний пішак · f6 чорний кінь · a5 чорний кінь · b5 чорний пішак · c5 чорний пішак · e5 чорний пішак · d4 білий пішак · e4 білий пішак · c3 білий пішак · f3 білий кінь · h3 білий пішак · a2 білий пішак · b2 білий пішак · c2 білий слон · d2 білий кінь · f2 білий пішак · g2 білий пішак · a1 біла тура · c1 білий слон · d1 білий ферзь · e1 біла тура · g1 білий король | a8 чорна тура · c8 чорний слон · f8 чорна тура · g8 чорний король · e7 чорний слон · f7 чорний пішак · g7 чорний пішак · h7 чорний пішак · a6 чорний пішак · d6 чорний пішак · f6 чорний кінь · a5 чорний кінь · b5 чорний пішак · c5 чорний пішак · e5 чорний пішак · d4 білий пішак · e4 білий пішак · c3 білий пішак · f3 білий кінь · h3 білий пішак · a2 білий пішак · b2 білий пішак · c2 білий слон · d2 білий кінь · f2 білий пішак · g2 білий пішак · a1 біла тура · c1 білий слон · d1 білий ферзь · e1 біла тура · g1 білий король | a8 чорна тура · c8 чорний слон · f8 чорна тура · g8 чорний король · e7 чорний слон · f7 чорний пішак · g7 чорний пішак · h7 чорний пішак · a6 чорний пішак · d6 чорний пішак · f6 чорний кінь · a5 чорний кінь · b5 чорний пішак · c5 чорний пішак · e5 чорний пішак · d4 білий пішак · e4 білий пішак · c3 білий пішак · f3 білий кінь · h3 білий пішак · a2 білий пішак · b2 білий пішак · c2 білий слон · d2 білий кінь · f2 білий пішак · g2 білий пішак · a1 біла тура · c1 білий слон · d1 білий ферзь · e1 біла тура · g1 білий король | a8 чорна тура · c8 чорний слон · f8 чорна тура · g8 чорний король · e7 чорний слон · f7 чорний пішак · g7 чорний пішак · h7 чорний пішак · a6 чорний пішак · d6 чорний пішак · f6 чорний кінь · a5 чорний кінь · b5 чорний пішак · c5 чорний пішак · e5 чорний пішак · d4 білий пішак · e4 білий пішак · c3 білий пішак · f3 білий кінь · h3 білий пішак · a2 білий пішак · b2 білий пішак · c2 білий слон · d2 білий кінь · f2 білий пішак · g2 білий пішак · a1 біла тура · c1 білий слон · d1 білий ферзь · e1 біла тура · g1 білий король | a8 чорна тура · c8 чорний слон · f8 чорна тура · g8 чорний король · e7 чорний слон · f7 чорний пішак · g7 чорний пішак · h7 чорний пішак · a6 чорний пішак · d6 чорний пішак · f6 чорний кінь · a5 чорний кінь · b5 чорний пішак · c5 чорний пішак · e5 чорний пішак · d4 білий пішак · e4 білий пішак · c3 білий пішак · f3 білий кінь · h3 білий пішак · a2 білий пішак · b2 білий пішак · c2 білий слон · d2 білий кінь · f2 білий пішак · g2 білий пішак · a1 біла тура · c1 білий слон · d1 білий ферзь · e1 біла тура · g1 білий король | a8 чорна тура · c8 чорний слон · f8 чорна тура · g8 чорний король · e7 чорний слон · f7 чорний пішак · g7 чорний пішак · h7 чорний пішак · a6 чорний пішак · d6 чорний пішак · f6 чорний кінь · a5 чорний кінь · b5 чорний пішак · c5 чорний пішак · e5 чорний пішак · d4 білий пішак · e4 білий пішак · c3 білий пішак · f3 білий кінь · h3 білий пішак · a2 білий пішак · b2 білий пішак · c2 білий слон · d2 білий кінь · f2 білий пішак · g2 білий пішак · a1 біла тура · c1 білий слон · d1 білий ферзь · e1 біла тура · g1 білий король | a8 чорна тура · c8 чорний слон · f8 чорна тура · g8 чорний король · e7 чорний слон · f7 чорний пішак · g7 чорний пішак · h7 чорний пішак · a6 чорний пішак · d6 чорний пішак · f6 чорний кінь · a5 чорний кінь · b5 чорний пішак · c5 чорний пішак · e5 чорний пішак · d4 білий пішак · e4 білий пішак · c3 білий пішак · f3 білий кінь · h3 білий пішак · a2 білий пішак · b2 білий пішак · c2 білий слон · d2 білий кінь · f2 білий пішак · g2 білий пішак · a1 біла тура · c1 білий слон · d1 білий ферзь · e1 біла тура · g1 білий король | a8 чорна тура · c8 чорний слон · f8 чорна тура · g8 чорний король · e7 чорний слон · f7 чорний пішак · g7 чорний пішак · h7 чорний пішак · a6 чорний пішак · d6 чорний пішак · f6 чорний кінь · a5 чорний кінь · b5 чорний пішак · c5 чорний пішак · e5 чорний пішак · d4 білий пішак · e4 білий пішак · c3 білий пішак · f3 білий кінь · h3 білий пішак · a2 білий пішак · b2 білий пішак · c2 білий слон · d2 білий кінь · f2 білий пішак · g2 білий пішак · a1 біла тура · c1 білий слон · d1 білий ферзь · e1 біла тура · g1 білий король | 6 |
| 5 | a8 чорна тура · c8 чорний слон · f8 чорна тура · g8 чорний король · e7 чорний слон · f7 чорний пішак · g7 чорний пішак · h7 чорний пішак · a6 чорний пішак · d6 чорний пішак · f6 чорний кінь · a5 чорний кінь · b5 чорний пішак · c5 чорний пішак · e5 чорний пішак · d4 білий пішак · e4 білий пішак · c3 білий пішак · f3 білий кінь · h3 білий пішак · a2 білий пішак · b2 білий пішак · c2 білий слон · d2 білий кінь · f2 білий пішак · g2 білий пішак · a1 біла тура · c1 білий слон · d1 білий ферзь · e1 біла тура · g1 білий король | a8 чорна тура · c8 чорний слон · f8 чорна тура · g8 чорний король · e7 чорний слон · f7 чорний пішак · g7 чорний пішак · h7 чорний пішак · a6 чорний пішак · d6 чорний пішак · f6 чорний кінь · a5 чорний кінь · b5 чорний пішак · c5 чорний пішак · e5 чорний пішак · d4 білий пішак · e4 білий пішак · c3 білий пішак · f3 білий кінь · h3 білий пішак · a2 білий пішак · b2 білий пішак · c2 білий слон · d2 білий кінь · f2 білий пішак · g2 білий пішак · a1 біла тура · c1 білий слон · d1 білий ферзь · e1 біла тура · g1 білий король | a8 чорна тура · c8 чорний слон · f8 чорна тура · g8 чорний король · e7 чорний слон · f7 чорний пішак · g7 чорний пішак · h7 чорний пішак · a6 чорний пішак · d6 чорний пішак · f6 чорний кінь · a5 чорний кінь · b5 чорний пішак · c5 чорний пішак · e5 чорний пішак · d4 білий пішак · e4 білий пішак · c3 білий пішак · f3 білий кінь · h3 білий пішак · a2 білий пішак · b2 білий пішак · c2 білий слон · d2 білий кінь · f2 білий пішак · g2 білий пішак · a1 біла тура · c1 білий слон · d1 білий ферзь · e1 біла тура · g1 білий король | a8 чорна тура · c8 чорний слон · f8 чорна тура · g8 чорний король · e7 чорний слон · f7 чорний пішак · g7 чорний пішак · h7 чорний пішак · a6 чорний пішак · d6 чорний пішак · f6 чорний кінь · a5 чорний кінь · b5 чорний пішак · c5 чорний пішак · e5 чорний пішак · d4 білий пішак · e4 білий пішак · c3 білий пішак · f3 білий кінь · h3 білий пішак · a2 білий пішак · b2 білий пішак · c2 білий слон · d2 білий кінь · f2 білий пішак · g2 білий пішак · a1 біла тура · c1 білий слон · d1 білий ферзь · e1 біла тура · g1 білий король | a8 чорна тура · c8 чорний слон · f8 чорна тура · g8 чорний король · e7 чорний слон · f7 чорний пішак · g7 чорний пішак · h7 чорний пішак · a6 чорний пішак · d6 чорний пішак · f6 чорний кінь · a5 чорний кінь · b5 чорний пішак · c5 чорний пішак · e5 чорний пішак · d4 білий пішак · e4 білий пішак · c3 білий пішак · f3 білий кінь · h3 білий пішак · a2 білий пішак · b2 білий пішак · c2 білий слон · d2 білий кінь · f2 білий пішак · g2 білий пішак · a1 біла тура · c1 білий слон · d1 білий ферзь · e1 біла тура · g1 білий король | a8 чорна тура · c8 чорний слон · f8 чорна тура · g8 чорний король · e7 чорний слон · f7 чорний пішак · g7 чорний пішак · h7 чорний пішак · a6 чорний пішак · d6 чорний пішак · f6 чорний кінь · a5 чорний кінь · b5 чорний пішак · c5 чорний пішак · e5 чорний пішак · d4 білий пішак · e4 білий пішак · c3 білий пішак · f3 білий кінь · h3 білий пішак · a2 білий пішак · b2 білий пішак · c2 білий слон · d2 білий кінь · f2 білий пішак · g2 білий пішак · a1 біла тура · c1 білий слон · d1 білий ферзь · e1 біла тура · g1 білий король | a8 чорна тура · c8 чорний слон · f8 чорна тура · g8 чорний король · e7 чорний слон · f7 чорний пішак · g7 чорний пішак · h7 чорний пішак · a6 чорний пішак · d6 чорний пішак · f6 чорний кінь · a5 чорний кінь · b5 чорний пішак · c5 чорний пішак · e5 чорний пішак · d4 білий пішак · e4 білий пішак · c3 білий пішак · f3 білий кінь · h3 білий пішак · a2 білий пішак · b2 білий пішак · c2 білий слон · d2 білий кінь · f2 білий пішак · g2 білий пішак · a1 біла тура · c1 білий слон · d1 білий ферзь · e1 біла тура · g1 білий король | a8 чорна тура · c8 чорний слон · f8 чорна тура · g8 чорний король · e7 чорний слон · f7 чорний пішак · g7 чорний пішак · h7 чорний пішак · a6 чорний пішак · d6 чорний пішак · f6 чорний кінь · a5 чорний кінь · b5 чорний пішак · c5 чорний пішак · e5 чорний пішак · d4 білий пішак · e4 білий пішак · c3 білий пішак · f3 білий кінь · h3 білий пішак · a2 білий пішак · b2 білий пішак · c2 білий слон · d2 білий кінь · f2 білий пішак · g2 білий пішак · a1 біла тура · c1 білий слон · d1 білий ферзь · e1 біла тура · g1 білий король | 5 |
| 4 | a8 чорна тура · c8 чорний слон · f8 чорна тура · g8 чорний король · e7 чорний слон · f7 чорний пішак · g7 чорний пішак · h7 чорний пішак · a6 чорний пішак · d6 чорний пішак · f6 чорний кінь · a5 чорний кінь · b5 чорний пішак · c5 чорний пішак · e5 чорний пішак · d4 білий пішак · e4 білий пішак · c3 білий пішак · f3 білий кінь · h3 білий пішак · a2 білий пішак · b2 білий пішак · c2 білий слон · d2 білий кінь · f2 білий пішак · g2 білий пішак · a1 біла тура · c1 білий слон · d1 білий ферзь · e1 біла тура · g1 білий король | a8 чорна тура · c8 чорний слон · f8 чорна тура · g8 чорний король · e7 чорний слон · f7 чорний пішак · g7 чорний пішак · h7 чорний пішак · a6 чорний пішак · d6 чорний пішак · f6 чорний кінь · a5 чорний кінь · b5 чорний пішак · c5 чорний пішак · e5 чорний пішак · d4 білий пішак · e4 білий пішак · c3 білий пішак · f3 білий кінь · h3 білий пішак · a2 білий пішак · b2 білий пішак · c2 білий слон · d2 білий кінь · f2 білий пішак · g2 білий пішак · a1 біла тура · c1 білий слон · d1 білий ферзь · e1 біла тура · g1 білий король | a8 чорна тура · c8 чорний слон · f8 чорна тура · g8 чорний король · e7 чорний слон · f7 чорний пішак · g7 чорний пішак · h7 чорний пішак · a6 чорний пішак · d6 чорний пішак · f6 чорний кінь · a5 чорний кінь · b5 чорний пішак · c5 чорний пішак · e5 чорний пішак · d4 білий пішак · e4 білий пішак · c3 білий пішак · f3 білий кінь · h3 білий пішак · a2 білий пішак · b2 білий пішак · c2 білий слон · d2 білий кінь · f2 білий пішак · g2 білий пішак · a1 біла тура · c1 білий слон · d1 білий ферзь · e1 біла тура · g1 білий король | a8 чорна тура · c8 чорний слон · f8 чорна тура · g8 чорний король · e7 чорний слон · f7 чорний пішак · g7 чорний пішак · h7 чорний пішак · a6 чорний пішак · d6 чорний пішак · f6 чорний кінь · a5 чорний кінь · b5 чорний пішак · c5 чорний пішак · e5 чорний пішак · d4 білий пішак · e4 білий пішак · c3 білий пішак · f3 білий кінь · h3 білий пішак · a2 білий пішак · b2 білий пішак · c2 білий слон · d2 білий кінь · f2 білий пішак · g2 білий пішак · a1 біла тура · c1 білий слон · d1 білий ферзь · e1 біла тура · g1 білий король | a8 чорна тура · c8 чорний слон · f8 чорна тура · g8 чорний король · e7 чорний слон · f7 чорний пішак · g7 чорний пішак · h7 чорний пішак · a6 чорний пішак · d6 чорний пішак · f6 чорний кінь · a5 чорний кінь · b5 чорний пішак · c5 чорний пішак · e5 чорний пішак · d4 білий пішак · e4 білий пішак · c3 білий пішак · f3 білий кінь · h3 білий пішак · a2 білий пішак · b2 білий пішак · c2 білий слон · d2 білий кінь · f2 білий пішак · g2 білий пішак · a1 біла тура · c1 білий слон · d1 білий ферзь · e1 біла тура · g1 білий король | a8 чорна тура · c8 чорний слон · f8 чорна тура · g8 чорний король · e7 чорний слон · f7 чорний пішак · g7 чорний пішак · h7 чорний пішак · a6 чорний пішак · d6 чорний пішак · f6 чорний кінь · a5 чорний кінь · b5 чорний пішак · c5 чорний пішак · e5 чорний пішак · d4 білий пішак · e4 білий пішак · c3 білий пішак · f3 білий кінь · h3 білий пішак · a2 білий пішак · b2 білий пішак · c2 білий слон · d2 білий кінь · f2 білий пішак · g2 білий пішак · a1 біла тура · c1 білий слон · d1 білий ферзь · e1 біла тура · g1 білий король | a8 чорна тура · c8 чорний слон · f8 чорна тура · g8 чорний король · e7 чорний слон · f7 чорний пішак · g7 чорний пішак · h7 чорний пішак · a6 чорний пішак · d6 чорний пішак · f6 чорний кінь · a5 чорний кінь · b5 чорний пішак · c5 чорний пішак · e5 чорний пішак · d4 білий пішак · e4 білий пішак · c3 білий пішак · f3 білий кінь · h3 білий пішак · a2 білий пішак · b2 білий пішак · c2 білий слон · d2 білий кінь · f2 білий пішак · g2 білий пішак · a1 біла тура · c1 білий слон · d1 білий ферзь · e1 біла тура · g1 білий король | a8 чорна тура · c8 чорний слон · f8 чорна тура · g8 чорний король · e7 чорний слон · f7 чорний пішак · g7 чорний пішак · h7 чорний пішак · a6 чорний пішак · d6 чорний пішак · f6 чорний кінь · a5 чорний кінь · b5 чорний пішак · c5 чорний пішак · e5 чорний пішак · d4 білий пішак · e4 білий пішак · c3 білий пішак · f3 білий кінь · h3 білий пішак · a2 білий пішак · b2 білий пішак · c2 білий слон · d2 білий кінь · f2 білий пішак · g2 білий пішак · a1 біла тура · c1 білий слон · d1 білий ферзь · e1 біла тура · g1 білий король | 4 |
| 3 | a8 чорна тура · c8 чорний слон · f8 чорна тура · g8 чорний король · e7 чорний слон · f7 чорний пішак · g7 чорний пішак · h7 чорний пішак · a6 чорний пішак · d6 чорний пішак · f6 чорний кінь · a5 чорний кінь · b5 чорний пішак · c5 чорний пішак · e5 чорний пішак · d4 білий пішак · e4 білий пішак · c3 білий пішак · f3 білий кінь · h3 білий пішак · a2 білий пішак · b2 білий пішак · c2 білий слон · d2 білий кінь · f2 білий пішак · g2 білий пішак · a1 біла тура · c1 білий слон · d1 білий ферзь · e1 біла тура · g1 білий король | a8 чорна тура · c8 чорний слон · f8 чорна тура · g8 чорний король · e7 чорний слон · f7 чорний пішак · g7 чорний пішак · h7 чорний пішак · a6 чорний пішак · d6 чорний пішак · f6 чорний кінь · a5 чорний кінь · b5 чорний пішак · c5 чорний пішак · e5 чорний пішак · d4 білий пішак · e4 білий пішак · c3 білий пішак · f3 білий кінь · h3 білий пішак · a2 білий пішак · b2 білий пішак · c2 білий слон · d2 білий кінь · f2 білий пішак · g2 білий пішак · a1 біла тура · c1 білий слон · d1 білий ферзь · e1 біла тура · g1 білий король | a8 чорна тура · c8 чорний слон · f8 чорна тура · g8 чорний король · e7 чорний слон · f7 чорний пішак · g7 чорний пішак · h7 чорний пішак · a6 чорний пішак · d6 чорний пішак · f6 чорний кінь · a5 чорний кінь · b5 чорний пішак · c5 чорний пішак · e5 чорний пішак · d4 білий пішак · e4 білий пішак · c3 білий пішак · f3 білий кінь · h3 білий пішак · a2 білий пішак · b2 білий пішак · c2 білий слон · d2 білий кінь · f2 білий пішак · g2 білий пішак · a1 біла тура · c1 білий слон · d1 білий ферзь · e1 біла тура · g1 білий король | a8 чорна тура · c8 чорний слон · f8 чорна тура · g8 чорний король · e7 чорний слон · f7 чорний пішак · g7 чорний пішак · h7 чорний пішак · a6 чорний пішак · d6 чорний пішак · f6 чорний кінь · a5 чорний кінь · b5 чорний пішак · c5 чорний пішак · e5 чорний пішак · d4 білий пішак · e4 білий пішак · c3 білий пішак · f3 білий кінь · h3 білий пішак · a2 білий пішак · b2 білий пішак · c2 білий слон · d2 білий кінь · f2 білий пішак · g2 білий пішак · a1 біла тура · c1 білий слон · d1 білий ферзь · e1 біла тура · g1 білий король | a8 чорна тура · c8 чорний слон · f8 чорна тура · g8 чорний король · e7 чорний слон · f7 чорний пішак · g7 чорний пішак · h7 чорний пішак · a6 чорний пішак · d6 чорний пішак · f6 чорний кінь · a5 чорний кінь · b5 чорний пішак · c5 чорний пішак · e5 чорний пішак · d4 білий пішак · e4 білий пішак · c3 білий пішак · f3 білий кінь · h3 білий пішак · a2 білий пішак · b2 білий пішак · c2 білий слон · d2 білий кінь · f2 білий пішак · g2 білий пішак · a1 біла тура · c1 білий слон · d1 білий ферзь · e1 біла тура · g1 білий король | a8 чорна тура · c8 чорний слон · f8 чорна тура · g8 чорний король · e7 чорний слон · f7 чорний пішак · g7 чорний пішак · h7 чорний пішак · a6 чорний пішак · d6 чорний пішак · f6 чорний кінь · a5 чорний кінь · b5 чорний пішак · c5 чорний пішак · e5 чорний пішак · d4 білий пішак · e4 білий пішак · c3 білий пішак · f3 білий кінь · h3 білий пішак · a2 білий пішак · b2 білий пішак · c2 білий слон · d2 білий кінь · f2 білий пішак · g2 білий пішак · a1 біла тура · c1 білий слон · d1 білий ферзь · e1 біла тура · g1 білий король | a8 чорна тура · c8 чорний слон · f8 чорна тура · g8 чорний король · e7 чорний слон · f7 чорний пішак · g7 чорний пішак · h7 чорний пішак · a6 чорний пішак · d6 чорний пішак · f6 чорний кінь · a5 чорний кінь · b5 чорний пішак · c5 чорний пішак · e5 чорний пішак · d4 білий пішак · e4 білий пішак · c3 білий пішак · f3 білий кінь · h3 білий пішак · a2 білий пішак · b2 білий пішак · c2 білий слон · d2 білий кінь · f2 білий пішак · g2 білий пішак · a1 біла тура · c1 білий слон · d1 білий ферзь · e1 біла тура · g1 білий король | a8 чорна тура · c8 чорний слон · f8 чорна тура · g8 чорний король · e7 чорний слон · f7 чорний пішак · g7 чорний пішак · h7 чорний пішак · a6 чорний пішак · d6 чорний пішак · f6 чорний кінь · a5 чорний кінь · b5 чорний пішак · c5 чорний пішак · e5 чорний пішак · d4 білий пішак · e4 білий пішак · c3 білий пішак · f3 білий кінь · h3 білий пішак · a2 білий пішак · b2 білий пішак · c2 білий слон · d2 білий кінь · f2 білий пішак · g2 білий пішак · a1 біла тура · c1 білий слон · d1 білий ферзь · e1 біла тура · g1 білий король | 3 |
| 2 | a8 чорна тура · c8 чорний слон · f8 чорна тура · g8 чорний король · e7 чорний слон · f7 чорний пішак · g7 чорний пішак · h7 чорний пішак · a6 чорний пішак · d6 чорний пішак · f6 чорний кінь · a5 чорний кінь · b5 чорний пішак · c5 чорний пішак · e5 чорний пішак · d4 білий пішак · e4 білий пішак · c3 білий пішак · f3 білий кінь · h3 білий пішак · a2 білий пішак · b2 білий пішак · c2 білий слон · d2 білий кінь · f2 білий пішак · g2 білий пішак · a1 біла тура · c1 білий слон · d1 білий ферзь · e1 біла тура · g1 білий король | a8 чорна тура · c8 чорний слон · f8 чорна тура · g8 чорний король · e7 чорний слон · f7 чорний пішак · g7 чорний пішак · h7 чорний пішак · a6 чорний пішак · d6 чорний пішак · f6 чорний кінь · a5 чорний кінь · b5 чорний пішак · c5 чорний пішак · e5 чорний пішак · d4 білий пішак · e4 білий пішак · c3 білий пішак · f3 білий кінь · h3 білий пішак · a2 білий пішак · b2 білий пішак · c2 білий слон · d2 білий кінь · f2 білий пішак · g2 білий пішак · a1 біла тура · c1 білий слон · d1 білий ферзь · e1 біла тура · g1 білий король | a8 чорна тура · c8 чорний слон · f8 чорна тура · g8 чорний король · e7 чорний слон · f7 чорний пішак · g7 чорний пішак · h7 чорний пішак · a6 чорний пішак · d6 чорний пішак · f6 чорний кінь · a5 чорний кінь · b5 чорний пішак · c5 чорний пішак · e5 чорний пішак · d4 білий пішак · e4 білий пішак · c3 білий пішак · f3 білий кінь · h3 білий пішак · a2 білий пішак · b2 білий пішак · c2 білий слон · d2 білий кінь · f2 білий пішак · g2 білий пішак · a1 біла тура · c1 білий слон · d1 білий ферзь · e1 біла тура · g1 білий король | a8 чорна тура · c8 чорний слон · f8 чорна тура · g8 чорний король · e7 чорний слон · f7 чорний пішак · g7 чорний пішак · h7 чорний пішак · a6 чорний пішак · d6 чорний пішак · f6 чорний кінь · a5 чорний кінь · b5 чорний пішак · c5 чорний пішак · e5 чорний пішак · d4 білий пішак · e4 білий пішак · c3 білий пішак · f3 білий кінь · h3 білий пішак · a2 білий пішак · b2 білий пішак · c2 білий слон · d2 білий кінь · f2 білий пішак · g2 білий пішак · a1 біла тура · c1 білий слон · d1 білий ферзь · e1 біла тура · g1 білий король | a8 чорна тура · c8 чорний слон · f8 чорна тура · g8 чорний король · e7 чорний слон · f7 чорний пішак · g7 чорний пішак · h7 чорний пішак · a6 чорний пішак · d6 чорний пішак · f6 чорний кінь · a5 чорний кінь · b5 чорний пішак · c5 чорний пішак · e5 чорний пішак · d4 білий пішак · e4 білий пішак · c3 білий пішак · f3 білий кінь · h3 білий пішак · a2 білий пішак · b2 білий пішак · c2 білий слон · d2 білий кінь · f2 білий пішак · g2 білий пішак · a1 біла тура · c1 білий слон · d1 білий ферзь · e1 біла тура · g1 білий король | a8 чорна тура · c8 чорний слон · f8 чорна тура · g8 чорний король · e7 чорний слон · f7 чорний пішак · g7 чорний пішак · h7 чорний пішак · a6 чорний пішак · d6 чорний пішак · f6 чорний кінь · a5 чорний кінь · b5 чорний пішак · c5 чорний пішак · e5 чорний пішак · d4 білий пішак · e4 білий пішак · c3 білий пішак · f3 білий кінь · h3 білий пішак · a2 білий пішак · b2 білий пішак · c2 білий слон · d2 білий кінь · f2 білий пішак · g2 білий пішак · a1 біла тура · c1 білий слон · d1 білий ферзь · e1 біла тура · g1 білий король | a8 чорна тура · c8 чорний слон · f8 чорна тура · g8 чорний король · e7 чорний слон · f7 чорний пішак · g7 чорний пішак · h7 чорний пішак · a6 чорний пішак · d6 чорний пішак · f6 чорний кінь · a5 чорний кінь · b5 чорний пішак · c5 чорний пішак · e5 чорний пішак · d4 білий пішак · e4 білий пішак · c3 білий пішак · f3 білий кінь · h3 білий пішак · a2 білий пішак · b2 білий пішак · c2 білий слон · d2 білий кінь · f2 білий пішак · g2 білий пішак · a1 біла тура · c1 білий слон · d1 білий ферзь · e1 біла тура · g1 білий король | a8 чорна тура · c8 чорний слон · f8 чорна тура · g8 чорний король · e7 чорний слон · f7 чорний пішак · g7 чорний пішак · h7 чорний пішак · a6 чорний пішак · d6 чорний пішак · f6 чорний кінь · a5 чорний кінь · b5 чорний пішак · c5 чорний пішак · e5 чорний пішак · d4 білий пішак · e4 білий пішак · c3 білий пішак · f3 білий кінь · h3 білий пішак · a2 білий пішак · b2 білий пішак · c2 білий слон · d2 білий кінь · f2 білий пішак · g2 білий пішак · a1 біла тура · c1 білий слон · d1 білий ферзь · e1 біла тура · g1 білий король | 2 |
| 1 | a8 чорна тура · c8 чорний слон · f8 чорна тура · g8 чорний король · e7 чорний слон · f7 чорний пішак · g7 чорний пішак · h7 чорний пішак · a6 чорний пішак · d6 чорний пішак · f6 чорний кінь · a5 чорний кінь · b5 чорний пішак · c5 чорний пішак · e5 чорний пішак · d4 білий пішак · e4 білий пішак · c3 білий пішак · f3 білий кінь · h3 білий пішак · a2 білий пішак · b2 білий пішак · c2 білий слон · d2 білий кінь · f2 білий пішак · g2 білий пішак · a1 біла тура · c1 білий слон · d1 білий ферзь · e1 біла тура · g1 білий король | a8 чорна тура · c8 чорний слон · f8 чорна тура · g8 чорний король · e7 чорний слон · f7 чорний пішак · g7 чорний пішак · h7 чорний пішак · a6 чорний пішак · d6 чорний пішак · f6 чорний кінь · a5 чорний кінь · b5 чорний пішак · c5 чорний пішак · e5 чорний пішак · d4 білий пішак · e4 білий пішак · c3 білий пішак · f3 білий кінь · h3 білий пішак · a2 білий пішак · b2 білий пішак · c2 білий слон · d2 білий кінь · f2 білий пішак · g2 білий пішак · a1 біла тура · c1 білий слон · d1 білий ферзь · e1 біла тура · g1 білий король | a8 чорна тура · c8 чорний слон · f8 чорна тура · g8 чорний король · e7 чорний слон · f7 чорний пішак · g7 чорний пішак · h7 чорний пішак · a6 чорний пішак · d6 чорний пішак · f6 чорний кінь · a5 чорний кінь · b5 чорний пішак · c5 чорний пішак · e5 чорний пішак · d4 білий пішак · e4 білий пішак · c3 білий пішак · f3 білий кінь · h3 білий пішак · a2 білий пішак · b2 білий пішак · c2 білий слон · d2 білий кінь · f2 білий пішак · g2 білий пішак · a1 біла тура · c1 білий слон · d1 білий ферзь · e1 біла тура · g1 білий король | a8 чорна тура · c8 чорний слон · f8 чорна тура · g8 чорний король · e7 чорний слон · f7 чорний пішак · g7 чорний пішак · h7 чорний пішак · a6 чорний пішак · d6 чорний пішак · f6 чорний кінь · a5 чорний кінь · b5 чорний пішак · c5 чорний пішак · e5 чорний пішак · d4 білий пішак · e4 білий пішак · c3 білий пішак · f3 білий кінь · h3 білий пішак · a2 білий пішак · b2 білий пішак · c2 білий слон · d2 білий кінь · f2 білий пішак · g2 білий пішак · a1 біла тура · c1 білий слон · d1 білий ферзь · e1 біла тура · g1 білий король | a8 чорна тура · c8 чорний слон · f8 чорна тура · g8 чорний король · e7 чорний слон · f7 чорний пішак · g7 чорний пішак · h7 чорний пішак · a6 чорний пішак · d6 чорний пішак · f6 чорний кінь · a5 чорний кінь · b5 чорний пішак · c5 чорний пішак · e5 чорний пішак · d4 білий пішак · e4 білий пішак · c3 білий пішак · f3 білий кінь · h3 білий пішак · a2 білий пішак · b2 білий пішак · c2 білий слон · d2 білий кінь · f2 білий пішак · g2 білий пішак · a1 біла тура · c1 білий слон · d1 білий ферзь · e1 біла тура · g1 білий король | a8 чорна тура · c8 чорний слон · f8 чорна тура · g8 чорний король · e7 чорний слон · f7 чорний пішак · g7 чорний пішак · h7 чорний пішак · a6 чорний пішак · d6 чорний пішак · f6 чорний кінь · a5 чорний кінь · b5 чорний пішак · c5 чорний пішак · e5 чорний пішак · d4 білий пішак · e4 білий пішак · c3 білий пішак · f3 білий кінь · h3 білий пішак · a2 білий пішак · b2 білий пішак · c2 білий слон · d2 білий кінь · f2 білий пішак · g2 білий пішак · a1 біла тура · c1 білий слон · d1 білий ферзь · e1 біла тура · g1 білий король | a8 чорна тура · c8 чорний слон · f8 чорна тура · g8 чорний король · e7 чорний слон · f7 чорний пішак · g7 чорний пішак · h7 чорний пішак · a6 чорний пішак · d6 чорний пішак · f6 чорний кінь · a5 чорний кінь · b5 чорний пішак · c5 чорний пішак · e5 чорний пішак · d4 білий пішак · e4 білий пішак · c3 білий пішак · f3 білий кінь · h3 білий пішак · a2 білий пішак · b2 білий пішак · c2 білий слон · d2 білий кінь · f2 білий пішак · g2 білий пішак · a1 біла тура · c1 білий слон · d1 білий ферзь · e1 біла тура · g1 білий король | a8 чорна тура · c8 чорний слон · f8 чорна тура · g8 чорний король · e7 чорний слон · f7 чорний пішак · g7 чорний пішак · h7 чорний пішак · a6 чорний пішак · d6 чорний пішак · f6 чорний кінь · a5 чорний кінь · b5 чорний пішак · c5 чорний пішак · e5 чорний пішак · d4 білий пішак · e4 білий пішак · c3 білий пішак · f3 білий кінь · h3 білий пішак · a2 білий пішак · b2 білий пішак · c2 білий слон · d2 білий кінь · f2 білий пішак · g2 білий пішак · a1 біла тура · c1 білий слон · d1 білий ферзь · e1 біла тура · g1 білий король | 1 |
|   | a | b | c | d | e | f | g | h |   |

Болеславський — Керес, Цюрих, 1953
На діаграмі центр напружений, гра приблизно рівна. Тяжко говорити про слабкості та переваги одної чи іншої сторони. Але гросмейстер Керес проводить прийом ліквідації всіх центральних пішаків, який і успішно проводить:
12. … Td8!
13. Kf1 d5
14. ed ed
15. cd K: d5
16. Фe2 Cb7
17. Kg3 cd
18. K: d4 (центр розчищений)
18. … g6
19. Ch6 Cf6
20. Kb3 Kc4
21. Ke4 C: b2 Чорні добилися матеріальної переваги.
22. Kbc5 C: a1
23. T: a1 f5!
24. K: b7 Ф: b7
25. Kc5 Фc6
26. Kd3 Kc3
27. Фe1 Фf6
28. f4 Ke4!
29. Kph2 Фc3
30. Фb1 Kd2
31. Фc1 T: d3!
32. C: d3 Ф: d3
33. Фc7 Kf3+! Білі здались

## Фігурний центр
|   | a | b | c | d | e | f | g | h |   |
| 8 | a8 чорна тура · b8 чорний кінь · c8 чорний слон · d8 чорний ферзь · f8 чорна тура · g8 чорний король · a7 чорний пішак · b7 чорний пішак · e7 чорний пішак · f7 чорний пішак · g7 чорний слон · h7 чорний пішак · g6 чорний пішак · d4 білий кінь · a3 білий слон · c3 білий пішак · g3 білий пішак · a2 білий пішак · e2 білий пішак · f2 білий пішак · g2 білий слон · h2 білий пішак · a1 біла тура · d1 білий ферзь · f1 біла тура · g1 білий король | a8 чорна тура · b8 чорний кінь · c8 чорний слон · d8 чорний ферзь · f8 чорна тура · g8 чорний король · a7 чорний пішак · b7 чорний пішак · e7 чорний пішак · f7 чорний пішак · g7 чорний слон · h7 чорний пішак · g6 чорний пішак · d4 білий кінь · a3 білий слон · c3 білий пішак · g3 білий пішак · a2 білий пішак · e2 білий пішак · f2 білий пішак · g2 білий слон · h2 білий пішак · a1 біла тура · d1 білий ферзь · f1 біла тура · g1 білий король | a8 чорна тура · b8 чорний кінь · c8 чорний слон · d8 чорний ферзь · f8 чорна тура · g8 чорний король · a7 чорний пішак · b7 чорний пішак · e7 чорний пішак · f7 чорний пішак · g7 чорний слон · h7 чорний пішак · g6 чорний пішак · d4 білий кінь · a3 білий слон · c3 білий пішак · g3 білий пішак · a2 білий пішак · e2 білий пішак · f2 білий пішак · g2 білий слон · h2 білий пішак · a1 біла тура · d1 білий ферзь · f1 біла тура · g1 білий король | a8 чорна тура · b8 чорний кінь · c8 чорний слон · d8 чорний ферзь · f8 чорна тура · g8 чорний король · a7 чорний пішак · b7 чорний пішак · e7 чорний пішак · f7 чорний пішак · g7 чорний слон · h7 чорний пішак · g6 чорний пішак · d4 білий кінь · a3 білий слон · c3 білий пішак · g3 білий пішак · a2 білий пішак · e2 білий пішак · f2 білий пішак · g2 білий слон · h2 білий пішак · a1 біла тура · d1 білий ферзь · f1 біла тура · g1 білий король | a8 чорна тура · b8 чорний кінь · c8 чорний слон · d8 чорний ферзь · f8 чорна тура · g8 чорний король · a7 чорний пішак · b7 чорний пішак · e7 чорний пішак · f7 чорний пішак · g7 чорний слон · h7 чорний пішак · g6 чорний пішак · d4 білий кінь · a3 білий слон · c3 білий пішак · g3 білий пішак · a2 білий пішак · e2 білий пішак · f2 білий пішак · g2 білий слон · h2 білий пішак · a1 біла тура · d1 білий ферзь · f1 біла тура · g1 білий король | a8 чорна тура · b8 чорний кінь · c8 чорний слон · d8 чорний ферзь · f8 чорна тура · g8 чорний король · a7 чорний пішак · b7 чорний пішак · e7 чорний пішак · f7 чорний пішак · g7 чорний слон · h7 чорний пішак · g6 чорний пішак · d4 білий кінь · a3 білий слон · c3 білий пішак · g3 білий пішак · a2 білий пішак · e2 білий пішак · f2 білий пішак · g2 білий слон · h2 білий пішак · a1 біла тура · d1 білий ферзь · f1 біла тура · g1 білий король | a8 чорна тура · b8 чорний кінь · c8 чорний слон · d8 чорний ферзь · f8 чорна тура · g8 чорний король · a7 чорний пішак · b7 чорний пішак · e7 чорний пішак · f7 чорний пішак · g7 чорний слон · h7 чорний пішак · g6 чорний пішак · d4 білий кінь · a3 білий слон · c3 білий пішак · g3 білий пішак · a2 білий пішак · e2 білий пішак · f2 білий пішак · g2 білий слон · h2 білий пішак · a1 біла тура · d1 білий ферзь · f1 біла тура · g1 білий король | a8 чорна тура · b8 чорний кінь · c8 чорний слон · d8 чорний ферзь · f8 чорна тура · g8 чорний король · a7 чорний пішак · b7 чорний пішак · e7 чорний пішак · f7 чорний пішак · g7 чорний слон · h7 чорний пішак · g6 чорний пішак · d4 білий кінь · a3 білий слон · c3 білий пішак · g3 білий пішак · a2 білий пішак · e2 білий пішак · f2 білий пішак · g2 білий слон · h2 білий пішак · a1 біла тура · d1 білий ферзь · f1 біла тура · g1 білий король | 8 |
| 7 | a8 чорна тура · b8 чорний кінь · c8 чорний слон · d8 чорний ферзь · f8 чорна тура · g8 чорний король · a7 чорний пішак · b7 чорний пішак · e7 чорний пішак · f7 чорний пішак · g7 чорний слон · h7 чорний пішак · g6 чорний пішак · d4 білий кінь · a3 білий слон · c3 білий пішак · g3 білий пішак · a2 білий пішак · e2 білий пішак · f2 білий пішак · g2 білий слон · h2 білий пішак · a1 біла тура · d1 білий ферзь · f1 біла тура · g1 білий король | a8 чорна тура · b8 чорний кінь · c8 чорний слон · d8 чорний ферзь · f8 чорна тура · g8 чорний король · a7 чорний пішак · b7 чорний пішак · e7 чорний пішак · f7 чорний пішак · g7 чорний слон · h7 чорний пішак · g6 чорний пішак · d4 білий кінь · a3 білий слон · c3 білий пішак · g3 білий пішак · a2 білий пішак · e2 білий пішак · f2 білий пішак · g2 білий слон · h2 білий пішак · a1 біла тура · d1 білий ферзь · f1 біла тура · g1 білий король | a8 чорна тура · b8 чорний кінь · c8 чорний слон · d8 чорний ферзь · f8 чорна тура · g8 чорний король · a7 чорний пішак · b7 чорний пішак · e7 чорний пішак · f7 чорний пішак · g7 чорний слон · h7 чорний пішак · g6 чорний пішак · d4 білий кінь · a3 білий слон · c3 білий пішак · g3 білий пішак · a2 білий пішак · e2 білий пішак · f2 білий пішак · g2 білий слон · h2 білий пішак · a1 біла тура · d1 білий ферзь · f1 біла тура · g1 білий король | a8 чорна тура · b8 чорний кінь · c8 чорний слон · d8 чорний ферзь · f8 чорна тура · g8 чорний король · a7 чорний пішак · b7 чорний пішак · e7 чорний пішак · f7 чорний пішак · g7 чорний слон · h7 чорний пішак · g6 чорний пішак · d4 білий кінь · a3 білий слон · c3 білий пішак · g3 білий пішак · a2 білий пішак · e2 білий пішак · f2 білий пішак · g2 білий слон · h2 білий пішак · a1 біла тура · d1 білий ферзь · f1 біла тура · g1 білий король | a8 чорна тура · b8 чорний кінь · c8 чорний слон · d8 чорний ферзь · f8 чорна тура · g8 чорний король · a7 чорний пішак · b7 чорний пішак · e7 чорний пішак · f7 чорний пішак · g7 чорний слон · h7 чорний пішак · g6 чорний пішак · d4 білий кінь · a3 білий слон · c3 білий пішак · g3 білий пішак · a2 білий пішак · e2 білий пішак · f2 білий пішак · g2 білий слон · h2 білий пішак · a1 біла тура · d1 білий ферзь · f1 біла тура · g1 білий король | a8 чорна тура · b8 чорний кінь · c8 чорний слон · d8 чорний ферзь · f8 чорна тура · g8 чорний король · a7 чорний пішак · b7 чорний пішак · e7 чорний пішак · f7 чорний пішак · g7 чорний слон · h7 чорний пішак · g6 чорний пішак · d4 білий кінь · a3 білий слон · c3 білий пішак · g3 білий пішак · a2 білий пішак · e2 білий пішак · f2 білий пішак · g2 білий слон · h2 білий пішак · a1 біла тура · d1 білий ферзь · f1 біла тура · g1 білий король | a8 чорна тура · b8 чорний кінь · c8 чорний слон · d8 чорний ферзь · f8 чорна тура · g8 чорний король · a7 чорний пішак · b7 чорний пішак · e7 чорний пішак · f7 чорний пішак · g7 чорний слон · h7 чорний пішак · g6 чорний пішак · d4 білий кінь · a3 білий слон · c3 білий пішак · g3 білий пішак · a2 білий пішак · e2 білий пішак · f2 білий пішак · g2 білий слон · h2 білий пішак · a1 біла тура · d1 білий ферзь · f1 біла тура · g1 білий король | a8 чорна тура · b8 чорний кінь · c8 чорний слон · d8 чорний ферзь · f8 чорна тура · g8 чорний король · a7 чорний пішак · b7 чорний пішак · e7 чорний пішак · f7 чорний пішак · g7 чорний слон · h7 чорний пішак · g6 чорний пішак · d4 білий кінь · a3 білий слон · c3 білий пішак · g3 білий пішак · a2 білий пішак · e2 білий пішак · f2 білий пішак · g2 білий слон · h2 білий пішак · a1 біла тура · d1 білий ферзь · f1 біла тура · g1 білий король | 7 |
| 6 | a8 чорна тура · b8 чорний кінь · c8 чорний слон · d8 чорний ферзь · f8 чорна тура · g8 чорний король · a7 чорний пішак · b7 чорний пішак · e7 чорний пішак · f7 чорний пішак · g7 чорний слон · h7 чорний пішак · g6 чорний пішак · d4 білий кінь · a3 білий слон · c3 білий пішак · g3 білий пішак · a2 білий пішак · e2 білий пішак · f2 білий пішак · g2 білий слон · h2 білий пішак · a1 біла тура · d1 білий ферзь · f1 біла тура · g1 білий король | a8 чорна тура · b8 чорний кінь · c8 чорний слон · d8 чорний ферзь · f8 чорна тура · g8 чорний король · a7 чорний пішак · b7 чорний пішак · e7 чорний пішак · f7 чорний пішак · g7 чорний слон · h7 чорний пішак · g6 чорний пішак · d4 білий кінь · a3 білий слон · c3 білий пішак · g3 білий пішак · a2 білий пішак · e2 білий пішак · f2 білий пішак · g2 білий слон · h2 білий пішак · a1 біла тура · d1 білий ферзь · f1 біла тура · g1 білий король | a8 чорна тура · b8 чорний кінь · c8 чорний слон · d8 чорний ферзь · f8 чорна тура · g8 чорний король · a7 чорний пішак · b7 чорний пішак · e7 чорний пішак · f7 чорний пішак · g7 чорний слон · h7 чорний пішак · g6 чорний пішак · d4 білий кінь · a3 білий слон · c3 білий пішак · g3 білий пішак · a2 білий пішак · e2 білий пішак · f2 білий пішак · g2 білий слон · h2 білий пішак · a1 біла тура · d1 білий ферзь · f1 біла тура · g1 білий король | a8 чорна тура · b8 чорний кінь · c8 чорний слон · d8 чорний ферзь · f8 чорна тура · g8 чорний король · a7 чорний пішак · b7 чорний пішак · e7 чорний пішак · f7 чорний пішак · g7 чорний слон · h7 чорний пішак · g6 чорний пішак · d4 білий кінь · a3 білий слон · c3 білий пішак · g3 білий пішак · a2 білий пішак · e2 білий пішак · f2 білий пішак · g2 білий слон · h2 білий пішак · a1 біла тура · d1 білий ферзь · f1 біла тура · g1 білий король | a8 чорна тура · b8 чорний кінь · c8 чорний слон · d8 чорний ферзь · f8 чорна тура · g8 чорний король · a7 чорний пішак · b7 чорний пішак · e7 чорний пішак · f7 чорний пішак · g7 чорний слон · h7 чорний пішак · g6 чорний пішак · d4 білий кінь · a3 білий слон · c3 білий пішак · g3 білий пішак · a2 білий пішак · e2 білий пішак · f2 білий пішак · g2 білий слон · h2 білий пішак · a1 біла тура · d1 білий ферзь · f1 біла тура · g1 білий король | a8 чорна тура · b8 чорний кінь · c8 чорний слон · d8 чорний ферзь · f8 чорна тура · g8 чорний король · a7 чорний пішак · b7 чорний пішак · e7 чорний пішак · f7 чорний пішак · g7 чорний слон · h7 чорний пішак · g6 чорний пішак · d4 білий кінь · a3 білий слон · c3 білий пішак · g3 білий пішак · a2 білий пішак · e2 білий пішак · f2 білий пішак · g2 білий слон · h2 білий пішак · a1 біла тура · d1 білий ферзь · f1 біла тура · g1 білий король | a8 чорна тура · b8 чорний кінь · c8 чорний слон · d8 чорний ферзь · f8 чорна тура · g8 чорний король · a7 чорний пішак · b7 чорний пішак · e7 чорний пішак · f7 чорний пішак · g7 чорний слон · h7 чорний пішак · g6 чорний пішак · d4 білий кінь · a3 білий слон · c3 білий пішак · g3 білий пішак · a2 білий пішак · e2 білий пішак · f2 білий пішак · g2 білий слон · h2 білий пішак · a1 біла тура · d1 білий ферзь · f1 біла тура · g1 білий король | a8 чорна тура · b8 чорний кінь · c8 чорний слон · d8 чорний ферзь · f8 чорна тура · g8 чорний король · a7 чорний пішак · b7 чорний пішак · e7 чорний пішак · f7 чорний пішак · g7 чорний слон · h7 чорний пішак · g6 чорний пішак · d4 білий кінь · a3 білий слон · c3 білий пішак · g3 білий пішак · a2 білий пішак · e2 білий пішак · f2 білий пішак · g2 білий слон · h2 білий пішак · a1 біла тура · d1 білий ферзь · f1 біла тура · g1 білий король | 6 |
| 5 | a8 чорна тура · b8 чорний кінь · c8 чорний слон · d8 чорний ферзь · f8 чорна тура · g8 чорний король · a7 чорний пішак · b7 чорний пішак · e7 чорний пішак · f7 чорний пішак · g7 чорний слон · h7 чорний пішак · g6 чорний пішак · d4 білий кінь · a3 білий слон · c3 білий пішак · g3 білий пішак · a2 білий пішак · e2 білий пішак · f2 білий пішак · g2 білий слон · h2 білий пішак · a1 біла тура · d1 білий ферзь · f1 біла тура · g1 білий король | a8 чорна тура · b8 чорний кінь · c8 чорний слон · d8 чорний ферзь · f8 чорна тура · g8 чорний король · a7 чорний пішак · b7 чорний пішак · e7 чорний пішак · f7 чорний пішак · g7 чорний слон · h7 чорний пішак · g6 чорний пішак · d4 білий кінь · a3 білий слон · c3 білий пішак · g3 білий пішак · a2 білий пішак · e2 білий пішак · f2 білий пішак · g2 білий слон · h2 білий пішак · a1 біла тура · d1 білий ферзь · f1 біла тура · g1 білий король | a8 чорна тура · b8 чорний кінь · c8 чорний слон · d8 чорний ферзь · f8 чорна тура · g8 чорний король · a7 чорний пішак · b7 чорний пішак · e7 чорний пішак · f7 чорний пішак · g7 чорний слон · h7 чорний пішак · g6 чорний пішак · d4 білий кінь · a3 білий слон · c3 білий пішак · g3 білий пішак · a2 білий пішак · e2 білий пішак · f2 білий пішак · g2 білий слон · h2 білий пішак · a1 біла тура · d1 білий ферзь · f1 біла тура · g1 білий король | a8 чорна тура · b8 чорний кінь · c8 чорний слон · d8 чорний ферзь · f8 чорна тура · g8 чорний король · a7 чорний пішак · b7 чорний пішак · e7 чорний пішак · f7 чорний пішак · g7 чорний слон · h7 чорний пішак · g6 чорний пішак · d4 білий кінь · a3 білий слон · c3 білий пішак · g3 білий пішак · a2 білий пішак · e2 білий пішак · f2 білий пішак · g2 білий слон · h2 білий пішак · a1 біла тура · d1 білий ферзь · f1 біла тура · g1 білий король | a8 чорна тура · b8 чорний кінь · c8 чорний слон · d8 чорний ферзь · f8 чорна тура · g8 чорний король · a7 чорний пішак · b7 чорний пішак · e7 чорний пішак · f7 чорний пішак · g7 чорний слон · h7 чорний пішак · g6 чорний пішак · d4 білий кінь · a3 білий слон · c3 білий пішак · g3 білий пішак · a2 білий пішак · e2 білий пішак · f2 білий пішак · g2 білий слон · h2 білий пішак · a1 біла тура · d1 білий ферзь · f1 біла тура · g1 білий король | a8 чорна тура · b8 чорний кінь · c8 чорний слон · d8 чорний ферзь · f8 чорна тура · g8 чорний король · a7 чорний пішак · b7 чорний пішак · e7 чорний пішак · f7 чорний пішак · g7 чорний слон · h7 чорний пішак · g6 чорний пішак · d4 білий кінь · a3 білий слон · c3 білий пішак · g3 білий пішак · a2 білий пішак · e2 білий пішак · f2 білий пішак · g2 білий слон · h2 білий пішак · a1 біла тура · d1 білий ферзь · f1 біла тура · g1 білий король | a8 чорна тура · b8 чорний кінь · c8 чорний слон · d8 чорний ферзь · f8 чорна тура · g8 чорний король · a7 чорний пішак · b7 чорний пішак · e7 чорний пішак · f7 чорний пішак · g7 чорний слон · h7 чорний пішак · g6 чорний пішак · d4 білий кінь · a3 білий слон · c3 білий пішак · g3 білий пішак · a2 білий пішак · e2 білий пішак · f2 білий пішак · g2 білий слон · h2 білий пішак · a1 біла тура · d1 білий ферзь · f1 біла тура · g1 білий король | a8 чорна тура · b8 чорний кінь · c8 чорний слон · d8 чорний ферзь · f8 чорна тура · g8 чорний король · a7 чорний пішак · b7 чорний пішак · e7 чорний пішак · f7 чорний пішак · g7 чорний слон · h7 чорний пішак · g6 чорний пішак · d4 білий кінь · a3 білий слон · c3 білий пішак · g3 білий пішак · a2 білий пішак · e2 білий пішак · f2 білий пішак · g2 білий слон · h2 білий пішак · a1 біла тура · d1 білий ферзь · f1 біла тура · g1 білий король | 5 |
| 4 | a8 чорна тура · b8 чорний кінь · c8 чорний слон · d8 чорний ферзь · f8 чорна тура · g8 чорний король · a7 чорний пішак · b7 чорний пішак · e7 чорний пішак · f7 чорний пішак · g7 чорний слон · h7 чорний пішак · g6 чорний пішак · d4 білий кінь · a3 білий слон · c3 білий пішак · g3 білий пішак · a2 білий пішак · e2 білий пішак · f2 білий пішак · g2 білий слон · h2 білий пішак · a1 біла тура · d1 білий ферзь · f1 біла тура · g1 білий король | a8 чорна тура · b8 чорний кінь · c8 чорний слон · d8 чорний ферзь · f8 чорна тура · g8 чорний король · a7 чорний пішак · b7 чорний пішак · e7 чорний пішак · f7 чорний пішак · g7 чорний слон · h7 чорний пішак · g6 чорний пішак · d4 білий кінь · a3 білий слон · c3 білий пішак · g3 білий пішак · a2 білий пішак · e2 білий пішак · f2 білий пішак · g2 білий слон · h2 білий пішак · a1 біла тура · d1 білий ферзь · f1 біла тура · g1 білий король | a8 чорна тура · b8 чорний кінь · c8 чорний слон · d8 чорний ферзь · f8 чорна тура · g8 чорний король · a7 чорний пішак · b7 чорний пішак · e7 чорний пішак · f7 чорний пішак · g7 чорний слон · h7 чорний пішак · g6 чорний пішак · d4 білий кінь · a3 білий слон · c3 білий пішак · g3 білий пішак · a2 білий пішак · e2 білий пішак · f2 білий пішак · g2 білий слон · h2 білий пішак · a1 біла тура · d1 білий ферзь · f1 біла тура · g1 білий король | a8 чорна тура · b8 чорний кінь · c8 чорний слон · d8 чорний ферзь · f8 чорна тура · g8 чорний король · a7 чорний пішак · b7 чорний пішак · e7 чорний пішак · f7 чорний пішак · g7 чорний слон · h7 чорний пішак · g6 чорний пішак · d4 білий кінь · a3 білий слон · c3 білий пішак · g3 білий пішак · a2 білий пішак · e2 білий пішак · f2 білий пішак · g2 білий слон · h2 білий пішак · a1 біла тура · d1 білий ферзь · f1 біла тура · g1 білий король | a8 чорна тура · b8 чорний кінь · c8 чорний слон · d8 чорний ферзь · f8 чорна тура · g8 чорний король · a7 чорний пішак · b7 чорний пішак · e7 чорний пішак · f7 чорний пішак · g7 чорний слон · h7 чорний пішак · g6 чорний пішак · d4 білий кінь · a3 білий слон · c3 білий пішак · g3 білий пішак · a2 білий пішак · e2 білий пішак · f2 білий пішак · g2 білий слон · h2 білий пішак · a1 біла тура · d1 білий ферзь · f1 біла тура · g1 білий король | a8 чорна тура · b8 чорний кінь · c8 чорний слон · d8 чорний ферзь · f8 чорна тура · g8 чорний король · a7 чорний пішак · b7 чорний пішак · e7 чорний пішак · f7 чорний пішак · g7 чорний слон · h7 чорний пішак · g6 чорний пішак · d4 білий кінь · a3 білий слон · c3 білий пішак · g3 білий пішак · a2 білий пішак · e2 білий пішак · f2 білий пішак · g2 білий слон · h2 білий пішак · a1 біла тура · d1 білий ферзь · f1 біла тура · g1 білий король | a8 чорна тура · b8 чорний кінь · c8 чорний слон · d8 чорний ферзь · f8 чорна тура · g8 чорний король · a7 чорний пішак · b7 чорний пішак · e7 чорний пішак · f7 чорний пішак · g7 чорний слон · h7 чорний пішак · g6 чорний пішак · d4 білий кінь · a3 білий слон · c3 білий пішак · g3 білий пішак · a2 білий пішак · e2 білий пішак · f2 білий пішак · g2 білий слон · h2 білий пішак · a1 біла тура · d1 білий ферзь · f1 біла тура · g1 білий король | a8 чорна тура · b8 чорний кінь · c8 чорний слон · d8 чорний ферзь · f8 чорна тура · g8 чорний король · a7 чорний пішак · b7 чорний пішак · e7 чорний пішак · f7 чорний пішак · g7 чорний слон · h7 чорний пішак · g6 чорний пішак · d4 білий кінь · a3 білий слон · c3 білий пішак · g3 білий пішак · a2 білий пішак · e2 білий пішак · f2 білий пішак · g2 білий слон · h2 білий пішак · a1 біла тура · d1 білий ферзь · f1 біла тура · g1 білий король | 4 |
| 3 | a8 чорна тура · b8 чорний кінь · c8 чорний слон · d8 чорний ферзь · f8 чорна тура · g8 чорний король · a7 чорний пішак · b7 чорний пішак · e7 чорний пішак · f7 чорний пішак · g7 чорний слон · h7 чорний пішак · g6 чорний пішак · d4 білий кінь · a3 білий слон · c3 білий пішак · g3 білий пішак · a2 білий пішак · e2 білий пішак · f2 білий пішак · g2 білий слон · h2 білий пішак · a1 біла тура · d1 білий ферзь · f1 біла тура · g1 білий король | a8 чорна тура · b8 чорний кінь · c8 чорний слон · d8 чорний ферзь · f8 чорна тура · g8 чорний король · a7 чорний пішак · b7 чорний пішак · e7 чорний пішак · f7 чорний пішак · g7 чорний слон · h7 чорний пішак · g6 чорний пішак · d4 білий кінь · a3 білий слон · c3 білий пішак · g3 білий пішак · a2 білий пішак · e2 білий пішак · f2 білий пішак · g2 білий слон · h2 білий пішак · a1 біла тура · d1 білий ферзь · f1 біла тура · g1 білий король | a8 чорна тура · b8 чорний кінь · c8 чорний слон · d8 чорний ферзь · f8 чорна тура · g8 чорний король · a7 чорний пішак · b7 чорний пішак · e7 чорний пішак · f7 чорний пішак · g7 чорний слон · h7 чорний пішак · g6 чорний пішак · d4 білий кінь · a3 білий слон · c3 білий пішак · g3 білий пішак · a2 білий пішак · e2 білий пішак · f2 білий пішак · g2 білий слон · h2 білий пішак · a1 біла тура · d1 білий ферзь · f1 біла тура · g1 білий король | a8 чорна тура · b8 чорний кінь · c8 чорний слон · d8 чорний ферзь · f8 чорна тура · g8 чорний король · a7 чорний пішак · b7 чорний пішак · e7 чорний пішак · f7 чорний пішак · g7 чорний слон · h7 чорний пішак · g6 чорний пішак · d4 білий кінь · a3 білий слон · c3 білий пішак · g3 білий пішак · a2 білий пішак · e2 білий пішак · f2 білий пішак · g2 білий слон · h2 білий пішак · a1 біла тура · d1 білий ферзь · f1 біла тура · g1 білий король | a8 чорна тура · b8 чорний кінь · c8 чорний слон · d8 чорний ферзь · f8 чорна тура · g8 чорний король · a7 чорний пішак · b7 чорний пішак · e7 чорний пішак · f7 чорний пішак · g7 чорний слон · h7 чорний пішак · g6 чорний пішак · d4 білий кінь · a3 білий слон · c3 білий пішак · g3 білий пішак · a2 білий пішак · e2 білий пішак · f2 білий пішак · g2 білий слон · h2 білий пішак · a1 біла тура · d1 білий ферзь · f1 біла тура · g1 білий король | a8 чорна тура · b8 чорний кінь · c8 чорний слон · d8 чорний ферзь · f8 чорна тура · g8 чорний король · a7 чорний пішак · b7 чорний пішак · e7 чорний пішак · f7 чорний пішак · g7 чорний слон · h7 чорний пішак · g6 чорний пішак · d4 білий кінь · a3 білий слон · c3 білий пішак · g3 білий пішак · a2 білий пішак · e2 білий пішак · f2 білий пішак · g2 білий слон · h2 білий пішак · a1 біла тура · d1 білий ферзь · f1 біла тура · g1 білий король | a8 чорна тура · b8 чорний кінь · c8 чорний слон · d8 чорний ферзь · f8 чорна тура · g8 чорний король · a7 чорний пішак · b7 чорний пішак · e7 чорний пішак · f7 чорний пішак · g7 чорний слон · h7 чорний пішак · g6 чорний пішак · d4 білий кінь · a3 білий слон · c3 білий пішак · g3 білий пішак · a2 білий пішак · e2 білий пішак · f2 білий пішак · g2 білий слон · h2 білий пішак · a1 біла тура · d1 білий ферзь · f1 біла тура · g1 білий король | a8 чорна тура · b8 чорний кінь · c8 чорний слон · d8 чорний ферзь · f8 чорна тура · g8 чорний король · a7 чорний пішак · b7 чорний пішак · e7 чорний пішак · f7 чорний пішак · g7 чорний слон · h7 чорний пішак · g6 чорний пішак · d4 білий кінь · a3 білий слон · c3 білий пішак · g3 білий пішак · a2 білий пішак · e2 білий пішак · f2 білий пішак · g2 білий слон · h2 білий пішак · a1 біла тура · d1 білий ферзь · f1 біла тура · g1 білий король | 3 |
| 2 | a8 чорна тура · b8 чорний кінь · c8 чорний слон · d8 чорний ферзь · f8 чорна тура · g8 чорний король · a7 чорний пішак · b7 чорний пішак · e7 чорний пішак · f7 чорний пішак · g7 чорний слон · h7 чорний пішак · g6 чорний пішак · d4 білий кінь · a3 білий слон · c3 білий пішак · g3 білий пішак · a2 білий пішак · e2 білий пішак · f2 білий пішак · g2 білий слон · h2 білий пішак · a1 біла тура · d1 білий ферзь · f1 біла тура · g1 білий король | a8 чорна тура · b8 чорний кінь · c8 чорний слон · d8 чорний ферзь · f8 чорна тура · g8 чорний король · a7 чорний пішак · b7 чорний пішак · e7 чорний пішак · f7 чорний пішак · g7 чорний слон · h7 чорний пішак · g6 чорний пішак · d4 білий кінь · a3 білий слон · c3 білий пішак · g3 білий пішак · a2 білий пішак · e2 білий пішак · f2 білий пішак · g2 білий слон · h2 білий пішак · a1 біла тура · d1 білий ферзь · f1 біла тура · g1 білий король | a8 чорна тура · b8 чорний кінь · c8 чорний слон · d8 чорний ферзь · f8 чорна тура · g8 чорний король · a7 чорний пішак · b7 чорний пішак · e7 чорний пішак · f7 чорний пішак · g7 чорний слон · h7 чорний пішак · g6 чорний пішак · d4 білий кінь · a3 білий слон · c3 білий пішак · g3 білий пішак · a2 білий пішак · e2 білий пішак · f2 білий пішак · g2 білий слон · h2 білий пішак · a1 біла тура · d1 білий ферзь · f1 біла тура · g1 білий король | a8 чорна тура · b8 чорний кінь · c8 чорний слон · d8 чорний ферзь · f8 чорна тура · g8 чорний король · a7 чорний пішак · b7 чорний пішак · e7 чорний пішак · f7 чорний пішак · g7 чорний слон · h7 чорний пішак · g6 чорний пішак · d4 білий кінь · a3 білий слон · c3 білий пішак · g3 білий пішак · a2 білий пішак · e2 білий пішак · f2 білий пішак · g2 білий слон · h2 білий пішак · a1 біла тура · d1 білий ферзь · f1 біла тура · g1 білий король | a8 чорна тура · b8 чорний кінь · c8 чорний слон · d8 чорний ферзь · f8 чорна тура · g8 чорний король · a7 чорний пішак · b7 чорний пішак · e7 чорний пішак · f7 чорний пішак · g7 чорний слон · h7 чорний пішак · g6 чорний пішак · d4 білий кінь · a3 білий слон · c3 білий пішак · g3 білий пішак · a2 білий пішак · e2 білий пішак · f2 білий пішак · g2 білий слон · h2 білий пішак · a1 біла тура · d1 білий ферзь · f1 біла тура · g1 білий король | a8 чорна тура · b8 чорний кінь · c8 чорний слон · d8 чорний ферзь · f8 чорна тура · g8 чорний король · a7 чорний пішак · b7 чорний пішак · e7 чорний пішак · f7 чорний пішак · g7 чорний слон · h7 чорний пішак · g6 чорний пішак · d4 білий кінь · a3 білий слон · c3 білий пішак · g3 білий пішак · a2 білий пішак · e2 білий пішак · f2 білий пішак · g2 білий слон · h2 білий пішак · a1 біла тура · d1 білий ферзь · f1 біла тура · g1 білий король | a8 чорна тура · b8 чорний кінь · c8 чорний слон · d8 чорний ферзь · f8 чорна тура · g8 чорний король · a7 чорний пішак · b7 чорний пішак · e7 чорний пішак · f7 чорний пішак · g7 чорний слон · h7 чорний пішак · g6 чорний пішак · d4 білий кінь · a3 білий слон · c3 білий пішак · g3 білий пішак · a2 білий пішак · e2 білий пішак · f2 білий пішак · g2 білий слон · h2 білий пішак · a1 біла тура · d1 білий ферзь · f1 біла тура · g1 білий король | a8 чорна тура · b8 чорний кінь · c8 чорний слон · d8 чорний ферзь · f8 чорна тура · g8 чорний король · a7 чорний пішак · b7 чорний пішак · e7 чорний пішак · f7 чорний пішак · g7 чорний слон · h7 чорний пішак · g6 чорний пішак · d4 білий кінь · a3 білий слон · c3 білий пішак · g3 білий пішак · a2 білий пішак · e2 білий пішак · f2 білий пішак · g2 білий слон · h2 білий пішак · a1 біла тура · d1 білий ферзь · f1 біла тура · g1 білий король | 2 |
| 1 | a8 чорна тура · b8 чорний кінь · c8 чорний слон · d8 чорний ферзь · f8 чорна тура · g8 чорний король · a7 чорний пішак · b7 чорний пішак · e7 чорний пішак · f7 чорний пішак · g7 чорний слон · h7 чорний пішак · g6 чорний пішак · d4 білий кінь · a3 білий слон · c3 білий пішак · g3 білий пішак · a2 білий пішак · e2 білий пішак · f2 білий пішак · g2 білий слон · h2 білий пішак · a1 біла тура · d1 білий ферзь · f1 біла тура · g1 білий король | a8 чорна тура · b8 чорний кінь · c8 чорний слон · d8 чорний ферзь · f8 чорна тура · g8 чорний король · a7 чорний пішак · b7 чорний пішак · e7 чорний пішак · f7 чорний пішак · g7 чорний слон · h7 чорний пішак · g6 чорний пішак · d4 білий кінь · a3 білий слон · c3 білий пішак · g3 білий пішак · a2 білий пішак · e2 білий пішак · f2 білий пішак · g2 білий слон · h2 білий пішак · a1 біла тура · d1 білий ферзь · f1 біла тура · g1 білий король | a8 чорна тура · b8 чорний кінь · c8 чорний слон · d8 чорний ферзь · f8 чорна тура · g8 чорний король · a7 чорний пішак · b7 чорний пішак · e7 чорний пішак · f7 чорний пішак · g7 чорний слон · h7 чорний пішак · g6 чорний пішак · d4 білий кінь · a3 білий слон · c3 білий пішак · g3 білий пішак · a2 білий пішак · e2 білий пішак · f2 білий пішак · g2 білий слон · h2 білий пішак · a1 біла тура · d1 білий ферзь · f1 біла тура · g1 білий король | a8 чорна тура · b8 чорний кінь · c8 чорний слон · d8 чорний ферзь · f8 чорна тура · g8 чорний король · a7 чорний пішак · b7 чорний пішак · e7 чорний пішак · f7 чорний пішак · g7 чорний слон · h7 чорний пішак · g6 чорний пішак · d4 білий кінь · a3 білий слон · c3 білий пішак · g3 білий пішак · a2 білий пішак · e2 білий пішак · f2 білий пішак · g2 білий слон · h2 білий пішак · a1 біла тура · d1 білий ферзь · f1 біла тура · g1 білий король | a8 чорна тура · b8 чорний кінь · c8 чорний слон · d8 чорний ферзь · f8 чорна тура · g8 чорний король · a7 чорний пішак · b7 чорний пішак · e7 чорний пішак · f7 чорний пішак · g7 чорний слон · h7 чорний пішак · g6 чорний пішак · d4 білий кінь · a3 білий слон · c3 білий пішак · g3 білий пішак · a2 білий пішак · e2 білий пішак · f2 білий пішак · g2 білий слон · h2 білий пішак · a1 біла тура · d1 білий ферзь · f1 біла тура · g1 білий король | a8 чорна тура · b8 чорний кінь · c8 чорний слон · d8 чорний ферзь · f8 чорна тура · g8 чорний король · a7 чорний пішак · b7 чорний пішак · e7 чорний пішак · f7 чорний пішак · g7 чорний слон · h7 чорний пішак · g6 чорний пішак · d4 білий кінь · a3 білий слон · c3 білий пішак · g3 білий пішак · a2 білий пішак · e2 білий пішак · f2 білий пішак · g2 білий слон · h2 білий пішак · a1 біла тура · d1 білий ферзь · f1 біла тура · g1 білий король | a8 чорна тура · b8 чорний кінь · c8 чорний слон · d8 чорний ферзь · f8 чорна тура · g8 чорний король · a7 чорний пішак · b7 чорний пішак · e7 чорний пішак · f7 чорний пішак · g7 чорний слон · h7 чорний пішак · g6 чорний пішак · d4 білий кінь · a3 білий слон · c3 білий пішак · g3 білий пішак · a2 білий пішак · e2 білий пішак · f2 білий пішак · g2 білий слон · h2 білий пішак · a1 біла тура · d1 білий ферзь · f1 біла тура · g1 білий король | a8 чорна тура · b8 чорний кінь · c8 чорний слон · d8 чорний ферзь · f8 чорна тура · g8 чорний король · a7 чорний пішак · b7 чорний пішак · e7 чорний пішак · f7 чорний пішак · g7 чорний слон · h7 чорний пішак · g6 чорний пішак · d4 білий кінь · a3 білий слон · c3 білий пішак · g3 білий пішак · a2 білий пішак · e2 білий пішак · f2 білий пішак · g2 білий слон · h2 білий пішак · a1 біла тура · d1 білий ферзь · f1 біла тура · g1 білий король | 1 |
|   | a | b | c | d | e | f | g | h |   |

Керес — Флор (Земеринг, 1937)
11. … Фc7 12.Фb3 Cb6 13.Tfd1 Kd7 14.c4 Kc5 15.Фb4 Ke6? 16.Kb5 Фe5 17.Tac1! Td8 18.Td5 T: d5 19. cd a6 20.Ka7 Kd4 21.T: c8+ Т: с8 22.K: c8 Ф: e2 23.h4 Kf5 24.Фe4 Чорні здались.

Якщо центральні пішаки не грають рішаючої ролі в боротьбі за центр або їх нема, то кожна сторона старається захватити центр фігурами.
(Див. діаграму Ботвинник — Лілієнталь)
(матч-турнір, Москва, 1941)
|   | a | b | c | d | e | f | g | h |   |
| 8 | a8 чорна тура · d8 чорний ферзь · e8 чорна тура · g8 чорний король · a7 чорний пішак · b7 чорний пішак · c7 чорний пішак · g7 чорний слон · h7 чорний пішак · c6 чорний кінь · d6 чорний пішак · f6 чорний кінь · g6 чорний пішак · f5 чорний слон · c4 білий пішак · f4 білий слон · b3 білий пішак · c3 білий кінь · g3 білий пішак · h3 білий пішак · a2 білий пішак · d2 білий ферзь · e2 білий кінь · f2 білий пішак · g2 білий слон · a1 біла тура · f1 біла тура · g1 білий король | a8 чорна тура · d8 чорний ферзь · e8 чорна тура · g8 чорний король · a7 чорний пішак · b7 чорний пішак · c7 чорний пішак · g7 чорний слон · h7 чорний пішак · c6 чорний кінь · d6 чорний пішак · f6 чорний кінь · g6 чорний пішак · f5 чорний слон · c4 білий пішак · f4 білий слон · b3 білий пішак · c3 білий кінь · g3 білий пішак · h3 білий пішак · a2 білий пішак · d2 білий ферзь · e2 білий кінь · f2 білий пішак · g2 білий слон · a1 біла тура · f1 біла тура · g1 білий король | a8 чорна тура · d8 чорний ферзь · e8 чорна тура · g8 чорний король · a7 чорний пішак · b7 чорний пішак · c7 чорний пішак · g7 чорний слон · h7 чорний пішак · c6 чорний кінь · d6 чорний пішак · f6 чорний кінь · g6 чорний пішак · f5 чорний слон · c4 білий пішак · f4 білий слон · b3 білий пішак · c3 білий кінь · g3 білий пішак · h3 білий пішак · a2 білий пішак · d2 білий ферзь · e2 білий кінь · f2 білий пішак · g2 білий слон · a1 біла тура · f1 біла тура · g1 білий король | a8 чорна тура · d8 чорний ферзь · e8 чорна тура · g8 чорний король · a7 чорний пішак · b7 чорний пішак · c7 чорний пішак · g7 чорний слон · h7 чорний пішак · c6 чорний кінь · d6 чорний пішак · f6 чорний кінь · g6 чорний пішак · f5 чорний слон · c4 білий пішак · f4 білий слон · b3 білий пішак · c3 білий кінь · g3 білий пішак · h3 білий пішак · a2 білий пішак · d2 білий ферзь · e2 білий кінь · f2 білий пішак · g2 білий слон · a1 біла тура · f1 біла тура · g1 білий король | a8 чорна тура · d8 чорний ферзь · e8 чорна тура · g8 чорний король · a7 чорний пішак · b7 чорний пішак · c7 чорний пішак · g7 чорний слон · h7 чорний пішак · c6 чорний кінь · d6 чорний пішак · f6 чорний кінь · g6 чорний пішак · f5 чорний слон · c4 білий пішак · f4 білий слон · b3 білий пішак · c3 білий кінь · g3 білий пішак · h3 білий пішак · a2 білий пішак · d2 білий ферзь · e2 білий кінь · f2 білий пішак · g2 білий слон · a1 біла тура · f1 біла тура · g1 білий король | a8 чорна тура · d8 чорний ферзь · e8 чорна тура · g8 чорний король · a7 чорний пішак · b7 чорний пішак · c7 чорний пішак · g7 чорний слон · h7 чорний пішак · c6 чорний кінь · d6 чорний пішак · f6 чорний кінь · g6 чорний пішак · f5 чорний слон · c4 білий пішак · f4 білий слон · b3 білий пішак · c3 білий кінь · g3 білий пішак · h3 білий пішак · a2 білий пішак · d2 білий ферзь · e2 білий кінь · f2 білий пішак · g2 білий слон · a1 біла тура · f1 біла тура · g1 білий король | a8 чорна тура · d8 чорний ферзь · e8 чорна тура · g8 чорний король · a7 чорний пішак · b7 чорний пішак · c7 чорний пішак · g7 чорний слон · h7 чорний пішак · c6 чорний кінь · d6 чорний пішак · f6 чорний кінь · g6 чорний пішак · f5 чорний слон · c4 білий пішак · f4 білий слон · b3 білий пішак · c3 білий кінь · g3 білий пішак · h3 білий пішак · a2 білий пішак · d2 білий ферзь · e2 білий кінь · f2 білий пішак · g2 білий слон · a1 біла тура · f1 біла тура · g1 білий король | a8 чорна тура · d8 чорний ферзь · e8 чорна тура · g8 чорний король · a7 чорний пішак · b7 чорний пішак · c7 чорний пішак · g7 чорний слон · h7 чорний пішак · c6 чорний кінь · d6 чорний пішак · f6 чорний кінь · g6 чорний пішак · f5 чорний слон · c4 білий пішак · f4 білий слон · b3 білий пішак · c3 білий кінь · g3 білий пішак · h3 білий пішак · a2 білий пішак · d2 білий ферзь · e2 білий кінь · f2 білий пішак · g2 білий слон · a1 біла тура · f1 біла тура · g1 білий король | 8 |
| 7 | a8 чорна тура · d8 чорний ферзь · e8 чорна тура · g8 чорний король · a7 чорний пішак · b7 чорний пішак · c7 чорний пішак · g7 чорний слон · h7 чорний пішак · c6 чорний кінь · d6 чорний пішак · f6 чорний кінь · g6 чорний пішак · f5 чорний слон · c4 білий пішак · f4 білий слон · b3 білий пішак · c3 білий кінь · g3 білий пішак · h3 білий пішак · a2 білий пішак · d2 білий ферзь · e2 білий кінь · f2 білий пішак · g2 білий слон · a1 біла тура · f1 біла тура · g1 білий король | a8 чорна тура · d8 чорний ферзь · e8 чорна тура · g8 чорний король · a7 чорний пішак · b7 чорний пішак · c7 чорний пішак · g7 чорний слон · h7 чорний пішак · c6 чорний кінь · d6 чорний пішак · f6 чорний кінь · g6 чорний пішак · f5 чорний слон · c4 білий пішак · f4 білий слон · b3 білий пішак · c3 білий кінь · g3 білий пішак · h3 білий пішак · a2 білий пішак · d2 білий ферзь · e2 білий кінь · f2 білий пішак · g2 білий слон · a1 біла тура · f1 біла тура · g1 білий король | a8 чорна тура · d8 чорний ферзь · e8 чорна тура · g8 чорний король · a7 чорний пішак · b7 чорний пішак · c7 чорний пішак · g7 чорний слон · h7 чорний пішак · c6 чорний кінь · d6 чорний пішак · f6 чорний кінь · g6 чорний пішак · f5 чорний слон · c4 білий пішак · f4 білий слон · b3 білий пішак · c3 білий кінь · g3 білий пішак · h3 білий пішак · a2 білий пішак · d2 білий ферзь · e2 білий кінь · f2 білий пішак · g2 білий слон · a1 біла тура · f1 біла тура · g1 білий король | a8 чорна тура · d8 чорний ферзь · e8 чорна тура · g8 чорний король · a7 чорний пішак · b7 чорний пішак · c7 чорний пішак · g7 чорний слон · h7 чорний пішак · c6 чорний кінь · d6 чорний пішак · f6 чорний кінь · g6 чорний пішак · f5 чорний слон · c4 білий пішак · f4 білий слон · b3 білий пішак · c3 білий кінь · g3 білий пішак · h3 білий пішак · a2 білий пішак · d2 білий ферзь · e2 білий кінь · f2 білий пішак · g2 білий слон · a1 біла тура · f1 біла тура · g1 білий король | a8 чорна тура · d8 чорний ферзь · e8 чорна тура · g8 чорний король · a7 чорний пішак · b7 чорний пішак · c7 чорний пішак · g7 чорний слон · h7 чорний пішак · c6 чорний кінь · d6 чорний пішак · f6 чорний кінь · g6 чорний пішак · f5 чорний слон · c4 білий пішак · f4 білий слон · b3 білий пішак · c3 білий кінь · g3 білий пішак · h3 білий пішак · a2 білий пішак · d2 білий ферзь · e2 білий кінь · f2 білий пішак · g2 білий слон · a1 біла тура · f1 біла тура · g1 білий король | a8 чорна тура · d8 чорний ферзь · e8 чорна тура · g8 чорний король · a7 чорний пішак · b7 чорний пішак · c7 чорний пішак · g7 чорний слон · h7 чорний пішак · c6 чорний кінь · d6 чорний пішак · f6 чорний кінь · g6 чорний пішак · f5 чорний слон · c4 білий пішак · f4 білий слон · b3 білий пішак · c3 білий кінь · g3 білий пішак · h3 білий пішак · a2 білий пішак · d2 білий ферзь · e2 білий кінь · f2 білий пішак · g2 білий слон · a1 біла тура · f1 біла тура · g1 білий король | a8 чорна тура · d8 чорний ферзь · e8 чорна тура · g8 чорний король · a7 чорний пішак · b7 чорний пішак · c7 чорний пішак · g7 чорний слон · h7 чорний пішак · c6 чорний кінь · d6 чорний пішак · f6 чорний кінь · g6 чорний пішак · f5 чорний слон · c4 білий пішак · f4 білий слон · b3 білий пішак · c3 білий кінь · g3 білий пішак · h3 білий пішак · a2 білий пішак · d2 білий ферзь · e2 білий кінь · f2 білий пішак · g2 білий слон · a1 біла тура · f1 біла тура · g1 білий король | a8 чорна тура · d8 чорний ферзь · e8 чорна тура · g8 чорний король · a7 чорний пішак · b7 чорний пішак · c7 чорний пішак · g7 чорний слон · h7 чорний пішак · c6 чорний кінь · d6 чорний пішак · f6 чорний кінь · g6 чорний пішак · f5 чорний слон · c4 білий пішак · f4 білий слон · b3 білий пішак · c3 білий кінь · g3 білий пішак · h3 білий пішак · a2 білий пішак · d2 білий ферзь · e2 білий кінь · f2 білий пішак · g2 білий слон · a1 біла тура · f1 біла тура · g1 білий король | 7 |
| 6 | a8 чорна тура · d8 чорний ферзь · e8 чорна тура · g8 чорний король · a7 чорний пішак · b7 чорний пішак · c7 чорний пішак · g7 чорний слон · h7 чорний пішак · c6 чорний кінь · d6 чорний пішак · f6 чорний кінь · g6 чорний пішак · f5 чорний слон · c4 білий пішак · f4 білий слон · b3 білий пішак · c3 білий кінь · g3 білий пішак · h3 білий пішак · a2 білий пішак · d2 білий ферзь · e2 білий кінь · f2 білий пішак · g2 білий слон · a1 біла тура · f1 біла тура · g1 білий король | a8 чорна тура · d8 чорний ферзь · e8 чорна тура · g8 чорний король · a7 чорний пішак · b7 чорний пішак · c7 чорний пішак · g7 чорний слон · h7 чорний пішак · c6 чорний кінь · d6 чорний пішак · f6 чорний кінь · g6 чорний пішак · f5 чорний слон · c4 білий пішак · f4 білий слон · b3 білий пішак · c3 білий кінь · g3 білий пішак · h3 білий пішак · a2 білий пішак · d2 білий ферзь · e2 білий кінь · f2 білий пішак · g2 білий слон · a1 біла тура · f1 біла тура · g1 білий король | a8 чорна тура · d8 чорний ферзь · e8 чорна тура · g8 чорний король · a7 чорний пішак · b7 чорний пішак · c7 чорний пішак · g7 чорний слон · h7 чорний пішак · c6 чорний кінь · d6 чорний пішак · f6 чорний кінь · g6 чорний пішак · f5 чорний слон · c4 білий пішак · f4 білий слон · b3 білий пішак · c3 білий кінь · g3 білий пішак · h3 білий пішак · a2 білий пішак · d2 білий ферзь · e2 білий кінь · f2 білий пішак · g2 білий слон · a1 біла тура · f1 біла тура · g1 білий король | a8 чорна тура · d8 чорний ферзь · e8 чорна тура · g8 чорний король · a7 чорний пішак · b7 чорний пішак · c7 чорний пішак · g7 чорний слон · h7 чорний пішак · c6 чорний кінь · d6 чорний пішак · f6 чорний кінь · g6 чорний пішак · f5 чорний слон · c4 білий пішак · f4 білий слон · b3 білий пішак · c3 білий кінь · g3 білий пішак · h3 білий пішак · a2 білий пішак · d2 білий ферзь · e2 білий кінь · f2 білий пішак · g2 білий слон · a1 біла тура · f1 біла тура · g1 білий король | a8 чорна тура · d8 чорний ферзь · e8 чорна тура · g8 чорний король · a7 чорний пішак · b7 чорний пішак · c7 чорний пішак · g7 чорний слон · h7 чорний пішак · c6 чорний кінь · d6 чорний пішак · f6 чорний кінь · g6 чорний пішак · f5 чорний слон · c4 білий пішак · f4 білий слон · b3 білий пішак · c3 білий кінь · g3 білий пішак · h3 білий пішак · a2 білий пішак · d2 білий ферзь · e2 білий кінь · f2 білий пішак · g2 білий слон · a1 біла тура · f1 біла тура · g1 білий король | a8 чорна тура · d8 чорний ферзь · e8 чорна тура · g8 чорний король · a7 чорний пішак · b7 чорний пішак · c7 чорний пішак · g7 чорний слон · h7 чорний пішак · c6 чорний кінь · d6 чорний пішак · f6 чорний кінь · g6 чорний пішак · f5 чорний слон · c4 білий пішак · f4 білий слон · b3 білий пішак · c3 білий кінь · g3 білий пішак · h3 білий пішак · a2 білий пішак · d2 білий ферзь · e2 білий кінь · f2 білий пішак · g2 білий слон · a1 біла тура · f1 біла тура · g1 білий король | a8 чорна тура · d8 чорний ферзь · e8 чорна тура · g8 чорний король · a7 чорний пішак · b7 чорний пішак · c7 чорний пішак · g7 чорний слон · h7 чорний пішак · c6 чорний кінь · d6 чорний пішак · f6 чорний кінь · g6 чорний пішак · f5 чорний слон · c4 білий пішак · f4 білий слон · b3 білий пішак · c3 білий кінь · g3 білий пішак · h3 білий пішак · a2 білий пішак · d2 білий ферзь · e2 білий кінь · f2 білий пішак · g2 білий слон · a1 біла тура · f1 біла тура · g1 білий король | a8 чорна тура · d8 чорний ферзь · e8 чорна тура · g8 чорний король · a7 чорний пішак · b7 чорний пішак · c7 чорний пішак · g7 чорний слон · h7 чорний пішак · c6 чорний кінь · d6 чорний пішак · f6 чорний кінь · g6 чорний пішак · f5 чорний слон · c4 білий пішак · f4 білий слон · b3 білий пішак · c3 білий кінь · g3 білий пішак · h3 білий пішак · a2 білий пішак · d2 білий ферзь · e2 білий кінь · f2 білий пішак · g2 білий слон · a1 біла тура · f1 біла тура · g1 білий король | 6 |
| 5 | a8 чорна тура · d8 чорний ферзь · e8 чорна тура · g8 чорний король · a7 чорний пішак · b7 чорний пішак · c7 чорний пішак · g7 чорний слон · h7 чорний пішак · c6 чорний кінь · d6 чорний пішак · f6 чорний кінь · g6 чорний пішак · f5 чорний слон · c4 білий пішак · f4 білий слон · b3 білий пішак · c3 білий кінь · g3 білий пішак · h3 білий пішак · a2 білий пішак · d2 білий ферзь · e2 білий кінь · f2 білий пішак · g2 білий слон · a1 біла тура · f1 біла тура · g1 білий король | a8 чорна тура · d8 чорний ферзь · e8 чорна тура · g8 чорний король · a7 чорний пішак · b7 чорний пішак · c7 чорний пішак · g7 чорний слон · h7 чорний пішак · c6 чорний кінь · d6 чорний пішак · f6 чорний кінь · g6 чорний пішак · f5 чорний слон · c4 білий пішак · f4 білий слон · b3 білий пішак · c3 білий кінь · g3 білий пішак · h3 білий пішак · a2 білий пішак · d2 білий ферзь · e2 білий кінь · f2 білий пішак · g2 білий слон · a1 біла тура · f1 біла тура · g1 білий король | a8 чорна тура · d8 чорний ферзь · e8 чорна тура · g8 чорний король · a7 чорний пішак · b7 чорний пішак · c7 чорний пішак · g7 чорний слон · h7 чорний пішак · c6 чорний кінь · d6 чорний пішак · f6 чорний кінь · g6 чорний пішак · f5 чорний слон · c4 білий пішак · f4 білий слон · b3 білий пішак · c3 білий кінь · g3 білий пішак · h3 білий пішак · a2 білий пішак · d2 білий ферзь · e2 білий кінь · f2 білий пішак · g2 білий слон · a1 біла тура · f1 біла тура · g1 білий король | a8 чорна тура · d8 чорний ферзь · e8 чорна тура · g8 чорний король · a7 чорний пішак · b7 чорний пішак · c7 чорний пішак · g7 чорний слон · h7 чорний пішак · c6 чорний кінь · d6 чорний пішак · f6 чорний кінь · g6 чорний пішак · f5 чорний слон · c4 білий пішак · f4 білий слон · b3 білий пішак · c3 білий кінь · g3 білий пішак · h3 білий пішак · a2 білий пішак · d2 білий ферзь · e2 білий кінь · f2 білий пішак · g2 білий слон · a1 біла тура · f1 біла тура · g1 білий король | a8 чорна тура · d8 чорний ферзь · e8 чорна тура · g8 чорний король · a7 чорний пішак · b7 чорний пішак · c7 чорний пішак · g7 чорний слон · h7 чорний пішак · c6 чорний кінь · d6 чорний пішак · f6 чорний кінь · g6 чорний пішак · f5 чорний слон · c4 білий пішак · f4 білий слон · b3 білий пішак · c3 білий кінь · g3 білий пішак · h3 білий пішак · a2 білий пішак · d2 білий ферзь · e2 білий кінь · f2 білий пішак · g2 білий слон · a1 біла тура · f1 біла тура · g1 білий король | a8 чорна тура · d8 чорний ферзь · e8 чорна тура · g8 чорний король · a7 чорний пішак · b7 чорний пішак · c7 чорний пішак · g7 чорний слон · h7 чорний пішак · c6 чорний кінь · d6 чорний пішак · f6 чорний кінь · g6 чорний пішак · f5 чорний слон · c4 білий пішак · f4 білий слон · b3 білий пішак · c3 білий кінь · g3 білий пішак · h3 білий пішак · a2 білий пішак · d2 білий ферзь · e2 білий кінь · f2 білий пішак · g2 білий слон · a1 біла тура · f1 біла тура · g1 білий король | a8 чорна тура · d8 чорний ферзь · e8 чорна тура · g8 чорний король · a7 чорний пішак · b7 чорний пішак · c7 чорний пішак · g7 чорний слон · h7 чорний пішак · c6 чорний кінь · d6 чорний пішак · f6 чорний кінь · g6 чорний пішак · f5 чорний слон · c4 білий пішак · f4 білий слон · b3 білий пішак · c3 білий кінь · g3 білий пішак · h3 білий пішак · a2 білий пішак · d2 білий ферзь · e2 білий кінь · f2 білий пішак · g2 білий слон · a1 біла тура · f1 біла тура · g1 білий король | a8 чорна тура · d8 чорний ферзь · e8 чорна тура · g8 чорний король · a7 чорний пішак · b7 чорний пішак · c7 чорний пішак · g7 чорний слон · h7 чорний пішак · c6 чорний кінь · d6 чорний пішак · f6 чорний кінь · g6 чорний пішак · f5 чорний слон · c4 білий пішак · f4 білий слон · b3 білий пішак · c3 білий кінь · g3 білий пішак · h3 білий пішак · a2 білий пішак · d2 білий ферзь · e2 білий кінь · f2 білий пішак · g2 білий слон · a1 біла тура · f1 біла тура · g1 білий король | 5 |
| 4 | a8 чорна тура · d8 чорний ферзь · e8 чорна тура · g8 чорний король · a7 чорний пішак · b7 чорний пішак · c7 чорний пішак · g7 чорний слон · h7 чорний пішак · c6 чорний кінь · d6 чорний пішак · f6 чорний кінь · g6 чорний пішак · f5 чорний слон · c4 білий пішак · f4 білий слон · b3 білий пішак · c3 білий кінь · g3 білий пішак · h3 білий пішак · a2 білий пішак · d2 білий ферзь · e2 білий кінь · f2 білий пішак · g2 білий слон · a1 біла тура · f1 біла тура · g1 білий король | a8 чорна тура · d8 чорний ферзь · e8 чорна тура · g8 чорний король · a7 чорний пішак · b7 чорний пішак · c7 чорний пішак · g7 чорний слон · h7 чорний пішак · c6 чорний кінь · d6 чорний пішак · f6 чорний кінь · g6 чорний пішак · f5 чорний слон · c4 білий пішак · f4 білий слон · b3 білий пішак · c3 білий кінь · g3 білий пішак · h3 білий пішак · a2 білий пішак · d2 білий ферзь · e2 білий кінь · f2 білий пішак · g2 білий слон · a1 біла тура · f1 біла тура · g1 білий король | a8 чорна тура · d8 чорний ферзь · e8 чорна тура · g8 чорний король · a7 чорний пішак · b7 чорний пішак · c7 чорний пішак · g7 чорний слон · h7 чорний пішак · c6 чорний кінь · d6 чорний пішак · f6 чорний кінь · g6 чорний пішак · f5 чорний слон · c4 білий пішак · f4 білий слон · b3 білий пішак · c3 білий кінь · g3 білий пішак · h3 білий пішак · a2 білий пішак · d2 білий ферзь · e2 білий кінь · f2 білий пішак · g2 білий слон · a1 біла тура · f1 біла тура · g1 білий король | a8 чорна тура · d8 чорний ферзь · e8 чорна тура · g8 чорний король · a7 чорний пішак · b7 чорний пішак · c7 чорний пішак · g7 чорний слон · h7 чорний пішак · c6 чорний кінь · d6 чорний пішак · f6 чорний кінь · g6 чорний пішак · f5 чорний слон · c4 білий пішак · f4 білий слон · b3 білий пішак · c3 білий кінь · g3 білий пішак · h3 білий пішак · a2 білий пішак · d2 білий ферзь · e2 білий кінь · f2 білий пішак · g2 білий слон · a1 біла тура · f1 біла тура · g1 білий король | a8 чорна тура · d8 чорний ферзь · e8 чорна тура · g8 чорний король · a7 чорний пішак · b7 чорний пішак · c7 чорний пішак · g7 чорний слон · h7 чорний пішак · c6 чорний кінь · d6 чорний пішак · f6 чорний кінь · g6 чорний пішак · f5 чорний слон · c4 білий пішак · f4 білий слон · b3 білий пішак · c3 білий кінь · g3 білий пішак · h3 білий пішак · a2 білий пішак · d2 білий ферзь · e2 білий кінь · f2 білий пішак · g2 білий слон · a1 біла тура · f1 біла тура · g1 білий король | a8 чорна тура · d8 чорний ферзь · e8 чорна тура · g8 чорний король · a7 чорний пішак · b7 чорний пішак · c7 чорний пішак · g7 чорний слон · h7 чорний пішак · c6 чорний кінь · d6 чорний пішак · f6 чорний кінь · g6 чорний пішак · f5 чорний слон · c4 білий пішак · f4 білий слон · b3 білий пішак · c3 білий кінь · g3 білий пішак · h3 білий пішак · a2 білий пішак · d2 білий ферзь · e2 білий кінь · f2 білий пішак · g2 білий слон · a1 біла тура · f1 біла тура · g1 білий король | a8 чорна тура · d8 чорний ферзь · e8 чорна тура · g8 чорний король · a7 чорний пішак · b7 чорний пішак · c7 чорний пішак · g7 чорний слон · h7 чорний пішак · c6 чорний кінь · d6 чорний пішак · f6 чорний кінь · g6 чорний пішак · f5 чорний слон · c4 білий пішак · f4 білий слон · b3 білий пішак · c3 білий кінь · g3 білий пішак · h3 білий пішак · a2 білий пішак · d2 білий ферзь · e2 білий кінь · f2 білий пішак · g2 білий слон · a1 біла тура · f1 біла тура · g1 білий король | a8 чорна тура · d8 чорний ферзь · e8 чорна тура · g8 чорний король · a7 чорний пішак · b7 чорний пішак · c7 чорний пішак · g7 чорний слон · h7 чорний пішак · c6 чорний кінь · d6 чорний пішак · f6 чорний кінь · g6 чорний пішак · f5 чорний слон · c4 білий пішак · f4 білий слон · b3 білий пішак · c3 білий кінь · g3 білий пішак · h3 білий пішак · a2 білий пішак · d2 білий ферзь · e2 білий кінь · f2 білий пішак · g2 білий слон · a1 біла тура · f1 біла тура · g1 білий король | 4 |
| 3 | a8 чорна тура · d8 чорний ферзь · e8 чорна тура · g8 чорний король · a7 чорний пішак · b7 чорний пішак · c7 чорний пішак · g7 чорний слон · h7 чорний пішак · c6 чорний кінь · d6 чорний пішак · f6 чорний кінь · g6 чорний пішак · f5 чорний слон · c4 білий пішак · f4 білий слон · b3 білий пішак · c3 білий кінь · g3 білий пішак · h3 білий пішак · a2 білий пішак · d2 білий ферзь · e2 білий кінь · f2 білий пішак · g2 білий слон · a1 біла тура · f1 біла тура · g1 білий король | a8 чорна тура · d8 чорний ферзь · e8 чорна тура · g8 чорний король · a7 чорний пішак · b7 чорний пішак · c7 чорний пішак · g7 чорний слон · h7 чорний пішак · c6 чорний кінь · d6 чорний пішак · f6 чорний кінь · g6 чорний пішак · f5 чорний слон · c4 білий пішак · f4 білий слон · b3 білий пішак · c3 білий кінь · g3 білий пішак · h3 білий пішак · a2 білий пішак · d2 білий ферзь · e2 білий кінь · f2 білий пішак · g2 білий слон · a1 біла тура · f1 біла тура · g1 білий король | a8 чорна тура · d8 чорний ферзь · e8 чорна тура · g8 чорний король · a7 чорний пішак · b7 чорний пішак · c7 чорний пішак · g7 чорний слон · h7 чорний пішак · c6 чорний кінь · d6 чорний пішак · f6 чорний кінь · g6 чорний пішак · f5 чорний слон · c4 білий пішак · f4 білий слон · b3 білий пішак · c3 білий кінь · g3 білий пішак · h3 білий пішак · a2 білий пішак · d2 білий ферзь · e2 білий кінь · f2 білий пішак · g2 білий слон · a1 біла тура · f1 біла тура · g1 білий король | a8 чорна тура · d8 чорний ферзь · e8 чорна тура · g8 чорний король · a7 чорний пішак · b7 чорний пішак · c7 чорний пішак · g7 чорний слон · h7 чорний пішак · c6 чорний кінь · d6 чорний пішак · f6 чорний кінь · g6 чорний пішак · f5 чорний слон · c4 білий пішак · f4 білий слон · b3 білий пішак · c3 білий кінь · g3 білий пішак · h3 білий пішак · a2 білий пішак · d2 білий ферзь · e2 білий кінь · f2 білий пішак · g2 білий слон · a1 біла тура · f1 біла тура · g1 білий король | a8 чорна тура · d8 чорний ферзь · e8 чорна тура · g8 чорний король · a7 чорний пішак · b7 чорний пішак · c7 чорний пішак · g7 чорний слон · h7 чорний пішак · c6 чорний кінь · d6 чорний пішак · f6 чорний кінь · g6 чорний пішак · f5 чорний слон · c4 білий пішак · f4 білий слон · b3 білий пішак · c3 білий кінь · g3 білий пішак · h3 білий пішак · a2 білий пішак · d2 білий ферзь · e2 білий кінь · f2 білий пішак · g2 білий слон · a1 біла тура · f1 біла тура · g1 білий король | a8 чорна тура · d8 чорний ферзь · e8 чорна тура · g8 чорний король · a7 чорний пішак · b7 чорний пішак · c7 чорний пішак · g7 чорний слон · h7 чорний пішак · c6 чорний кінь · d6 чорний пішак · f6 чорний кінь · g6 чорний пішак · f5 чорний слон · c4 білий пішак · f4 білий слон · b3 білий пішак · c3 білий кінь · g3 білий пішак · h3 білий пішак · a2 білий пішак · d2 білий ферзь · e2 білий кінь · f2 білий пішак · g2 білий слон · a1 біла тура · f1 біла тура · g1 білий король | a8 чорна тура · d8 чорний ферзь · e8 чорна тура · g8 чорний король · a7 чорний пішак · b7 чорний пішак · c7 чорний пішак · g7 чорний слон · h7 чорний пішак · c6 чорний кінь · d6 чорний пішак · f6 чорний кінь · g6 чорний пішак · f5 чорний слон · c4 білий пішак · f4 білий слон · b3 білий пішак · c3 білий кінь · g3 білий пішак · h3 білий пішак · a2 білий пішак · d2 білий ферзь · e2 білий кінь · f2 білий пішак · g2 білий слон · a1 біла тура · f1 біла тура · g1 білий король | a8 чорна тура · d8 чорний ферзь · e8 чорна тура · g8 чорний король · a7 чорний пішак · b7 чорний пішак · c7 чорний пішак · g7 чорний слон · h7 чорний пішак · c6 чорний кінь · d6 чорний пішак · f6 чорний кінь · g6 чорний пішак · f5 чорний слон · c4 білий пішак · f4 білий слон · b3 білий пішак · c3 білий кінь · g3 білий пішак · h3 білий пішак · a2 білий пішак · d2 білий ферзь · e2 білий кінь · f2 білий пішак · g2 білий слон · a1 біла тура · f1 біла тура · g1 білий король | 3 |
| 2 | a8 чорна тура · d8 чорний ферзь · e8 чорна тура · g8 чорний король · a7 чорний пішак · b7 чорний пішак · c7 чорний пішак · g7 чорний слон · h7 чорний пішак · c6 чорний кінь · d6 чорний пішак · f6 чорний кінь · g6 чорний пішак · f5 чорний слон · c4 білий пішак · f4 білий слон · b3 білий пішак · c3 білий кінь · g3 білий пішак · h3 білий пішак · a2 білий пішак · d2 білий ферзь · e2 білий кінь · f2 білий пішак · g2 білий слон · a1 біла тура · f1 біла тура · g1 білий король | a8 чорна тура · d8 чорний ферзь · e8 чорна тура · g8 чорний король · a7 чорний пішак · b7 чорний пішак · c7 чорний пішак · g7 чорний слон · h7 чорний пішак · c6 чорний кінь · d6 чорний пішак · f6 чорний кінь · g6 чорний пішак · f5 чорний слон · c4 білий пішак · f4 білий слон · b3 білий пішак · c3 білий кінь · g3 білий пішак · h3 білий пішак · a2 білий пішак · d2 білий ферзь · e2 білий кінь · f2 білий пішак · g2 білий слон · a1 біла тура · f1 біла тура · g1 білий король | a8 чорна тура · d8 чорний ферзь · e8 чорна тура · g8 чорний король · a7 чорний пішак · b7 чорний пішак · c7 чорний пішак · g7 чорний слон · h7 чорний пішак · c6 чорний кінь · d6 чорний пішак · f6 чорний кінь · g6 чорний пішак · f5 чорний слон · c4 білий пішак · f4 білий слон · b3 білий пішак · c3 білий кінь · g3 білий пішак · h3 білий пішак · a2 білий пішак · d2 білий ферзь · e2 білий кінь · f2 білий пішак · g2 білий слон · a1 біла тура · f1 біла тура · g1 білий король | a8 чорна тура · d8 чорний ферзь · e8 чорна тура · g8 чорний король · a7 чорний пішак · b7 чорний пішак · c7 чорний пішак · g7 чорний слон · h7 чорний пішак · c6 чорний кінь · d6 чорний пішак · f6 чорний кінь · g6 чорний пішак · f5 чорний слон · c4 білий пішак · f4 білий слон · b3 білий пішак · c3 білий кінь · g3 білий пішак · h3 білий пішак · a2 білий пішак · d2 білий ферзь · e2 білий кінь · f2 білий пішак · g2 білий слон · a1 біла тура · f1 біла тура · g1 білий король | a8 чорна тура · d8 чорний ферзь · e8 чорна тура · g8 чорний король · a7 чорний пішак · b7 чорний пішак · c7 чорний пішак · g7 чорний слон · h7 чорний пішак · c6 чорний кінь · d6 чорний пішак · f6 чорний кінь · g6 чорний пішак · f5 чорний слон · c4 білий пішак · f4 білий слон · b3 білий пішак · c3 білий кінь · g3 білий пішак · h3 білий пішак · a2 білий пішак · d2 білий ферзь · e2 білий кінь · f2 білий пішак · g2 білий слон · a1 біла тура · f1 біла тура · g1 білий король | a8 чорна тура · d8 чорний ферзь · e8 чорна тура · g8 чорний король · a7 чорний пішак · b7 чорний пішак · c7 чорний пішак · g7 чорний слон · h7 чорний пішак · c6 чорний кінь · d6 чорний пішак · f6 чорний кінь · g6 чорний пішак · f5 чорний слон · c4 білий пішак · f4 білий слон · b3 білий пішак · c3 білий кінь · g3 білий пішак · h3 білий пішак · a2 білий пішак · d2 білий ферзь · e2 білий кінь · f2 білий пішак · g2 білий слон · a1 біла тура · f1 біла тура · g1 білий король | a8 чорна тура · d8 чорний ферзь · e8 чорна тура · g8 чорний король · a7 чорний пішак · b7 чорний пішак · c7 чорний пішак · g7 чорний слон · h7 чорний пішак · c6 чорний кінь · d6 чорний пішак · f6 чорний кінь · g6 чорний пішак · f5 чорний слон · c4 білий пішак · f4 білий слон · b3 білий пішак · c3 білий кінь · g3 білий пішак · h3 білий пішак · a2 білий пішак · d2 білий ферзь · e2 білий кінь · f2 білий пішак · g2 білий слон · a1 біла тура · f1 біла тура · g1 білий король | a8 чорна тура · d8 чорний ферзь · e8 чорна тура · g8 чорний король · a7 чорний пішак · b7 чорний пішак · c7 чорний пішак · g7 чорний слон · h7 чорний пішак · c6 чорний кінь · d6 чорний пішак · f6 чорний кінь · g6 чорний пішак · f5 чорний слон · c4 білий пішак · f4 білий слон · b3 білий пішак · c3 білий кінь · g3 білий пішак · h3 білий пішак · a2 білий пішак · d2 білий ферзь · e2 білий кінь · f2 білий пішак · g2 білий слон · a1 біла тура · f1 біла тура · g1 білий король | 2 |
| 1 | a8 чорна тура · d8 чорний ферзь · e8 чорна тура · g8 чорний король · a7 чорний пішак · b7 чорний пішак · c7 чорний пішак · g7 чорний слон · h7 чорний пішак · c6 чорний кінь · d6 чорний пішак · f6 чорний кінь · g6 чорний пішак · f5 чорний слон · c4 білий пішак · f4 білий слон · b3 білий пішак · c3 білий кінь · g3 білий пішак · h3 білий пішак · a2 білий пішак · d2 білий ферзь · e2 білий кінь · f2 білий пішак · g2 білий слон · a1 біла тура · f1 біла тура · g1 білий король | a8 чорна тура · d8 чорний ферзь · e8 чорна тура · g8 чорний король · a7 чорний пішак · b7 чорний пішак · c7 чорний пішак · g7 чорний слон · h7 чорний пішак · c6 чорний кінь · d6 чорний пішак · f6 чорний кінь · g6 чорний пішак · f5 чорний слон · c4 білий пішак · f4 білий слон · b3 білий пішак · c3 білий кінь · g3 білий пішак · h3 білий пішак · a2 білий пішак · d2 білий ферзь · e2 білий кінь · f2 білий пішак · g2 білий слон · a1 біла тура · f1 біла тура · g1 білий король | a8 чорна тура · d8 чорний ферзь · e8 чорна тура · g8 чорний король · a7 чорний пішак · b7 чорний пішак · c7 чорний пішак · g7 чорний слон · h7 чорний пішак · c6 чорний кінь · d6 чорний пішак · f6 чорний кінь · g6 чорний пішак · f5 чорний слон · c4 білий пішак · f4 білий слон · b3 білий пішак · c3 білий кінь · g3 білий пішак · h3 білий пішак · a2 білий пішак · d2 білий ферзь · e2 білий кінь · f2 білий пішак · g2 білий слон · a1 біла тура · f1 біла тура · g1 білий король | a8 чорна тура · d8 чорний ферзь · e8 чорна тура · g8 чорний король · a7 чорний пішак · b7 чорний пішак · c7 чорний пішак · g7 чорний слон · h7 чорний пішак · c6 чорний кінь · d6 чорний пішак · f6 чорний кінь · g6 чорний пішак · f5 чорний слон · c4 білий пішак · f4 білий слон · b3 білий пішак · c3 білий кінь · g3 білий пішак · h3 білий пішак · a2 білий пішак · d2 білий ферзь · e2 білий кінь · f2 білий пішак · g2 білий слон · a1 біла тура · f1 біла тура · g1 білий король | a8 чорна тура · d8 чорний ферзь · e8 чорна тура · g8 чорний король · a7 чорний пішак · b7 чорний пішак · c7 чорний пішак · g7 чорний слон · h7 чорний пішак · c6 чорний кінь · d6 чорний пішак · f6 чорний кінь · g6 чорний пішак · f5 чорний слон · c4 білий пішак · f4 білий слон · b3 білий пішак · c3 білий кінь · g3 білий пішак · h3 білий пішак · a2 білий пішак · d2 білий ферзь · e2 білий кінь · f2 білий пішак · g2 білий слон · a1 біла тура · f1 біла тура · g1 білий король | a8 чорна тура · d8 чорний ферзь · e8 чорна тура · g8 чорний король · a7 чорний пішак · b7 чорний пішак · c7 чорний пішак · g7 чорний слон · h7 чорний пішак · c6 чорний кінь · d6 чорний пішак · f6 чорний кінь · g6 чорний пішак · f5 чорний слон · c4 білий пішак · f4 білий слон · b3 білий пішак · c3 білий кінь · g3 білий пішак · h3 білий пішак · a2 білий пішак · d2 білий ферзь · e2 білий кінь · f2 білий пішак · g2 білий слон · a1 біла тура · f1 біла тура · g1 білий король | a8 чорна тура · d8 чорний ферзь · e8 чорна тура · g8 чорний король · a7 чорний пішак · b7 чорний пішак · c7 чорний пішак · g7 чорний слон · h7 чорний пішак · c6 чорний кінь · d6 чорний пішак · f6 чорний кінь · g6 чорний пішак · f5 чорний слон · c4 білий пішак · f4 білий слон · b3 білий пішак · c3 білий кінь · g3 білий пішак · h3 білий пішак · a2 білий пішак · d2 білий ферзь · e2 білий кінь · f2 білий пішак · g2 білий слон · a1 біла тура · f1 біла тура · g1 білий король | a8 чорна тура · d8 чорний ферзь · e8 чорна тура · g8 чорний король · a7 чорний пішак · b7 чорний пішак · c7 чорний пішак · g7 чорний слон · h7 чорний пішак · c6 чорний кінь · d6 чорний пішак · f6 чорний кінь · g6 чорний пішак · f5 чорний слон · c4 білий пішак · f4 білий слон · b3 білий пішак · c3 білий кінь · g3 білий пішак · h3 білий пішак · a2 білий пішак · d2 білий ферзь · e2 білий кінь · f2 білий пішак · g2 білий слон · a1 біла тура · f1 біла тура · g1 білий король | 1 |
|   | a | b | c | d | e | f | g | h |   |

1. … h5 2.Tae1 Фd7 3.kph2 Kph7 4.Cg5 Ke5 5.Kf4 c6 6.C: f6 C: f6 7.Ke4 Ce7 8.Фc3 Фc7 9.Ke2! Tad8 10.f4 Kf7 11.Kd4 Kh6 (білі добились переваги у центрі) 12.Kg5+ Чорні здались.
На 12. .. C: g5 13.fg Kg8 білі грають 14.K: f5 gf 15.T: f5 з розгромом